# Großherzoglich Mecklenburgisches Grenadier-Regiment Nr. 89
Das Großherzoglich Mecklenburgische Grenadier-Regiment Nr. 89 war ein Infanterie-Verband der preußischen Armee.

## Geschichte

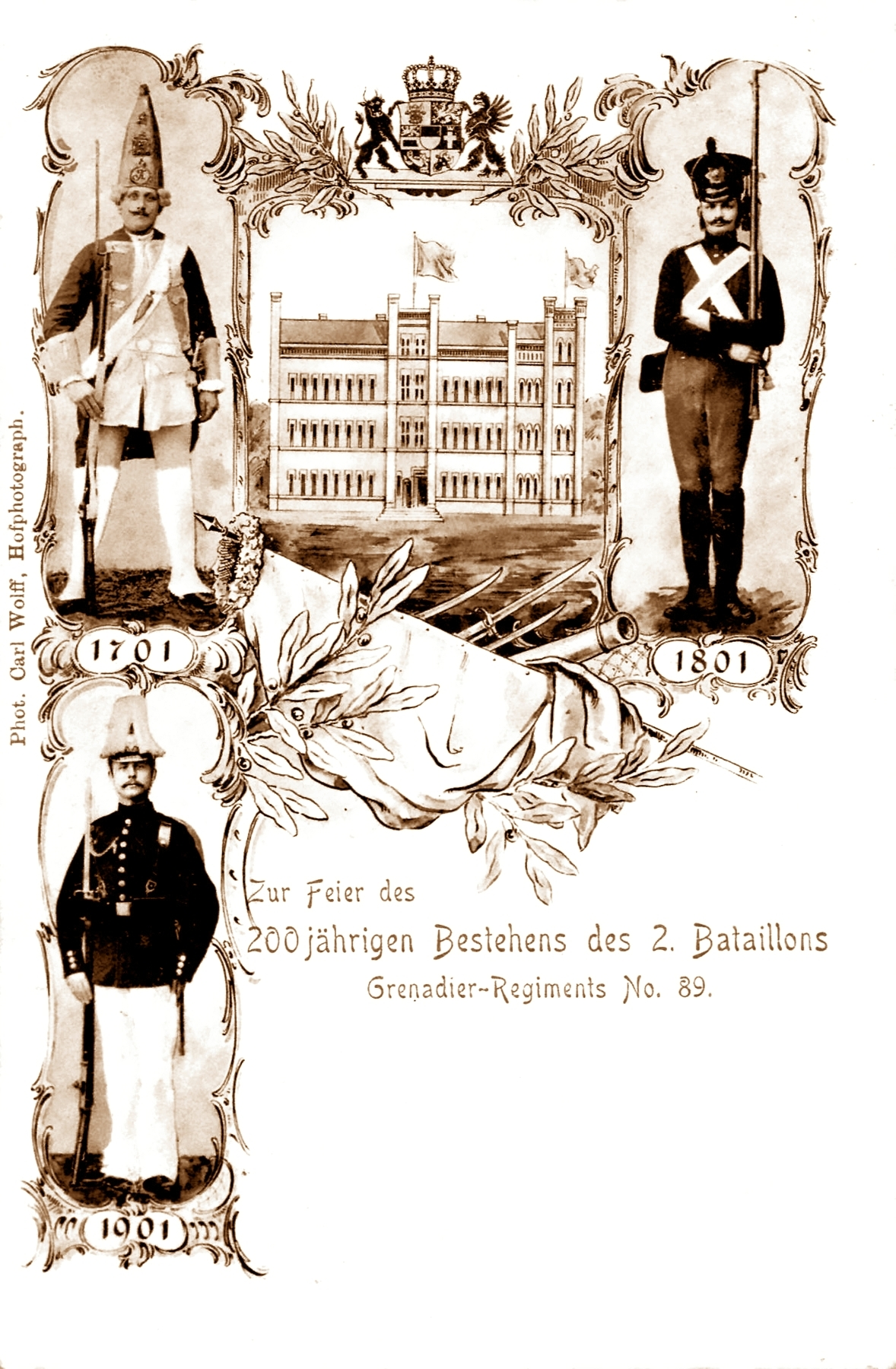
1701–1901 Jubiläum der Errichtung des Strelitzer-Bataillons

Die im Jahr 1701 gestiftete Strelitzer Leibgarde zu Fuß, aus der das II. Bataillon des Großherzoglichen Grenadier-Regiments Nr. 89 hervorging, hatte bereits im Spanischen Erbfolgekrieg gekämpft. In Folge des 1788 abgeschlossenen Subsidientraktates zwischen Herzog Friedrich Franz zu Mecklenburg und dem niederländischen Erbstatthalter Prinz Wilhelm von Oranien, dienten die mecklenburgischen Truppen bis Januar 1796 im holländischen Sold. Nach einigen Jahren der Ruhe, kam es im November 1806 zur Besetzung des Herzogtums Mecklenburg-Schwerin durch das französische 8. Armeekorps. Das Herzogtum verlor damit vorerst seine Eigenständigkeit. Daraufhin wurden die mecklenburgischen Truppen entlassen und zur Abgabe ihrer Waffen gezwungen, nur die Offiziere und Unteroffiziere konnten ihre Blankwaffen behalten. Mit der Wiedereinsetzung des Herzoges erhielt das Herzogtum Mecklenburg-Schwerin am 27. Mai 1807 seine Eigenständigkeit zurück. Im März des darauffolgenden Jahres trat das Herzogtum Mecklenburg-Schwerin dem Rheinbund bei. Daraufhin formierte sich die Mecklenburgische Brigade zu vier Bataillonen mit je sechs Kompanien. Am 25. Februar 1809 erließ Friedrich Franz I. die „Patentverordnung wegen der Rekrutenaushebung“, in dessen Folge die Militärstruktur und das Militärrecht nach französischem Vorbild verändert wurde. Das Jahr 1809 brachte weitere Änderungen mit sich. So formierte sich am 11. März die Infanterie-Kontingent-Brigade, die im Jahr 1812 während des Russland-Feldzuges fast vollständig vernichtet wurde. Im März 1813 erfolgte der Austritt von Mecklenburg-Schwerin aus dem Rheinbund. Mecklenburg-Strelitz folgte am 30. März 1813 mit seiner Austrittserklärung.
Von 1815 bis 1866 gehörten die Großherzogtümer Mecklenburg-Schwerin und Mecklenburg-Strelitz dem Deutschen Bund an. Mit Bildung des Norddeutschen Bundes gingen 1867 grundlegende militärische Umstrukturierungen einher. In diesem Zusammenhang traten die mecklenburgischen Verbände im selben Jahr dem IX. preußischen Armeekorps bei. Mecklenburg-Schwerin schloss am 24. Juli 1868 mit Preußen eine Militärkonvention, die den Übertritt der Offiziere in die preußische Armee regelte. Mecklenburg-Strelitz schloss seinerseits am 9. November eine Militärkonvention mit Preußen. Am 11. September 1868 fand in Groß Rogahn eine Parade der 17. Division vor König Wilhelm I. statt, diese besiegelte symbolisch den Beitritt zur preußischen Armee.
Auf Grundlage der am 19. und 23. Dezember 1872 geschlossenen Militärkonventionen traten die mecklenburgischen Truppenverbände zum 1. Januar 1873 vollständig in den Etat der preußischen Armee. Besoldung und Versorgung der Soldaten gingen in die Verantwortung der preußischen Armee über, wie auch sämtliche Ausrüstung der Truppenverbände. Die Großherzöge gaben zwar ihre Befehlsgewalt ab, die Eigentumsrechte an den Militärbauten und Liegenschaften blieben von der Konvention aber unberührt. Das Regiment wurde nachfolgend in die preußische Armee eingegliedert. Den mecklenburgischen Regimentern wurde auch weiterhin der Namenszusatz „Großherzoglich Mecklenburgisch“ zugestanden, ebenso zeigte der Helmbeschlag weiterhin das mecklenburgische Landeswappen und die Kokarde die Landesfarben.
Am 3. Juni 1882 feierte das Regiment seinen 100. Geburtstag. Das II. (Strelitzer-)Bataillon konnte 1901 bereits sein 200-jähriges Bestehen feiern.
1904 wurde die Werder-Kaserne in Schwerin erbaut. Die in der Stadt gelegenen alten Quartiershäuser gehörten nunmehr der Vergangenheit an. Auf dem zugehörigen neuen großen Exerzierplatz an der Kaserne, dem Übungsgelände Monumentenberg und im Buchholzer Wald erhielten die Schweriner Grenadiere zukünftig ihre Ausbildung.
Nach den Jahrzehnten der Ruhe folgte der im August 1914 beginnende Erste Weltkrieg, eine für die Völker Europas bis dahin nicht gekannte Katastrophe prägte die nächsten Jahre des Krieges. Das Regiment beteiligte sich ausschließlich am Kampfgeschehen der Westfront. Nach dem Waffenstillstand im November 1918 wurden die Reste des Regiments auf das Reichsgebiet verlegt. Die spätere Demobilisierung des Regiments erfolgte in den Heimatgarnisonen Schwerin und Neustrelitz. Mit der Unterzeichnung des Friedensvertrags von Versailles endete am 28. Juni 1919 der erste globale Konflikt des 20. Jahrhunderts.

### Stamm und Formierung

#### Stamm Mecklenburg-Schwerin
Mit herzoglicher Order vom 3. April 1782 und auf Initiative des Erbprinzen Friedrich Franz I. begann die Neuordnung der mecklenburgischen Truppen. Die neue Struktur sollte sich an den preußischen Militärverbänden orientieren. Neben der Leibgarde zu Pferde formierten sich drei Infanterieregimenter, gegliedert in jeweils fünf Kompanien. Die Reorganisation betraf auch das im Jahr 1759 errichtete Infanterie-Regiment „von Both“, aus dem später das III. Bataillon des Großherzoglich Mecklenburgischen Grenadier-Regiments Nr. 89 hervorging. Das 1810 gestiftete Grenadier-Garde-Bataillon bildete später den Stamm des I. Bataillons. Nicht nur die preußische Militärstruktur wurde übernommen, auch die Ausbildung der Soldaten erfolgte nach preußischem Reglement. Nach dem Tod seines Onkels Herzog Friedrich von Mecklenburg im Jahr 1785 übernahm Herzog Friedrich Franz I. die Führung über die militärischen Verbände. Regimentskommandeur Hartwig Ulrich von Both (1712–1795) wurde daraufhin vom Herzog zum Generalleutnant befördert und sein Regiment erhielt die Bezeichnung Grenadier-Regiment „von Both“.
Friedrich Franz II. legte den Stiftungstag des Regiments später auf den 3. April 1782 fest, dem Beginn der Reorganisation der mecklenburgischen Truppen.
Im Folgenden die Chronologie der Aufstellungen und Umstrukturierungen der Stammeinheiten des Grenadier-Regiments Nr. 89.
- 1759 – Das Infanterie-Regiment „von Both“ wurde errichtet.
- 1760 – Die Leibgarde zu Pferde wurde auf 230 Mann verstärkt, Chef der Leibgarde wurde Oberst Otto von Barsse.
- 1785 – Infanterie-Regiment „von Both“ wurde zum Grenadier-Regiment „von Both“ erhoben.
- 1795 – Grenadier-Regiment „von Both“ wurde unter Führung des Obersten Leopold Winter gestellt und erhielt die Bezeichnung Grenadier-Regiment „Winter“.
- 1800 – Grenadier-Regiment „Winter“ wurde unter Führung des Obersten/Generalmajor Karl Friedrich Dietrich von Hobe († 1805) gestellt und erhielt die Bezeichnung Grenadier-Regiment „von Hobe“.
- 1805 – Grenadier-Regiment „von Hobe“ wurde mit dem Leib-Grenadier-Regiment vereinigt und jeweils zum II. und I. Bataillon formiert.
- 1806 – Mecklenburg verlor seine Selbständigkeit, die Truppen wurden entlassen.
- 1808 – Die Mecklenburgische Brigade wurde aufgestellt, zu vier Bataillonen.
- 1809 – Das I. Bataillon wurde aufgelöst, II und III. Bataillon wurden als I. und II. Bataillon in das Infanterie-Kontingent-Regiment eingegliedert.
- 1810 – In Ludwigslust wurde das Grenadier-Garde-Bataillon aus dem Mannschaftsbestand der Leibgarde zu Pferde errichtet. Das Bataillon gliederte sich in drei Kompanien.
- 1813 – Das Grenadier-Garde-Bataillon wurde auf vier Kompanien gebracht, im selben Jahr wurde das Infanterie-Regiment mit seinen zwei Bataillonen wiedererrichtet.
- 1821 – Der Regimentsverband wurde aufgelöst, folgende Formierung zum I. und II. Musketier-Bataillon.
- 1850 – Die Mecklenburger Truppen bildeten die Großherzog Mecklenburgische Division,  das Grenadier-Garde-Bataillon und das I. Bataillon wurden nachfolgend eingegliedert.
- 1857 – Aus dem I. Bataillon wurde das II. Bataillon, das Grenadier-Garde-Bataillon erhielt ab diesem Zeitpunkt die Zusatzbezeichnung des I. Bataillons.
- 1863 – Aus dem Grenadier-Garde (I.)-Bataillon und dem II. Bataillon wurde das 1. Infanterie-Regiment errichtet.
- 1867 – Das Großherzoglich Mecklenburgische Grenadier-Regiment Nr. 89 wurde am 1. Oktober errichtet.

Aus dem Grenadier-Garde (I.)-Bataillon des 1. Infanterie-Regiments ging das I. Bataillon hervor, das II. Bataillon bildete den Stamm für das III. Bataillon.

#### Stamm Mecklenburg-Strelitz
Die Folgen des Hamburger Vergleichs und die daraus resultierende Landesteilung führten im neu entstandenen Herzogtum Mecklenburg-Strelitz zur Bildung eines eigenen Militärkontingents.
Das II. Bataillon des Grenadier-Regiments Nr. 89 hatte seinen Stamm in der Leibgarde zu Fuß, welche am 23. März 1701 von Herzog Adolf Friedrich II. zu Mecklenburg-Strelitz gestiftet wurde. In Folge des Todes Adolf Friedrichs III. rückte im Dezember 1752 jedoch das Schweriner Militär in Mecklenburg-Strelitz ein. Der Schweriner Herzog Christian Ludwig II. wollte damit seine Interessen durchsetzen. Die Krise konnte schließlich auf diplomatischem Wege gelöst werden, indem Adolf Friedrich IV. für mündig erklärt wurde. Aus diesen Erfahrungen heraus wurde 1755 die Leibgarde zu Fuß um eine neu formierte Grenadierkompanie verstärkt.
1821 hatte Mecklenburg-Strelitz ein lediglich 720 Mann starkes Bataillon unter Waffen. Aus diesem Mecklenburg-Strelitzschen Infanterie-Bataillon formierte sich 1867 das II. Bataillon des „Grenadier-Regiments Nr. 89“. Nachfolgend die chronologische Übersicht von Aufstellungen und Umstrukturierungen der Strelitzer Stammeinheiten des Grenadier-Regiments Nr. 89.
- 1701 – Errichtung der Leibgarde zu Fuß.
- 1703 – Vermehrung der Leibgarde zu Fuß auf ein Regiment, gegliedert in sieben Kompanien.
- 1705 – Auflösung des Regiments, die Leibkompanie blieb bestehen.
- 1755 – Die Leibgarde wurde um eine Grenadier-Kompanie vermehrt, sie führte die Bezeichnung Grenadier-Korps.[5]
- 1766 – In die Leibgarde wurden zwei Füsilier-Kompanien eingegliedert.
- 1772 – Verminderung der Leibgarde auf eine Kompanie.
- 1806 – Aufstellung eines Bataillons zu vier Kompanien, die Leibgarde wurde in die 1. Kompanie eingegliedert.
- 1812 – Das Bataillon wurde in das 127. französischen Linien-Regiment eingegliedert.
- 1813 – Aus den Resten des Mannschaftsbestandes wurde ein Infanterie-Bataillon zu zwei Kompanien errichtet.
- 1821 – Das Infanterie-Bataillon wurde um zwei Kompanien vermehrt.
- 1867 – Eingliederung in das Großherzoglich Mecklenburgische Grenadier-Regiment Nr. 89.

#### Formierungen ab 1867
- 17. Februar 1916 – Das II. Bataillon wurde bei Miraumont aufgerieben, restlicher Mannschaftsbestand wurde in einer Kompanie formiert.
- 17. Oktober 1918 – Reste des I. Bataillons wurden mit dem III. Bataillon vereinigt.
- 02. November 1918 – Reste des Regiments in einem Bataillon formiert, gegliedert in eine Grenadier-Kompanie und eine MG-Kompanie.
- 06. November 1918 – Das am 2. November formierte Bataillon wurde auf vier Grenadier-Kompanien und eine MG-Kompanie verstärkt.
- 31. Dezember 1918 – Aus der 1.(Leib-)Kompanie und der 2. Kompanie des I. und III. Bataillons sowie aus der 3. und 4. Kompanie des II. Bataillons wurde ein Heimatschutz-Bataillon formiert, welches dem Befehl von Major von Brockhausen unterstand.[8]

### Abtretungen und Aufstellungen

#### Abtretungen
- 01. April 1881 – Abgabe der 12. Kompanie an das Danziger Infanterie-Regiment Nr. 128.
- 01. April 1887 – Abgabe der 11. Kompanie an das 2. Unter-Elsässische Infanterie-Regiment Nr. 137.
- 01. April 1897 – Abgabe des IV. (Halb-)Bataillons an das Infanterie-Regiment „Lübeck“ (3. Hanseatisches) Nr. 162.
- 23. Mai 1915 – Abgabe der 14. Kompanie an das bei Laôn neu aufgestellte Infanterie-Regiment Nr. 187.

#### Aufstellungen

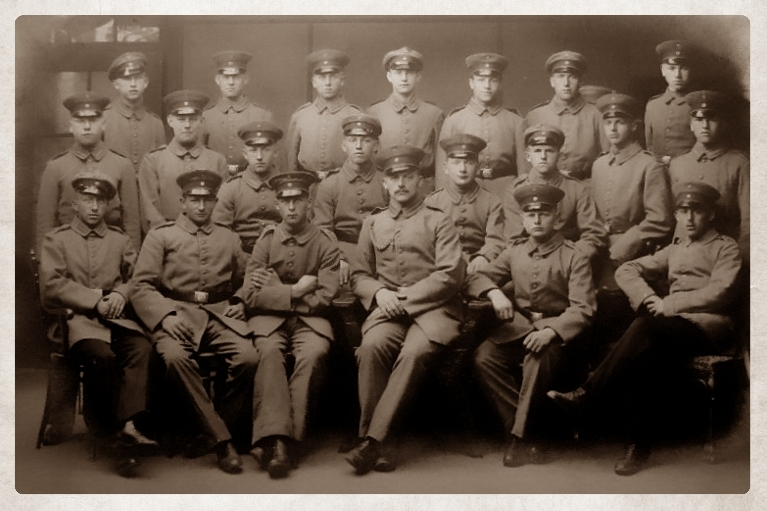
Angehörige des II. Ersatzbataillons des Grenadier-Regiments Nr. 89, Garnison Neustrelitz.

Als Folge der Einführung der zweijährigen Dienstzeit für Mannschaften, kam es ab 1893 zu einer deutlichen Erhöhung des Personalstandes. Per Allerhöchster Kabinettsorder vom 11. August 1893 wurde die Formierung von IV. (Halb-)Bataillonen in jedem Infanterie-Regiment befohlen, dies hatte bis zum 2. Oktober zu erfolgen. Auf diesem Befehl hin wurde auch im Regiment ein IV. (Halb-)Bataillon formiert.
- 1908 – Aufstellung einer schweren Maschinengewehr-Kompanie.
- August 1914 – Aufstellung des I. und II. Ersatz-Bataillons in Schwerin und Neustrelitz nach der Mobilmachung.
- März 1915 – Aufstellung einer 13. und 14. Kompanie.
- 15. Juni 1916 – Die 2. MG-Kompanie wurde aus dem Bestand des Feld-MG-Zuges Nr. 102 neu aufgestellt.
- 24. September 1916 – Die 3. MG-Kompanie wurde aus Abgaben der zwei anderen MG-Kompanien aufgestellt.
- 24. Februar 1917 – Das II. Bataillon wurde neu aufgestellt, nachdem es beim Gefecht bei Miraumont (Verteidigungslinie an der Ancre) aufgrund der Verluste nur noch aus einer Kompanie bestand.
- 28. August 1918 – Aufstellung einer Minenwerfer-Kompanie, gebildet aus Abgaben der 17. Minenwerfer-Kompanie.

### Die Schlosswache
Eine Schlosswache stand dem Großherzog bereits im frühen 19. Jahrhundert in Ludwigslust zur Verfügung. So versah die Leibgarde zu Pferde den Wach- und Präsentationsdienst in den herzoglichen Anwesen. Danach übernahm die 1. Kompanie des Grenadier-Garde-Bataillons den Wachdienst. Ab 1867 stellte das neu aufgestellte Großherzoglich Mecklenburgische Grenadier-Regiment Nr. 89 die Schlosswache für die herzoglichen Anwesen in Schwerin. Die großherzogliche Schlosswache formierte sich in der herzoglichen Schloss-Garde-Kompanie, die wiederum aus Teilen der 1. Kompanie gebildet wurde. Ab 1882 erhielt die 1. Kompanie die Bezeichnung Leibkompanie. Die Leibkompanie gliederte sich um die Jahrhundertwende aus einem Offizier, einem Unteroffizier, einem Pfeifer, einem Trommler und 26 Grenadieren. Ihre Aufgaben umfassten den Wachdienst sowie den Präsentationsdienst, den sie bei Hoffestlichkeiten und als Gala-Wache ableisteten. Das Aufziehen der Gala-Wache zum herzoglichen Schloss war auch für die Schweriner Bürger stets ein Ereignis, vorne der Pfeifer und der Trommler, in Marschrichtung rechts der Offizier und links der Unteroffizier.

### Standorte

#### Stammeinheiten

##### Grenadier-Garde-Bataillon
- 1810–1821 Schwerin und Ludwigslust
- 1821–1837 Ludwigslust
- 1837–1863 Schwerin

##### Infanterie-Bataillone
- 1808–1863 Wismar
- 1863–1867 Schwerin und Wismar

#### Grenadier-Regiment Nr. 89

##### I. und III. Bataillon
- 1867–1918 Schwerin

##### II. Bataillon
- 1813–1918 Neustrelitz

#### Garnison Schwerin

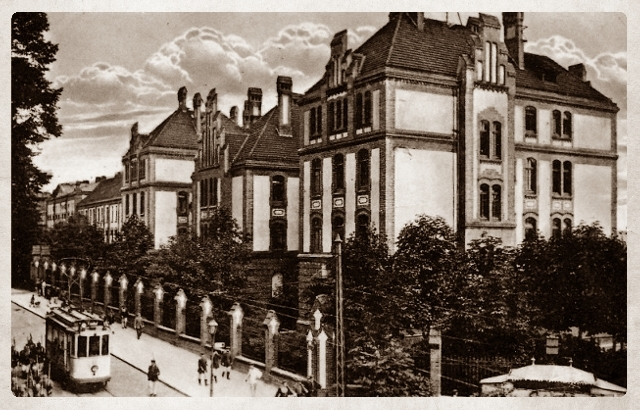
1905: Kaserne Werderstraße, Blick auf das Quartiershaus III., dem späteren Mannschaftshaus III.

Mitte der 1860er Jahre begann die Militäradministration mit der Planung und dem Bau von drei Quartiershäusern. Die vorhandenen Kapazitäten an Quartieren in der Stadt reichten aufgrund der stetigen Erhöhung der Truppenstärke nicht mehr aus. Als Bataillonsquartiere sollten die Quartiershäuser jeweils vier Kompanien mit einer Mannstärke von je 125 Mann beherbergen. Quartierhaus I. entstand in der Grenadier-(Friedens-)Straße und wurde 1871 vom I. Bataillon bezogen. Das Quartierhaus II. wurde in der Karl-(Kleine Wasser-)Straße errichtet und diente als Quartier des III. Bataillons. Im Quartierhaus III. in der Werderstraße war ab 1872 das Jäger-Bataillon Nr. 14 untergebracht.
Zwischen 1901 und 1904 wurde dann die Infanterie-Kaserne unter Einbeziehung des Quartiershaus III. in der Werderstraße erbaut. Die neue Kaserne sollte zukünftig das Großherzoglich Mecklenburgische Grenadier-Regiment Nr. 89 beheimaten. Das alte Quartierhaus II. wurde daraufhin aufgegeben. Am 29. März 1904 um 11.00 Uhr übergab der Schweriner Magistrat die neue Kaserne an das Kommando des Grenadier-Regiments Nr. 89. Großherzog Friedrich Franz IV. besichtigte die Kaserne seiner Grenadiere am 16. April. Bei dieser Gelegenheit signierte er die in den Revieren der Kompanien vorhandenen großherzoglichen Porträts.
1908 wurde schließlich das Exerzierhaus auf dem kleinen Exerzierplatz Reiferbahn ausgebaut. Hier fand die im selben Jahr aufgestellte bespannte schwere Maschinengewehr-Kompanie ihr neues Quartier.
Ein weiterer wichtiger Bestandteil der Garnison Schwerin war auch der große Exerzierplatz am Monumentenberg, welcher heute im Wohngebiet Großer Dreesch liegt.
Die Infanterie-Kaserne Werderstraße wurde später auf Weisung des Reichswehrministeriums vom 24. April 1925 in Grenadier-Kaserne umbenannt. Größere Veränderungen bzw. Erweiterungen erfuhr der Kasernenkomplex nach 1933. Die Aufrüstung der Wehrmacht und die daraus folgende Aufstockung des Mannschaftsbestandes machten grundlegende Umbauten notwendig.
Die Offiziersmesse
Für die Betreuung des Grenadier-Offizierskorps waren gesonderte Räumlichkeiten geschaffen worden. Zutritt hatten nur die Offiziere des Regiments und standesgemäße Gäste mit einer besonderen Dienststellung, einfache Garnisoniere erhielten keinen Zugang. Das Offizierskasino des Grenadier-Regiments Nr. 89 befand sich in der Straße Großer Moor, unweit der Kaserne gelegen. Das Haus Großer Moor Nr. 30 war von 1863 bis 1867 Wohnstätte eines Divisionskommandeurs, somit bereits in „militärischen Händen“. Nach der Errichtung des Grenadier-Regiments im Jahr 1867 wurde das Gebäude dem Grenadier-Offizierskorps zur Nutzung als Offiziersmesse bzw. Offizierskasino übergeben. Der Künstler und Bildhauer Hugo Berwald schuf 1889 eine Büste von Kaiser Wilhelm II., diese fand ihren Platz in den Räumlichkeiten der Offiziersmesse Großer Moor. Ein weiterer bemerkenswerter Einrichtungsgegenstand befand sich im kleinen Saal, ein von Theodor Schloepke geschaffenes Gemälde, welches den Einzug des Großherzoges Friedrich Franz II. am 14. Juni 1871 in Schwerin zeigt. Bis 1919 wurde das Gebäude von den Offizieren des Grenadier-Regiments Nr. 89 genutzt.

#### Garnison Neustrelitz

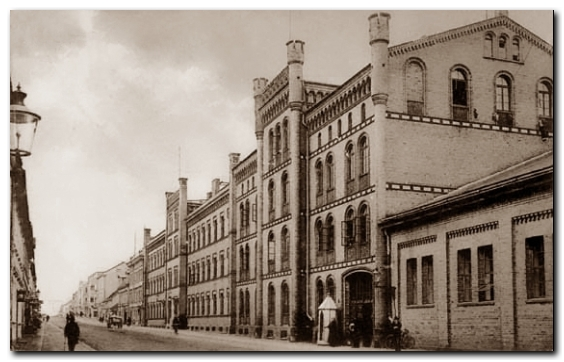
Kaserne Neustrelitz, Toreinfahrt mit Wachhäuschen

Das Mecklenburg Strelitzsche Infanterie-Bataillon lag in seiner Frühzeit in Alt- und Neustrelitz in Garnison und war anfänglich in privaten Quartieren innerhalb der Stadt untergebracht.
Der Strelitzer Großherzog beauftragte Mitte der 1840er Jahre den Hofbaumeister Friedrich Wilhelm Buttel  mit der Errichtung einer Infanteriekaserne. Die dreigeschossige Kaserne wurde im März 1846 fertiggestellt. 1861 erfuhr die Kaserne eine Erweiterung.
Die Kaserne in der Strelitzer Straße verblieb bis Ende 1919 in der Nutzung des II. Bataillons.
Die Offiziersmesse
In der Zeit von 1899 bis 1900 wurde dem Offizierskorps des II. Bataillons in der Augustastraße 8 eine Offiziers-Speiseanstalt errichtet, für deren Bauausführung die Schweriner Garnisons-Bauinspektoren Oscar Wutsdorff und Georg Sonneburg verantwortlich waren. Dem bauplanerischen Entwurf entsprechend, war der villenartige Putzbau im Stil der Neorenaissance errichtet worden. Die Baukosten beliefen sich auf 57.478 Mark. Den Offizieren stand nach der Fertigstellung ein 60 m² großer Speisesaal und weitere zeitgemäß ausgestattete Gesellschaftsräume zur Verfügung.
Bis 1919 verblieb das Gebäude in der Nutzung des Strelitzer Offizierskorps. Danach bezog die Neustrelitzer Ortspolizei die Räumlichkeiten. Nach der Machtergreifung der Nationalsozialisten wurde das ehemalige Offizierskasino vom Reichsarbeitsdienst genutzt. Im Mai 1945 übernahm die sowjetische Besatzungsmacht das Gebäude. Seit 1949 wird das denkmalgeschützte Gebäude zivil genutzt.

## Einsatzgeschichte

### Spanischer Erbfolgekrieg
Die Einsatzgeschichte des Mecklenburg-Strelitzer Stammes beginnt bereits im Spanischen Erbfolgekrieg, in dem die Strelitzer ab 1703 im Sold der Generalstaaten kämpften. Auf Grundlage des Vertrages vom 15. Januar 1703 mit dem Herzogtum Braunschweig-Lüneburg-Celle, beteiligte sich der Strelitzer Stammtruppenteil auf englisch-hannoverischer Seite an den folgenden Kriegshandlungen. Die Leibkompanie kehrte 1705 nach Strelitz zurück.
Auch die Mecklenburg-Schweriner Infanterie-Regimenter „Schwerin“ und „Buchwald“ dienten im Sold der Generalstaaten als niederländische Hilfstruppen. Beide Regimenter waren zehn Kompanien stark, die jeweils ein Mannstärke von 70 Gemeinen vorzuweisen hatten. Die Regimenter traten am 20. Mai 1701 unter der Führung von Generalleutnant Anton Detloff von Schwerin und Oberst Daniel von Buchwald in der Festung Dömitz zusammen. 1702 wurde ein zusätzliches Bataillon zu Fuß errichtet, welches später die Bezeichnung Bataillon „von Maltzan“ erhielt. Das neu formierte Bataillon stand als Reichskontingent in Diensten des Dänenkönigs Friedrich IV.
Die Schweriner Regimenter kämpften in der Schlacht bei Hochstädt am 13. August 1704 und in der Schlacht von Malplaquet am 11. September 1709.

### In Diensten der Niederlande

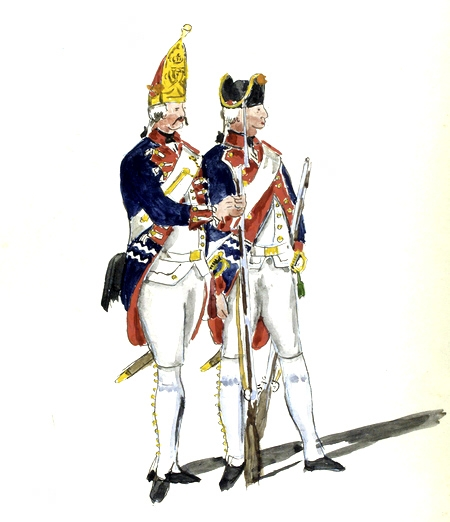
Grenadier des Subsidienkorps von 1788

Im Januar 1788 hatten die preußischen Truppen nach Bekämpfung der Patrioten-Unruhen die Niederlande verlassen. So musste der wiedereingesetzte Erbstatthalter Prinz Wilhelm von Oranien die Dienste fremder Truppen in Anspruch nehmen, welche den möglichen Aufruhr im Land unterbinden sollten. Herzog Friedrich Franz zu Mecklenburg schloss daher ein Subsidientraktat mit dem wiedereingesetzten Erbstatthalter, welches auf drei Jahre festgelegt wurde, schließlich aber mehrfach verlängert wurde. Für die folgende Expedition wurden aus Mecklenburg 1000 Mann entsandt. Darunter der Stamm des Großherzoglich Mecklenburgischen Grenadier-Regiments Nr. 89, das Grenadier-Regiment „von Both“. In Schwerin formierte sich am 20. Juli das Subsidienkorps, aus dem Infanterie-Regiment „von Gluer“ unter Befehl des Generalmajors Dietrich von Gluer mit seinen zwei Bataillonen zu jeweils vier Kompanien, und dem Grenadier-Regiment „von Both“ unter Kommando von Obrist Leopold Winter. Chef des Subsidienkorps wurde Generalmajor Dietrich von Gluer. In den folgenden Tagen inspizierte der niederländische General Freiherr von Rheden – Gesandter der General-Staaten – am Schweriner Galgenberg das neu aufgestellte Korps. Im Anschluss legten die Soldaten die oranische Kokarde an, vorher hatten die Truppen bereits einen Eid auf den neuen Dienstherren leisten müssen.
Am 28. Juli marschierte das Corps Richtung Boizenburg. In Boizenburg erfolgte dann am 31. Juli die Einschiffung der Truppen auf sechs Elbkähne, die folgend in Richtung Hamburg ablegten und am 4. August dort ankamen. Ab Hamburg sorgte die holländische Flotte mit 26 Schiffen für den Weitertransport der Truppen nach Herzogenbusch an der Maas, wo diese am 31. August anlangten. In Herzogenbusch bezogen die Truppen schließlich ihr Quartier in der Tolbrug-Kaserne, die folgenden Monate waren von Ausbildung und Wachdienst geprägt. Am 10. Dezember 1790 übernahm dann der Obrist Otto Bernhard von Pressentin das Kommando über das mecklenburgische Corps, nachdem Generalmajor von Gluer nach Mecklenburg zurückbeordert wurde.
Bis 1792 kam es zu keinen Kampfhandlungen. Im Dezember des Jahres rückten die Mecklenburger Musketiere in die Festung Grave ein, die mecklenburgischen Grenadiere folgten im Januar 1793. In Grave hielt sich die Korps für neue Aufgaben bereit.
1793 trat Holland dem Zusammenschluss der europäischen Mächte gegen Frankreich bei. Frankreich erklärte Holland daraufhin am 1. Februar 1793 den Krieg. Nachfolgend schloss sich das mecklenburgische Korps vorübergehend dem preußischen Armeekorps an und beteiligte sich an der mehrwöchigen Belagerung von Breda. Hier unterstand das Korps dem Befehl des Herzogs von Braunschweig. Ende Mai 1793 verlegt die Truppe nach Bergen op Zoom um die Forts am Scheldeufer zu besetzen. Von hier aus verlegte das Bataillon im September wieder nach Breda, der Einsatz an der Festung Breda dauerte bis Dezember.
Bis März folgte in der Aufenthalt in Bergen op Zoom, als die Verbündeten Truppen zur Vorwärtsbewegung ansetzten, verließen auch die Mecklenburger die Stadt.
Im März 1794 wurde das Korps der Mecklenburger zusammen mit holländischen und österreichischen Truppen in die Festung Maastricht verlegt, um diese vor dem Feind zu verteidigen. Die Belagerung der Festung begann im September. Am 9. Oktober versuchten die Mecklenburger einen Ausbruch aus der belagerten Stadt. Eine Kolonne von 100 Soldaten unter Befehl des Stabskapitains Hans von Both lieferte sich heftige Gefechte mit den französischen Verbänden, der Ausbruch misslang. Die Umstände und das schwere wochenlange Bombardement durch die französischen Truppen zwangen die Besatzung dazu am 4. November zu kapitulieren. Während der Übergabe kam es zu Auflösungserscheinungen, bei den ebenfalls eingeschlossenen österreichischen Truppen, Plünderungen waren die Folge. Das intakte und zuverlässige mecklenburgische „Grenadier-Bataillon“ konnte nur mit größter Anstrengung die Ordnung wiederherstellen. Am 7. November folgte der Ausmarsch aus der belagerten Stadt, auf dem Glacis vor der Festung legten die Mecklenburger ihre Fahnen und Waffen nieder. Während der Belagerung hatte das Subsidienkorps 30 Tote und 80 Verletzte zu verzeichnen.
In der Gegend von Breda vereinigte sich das Korps anschließend wieder mit der niederländischen Armee, die drei Bataillone des Korps hatten zu diesem Zeitpunkt eine Stärke von 659 Mann. Ende November folgte der Einmarsch in Utrecht, hier erhielt das Korps neue Waffen. Nach der Vereidigung auf die Provinz Utrecht, wurden die Mecklenburger zur Niederhaltung der mit den Franzosen sympathisierenden Bevölkerung eingesetzt. Der Maastrichter Kapitulationsvertrag verbot den weiteren direkten Einsatz gegen französische Verbände. Den Volksaufstand in Utrecht vom 16. Januar 1795 schlugen die Mecklenburger mit Waffengewalt nieder. Tags drauf mussten sie ein weiteres Mal vor den französischen Truppen die Waffen niederlegen, auch waren sie jetzt verpflichtet die französische Kokarde anzulegen. Hiernach marschierte das Subsidienkorps Richtung Nordholland, dort angelangt nahm es bis Juni 1795 Quartier in den umliegenden kleinen Fischerdörfern. Das führte immer wieder zu Konflikten mit der aufgebrachten Bevölkerung, daher verließ das Korps die Gegend und bezog im südlichen Holland Garnison. Während dieser Zeit kam es unter den Musketieren der Musketier Bataillone wegen verspäteter Soldzahlungen zur Meuterei, als einer der Rädelsführer wird ein Musketier Hennemann benannt. Dieser wird auf Befehl des Majors von Pressentin mit „40“ Stockschlägen bestraft. Oberst Winter war nach den Vorfällen bestrebt das Grenadier-Bataillon von den Musketier Bataillonen räumlich zu trennen, auch um ein Übergreifen der Disziplinlosigkeit zu verhindern. Nach der Rückkehr des Korps sollten die Vorgänge innerhalb der Musketier-Bataillone als auch das Verhalten einiger Offiziere eine kriegsgerichtliche Untersuchung nach sich ziehen, einige der Offiziere wurden mit Festungshaft in der Festung Dömitz abgeurteilt.
Mecklenburg wurde in dieser Zeit von den Auswirkungen der Französischen Revolution erfasst, so kam es in Schwerin und Rostock zu Unruhen unter den Tagelöhnern und Handwerksgesellen. Insbesondere die Unruhen vom Februar 1795 in Rostock führten sogar zum Einsatz des Leib-Garde-Regiments. Herzog Friedrich Franz zu Mecklenburg verstärkte daher seine Bemühungen eine Rückkehr der Truppen aus den Niederlanden zu erreichen. Ende 1795 gelang es dem Herzog endlich seine Truppen aus den holländischen Diensten freizubekommen. Am 2. Januar 1796 begann das Subsidienkorps den Rückmarsch in Richtung Mecklenburg. In Boizenburg trafen die ersten Offiziere am 16. Januar ein, mit der Zeit sammelte sich das Regiment. Die Einheiten begaben sich von hier aus wieder zu ihren jeweiligen Standorten.

### Butterrevolution in Güstrow

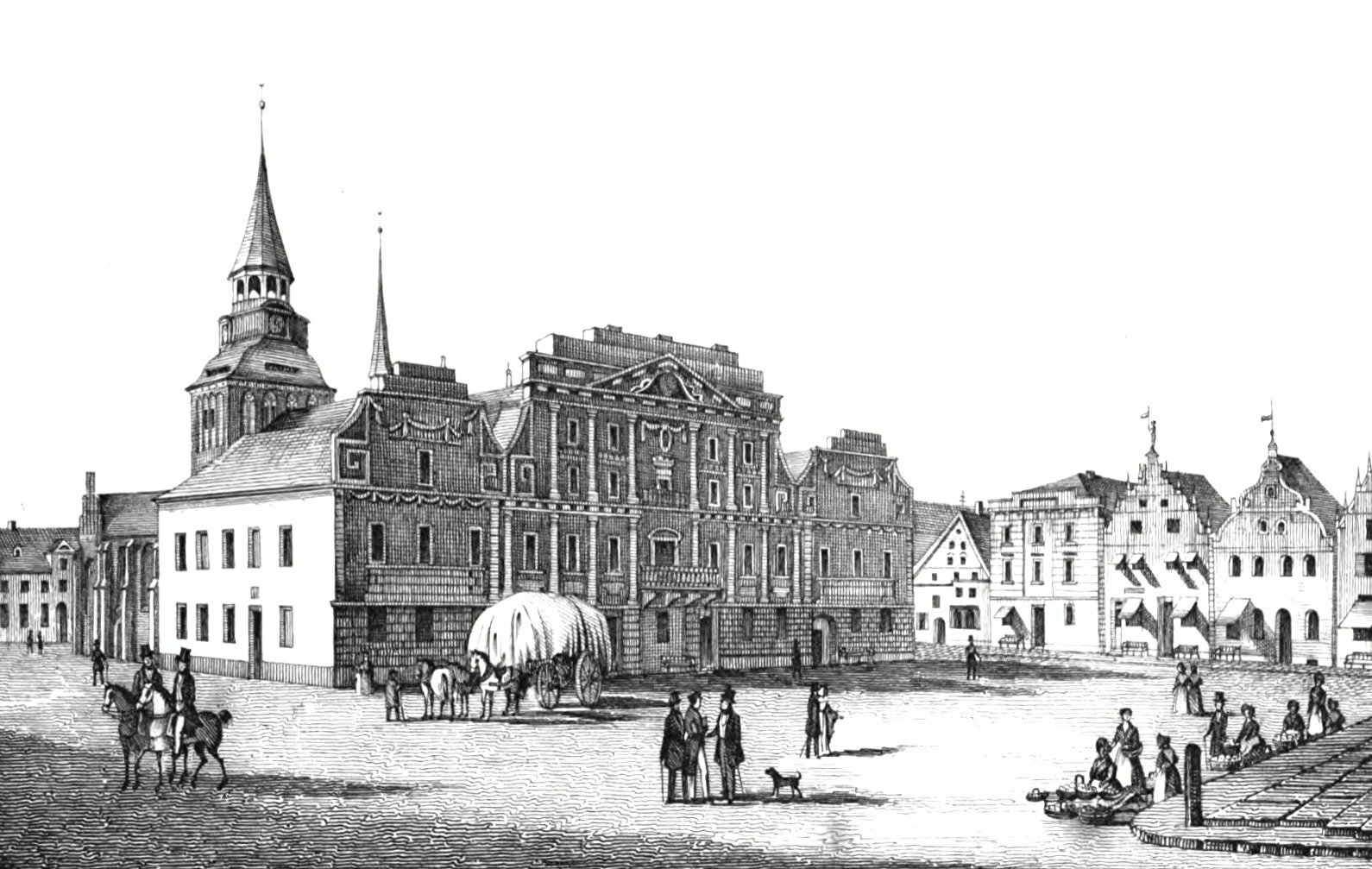
Marktplatz in Güstrow, Ort des Geschehens.

Die mecklenburgischen Verbände wurden auch gegen die eigene Bevölkerung eingesetzt. Im Oktober 1800 kam es in Rostock zu Unruhen, die dazu führten, dass Lagerhäuser und Kaufmannsläden geplündert wurden. Ein Grund für den Ausbruch von Unruhen waren der Hunger. Er war die Folge des Mangels an Lebensmitteln, ausgelöst durch Missernten und die unerhörten hohen Preise für Butter. Nun griffen am 30. Oktober die Unruhen auf Güstrow über, wo das Grenadier-Regiment „von Hobe“ garnisonierte. Als die Armen der Stadt, darunter Tagelöhner und Gesellen, die Nahrungslager plünderten, hatte das Militär bereits vorgesorgt. Denn einige Tage zuvor hatte Regimentschef von Hobe seine beurlaubten Soldaten nach Güstrow zurückbefohlen. Die vorhergehenden Ereignisse in Rostock hatten für die entsprechende Sensibilisierung gesorgt. Infolge der Ereignisse sammelte sich am 2. November eine aufgebrachte Menschenmenge auf dem Güstrower Marktplatz. Daraufhin gingen die Grenadiere am dortigen Rathaus in Stellung. Kurze Zeit später feuerten sie Warnschüsse ab. Die Menschenmenge ließ sich jedoch nicht einschüchtern und antwortete mit Steinwürfen in Richtung der Soldaten. Die in Wut geratene Menge griff nun direkt an, woraufhin vier Offiziere, 14 Unteroffiziere und 16 Grenadiere teils schwer verletzt wurden. In dieser außer Kontrolle geratenen Situation gab Oberst von Hobe den Befehl in die Menschenmenge zu schießen. Vier Tote und 16 Verletzte waren die fürchterliche Konsequenz. Die schockierte Menschenmenge löste sich auf und zerstreute sich im Stadtgebiet. In den darauffolgenden Tagen wurde mittels verstärkten Streifendienstes die Ordnung in der Stadt wiederhergestellt. Not und Hunger gab es auch weiterhin, daran änderte auch der militärische Eingriff nichts. Nach diesem Einsatz wurde Regimentschef von Hobe zum Generalmajor befördert. Die Ritterschaft zeigte sich gleichfalls erkenntlich und stiftete dem Grenadier-Regiment 1000 Reichstaler.

### Koalitionskriege und Befreiungskriege
Am 27. November 1806 besetzte das 8. französische Armeekorps unter dem Befehl des Generals Michaud das Herzogtum Mecklenburg-Schwerin, am Folgetag wird das Herzogtum in Besitz des französischen Kaisers genommen. Als Begründung wurden die Vorgänge des Jahres 1805 herangezogen, General Laval übernahm daraufhin am 13. Dezember die Amtsgeschäfte als Gouverneur. Herzog Friedrich Franz I. und seine Familie erhielten am 22. Dezember einen Ausweisungsbefehl, sie begaben sich nach Hamburg-Altona unter dänischen Schutz. Auf russische Intervention hin, wird Herzog Friedrich Franz I. bereits im Mai 1807 wiedereingesetzt. Der Herzog kehrte am 11. Juli nach Schwerin zurück, hier empfing ihn eine begeisterte Menschenmenge. Im folgenden November räumt General Laval das Herzogtum. Doch bereits im Februar 1808 wird das 67. französische Linienregiment zur Durchsetzung der Kontinentalsperre nach Mecklenburg gesandt, das Regiment bezog Quartier in Wismar. Während das Herzogtum Mecklenburg-Strelitz bereits am 18. Februar 1808 dem Rheinbund beitrat, folgte Mecklenburg-Schwerin am 22. März 1808 mit seiner Beitrittserklärung. Am 25. Februar 1809 erlässt Herzog Friedrich Franz I. die „Patentverordnung wegen der Rekrutenaushebung“, um hiermit das erforderliche Rheinbundkontingent stellen zu können. Nachfolgend wird das französische Militärrecht und die Organisationsstruktur des französischen Militärs eingeführt.

#### Kontinentalsperre

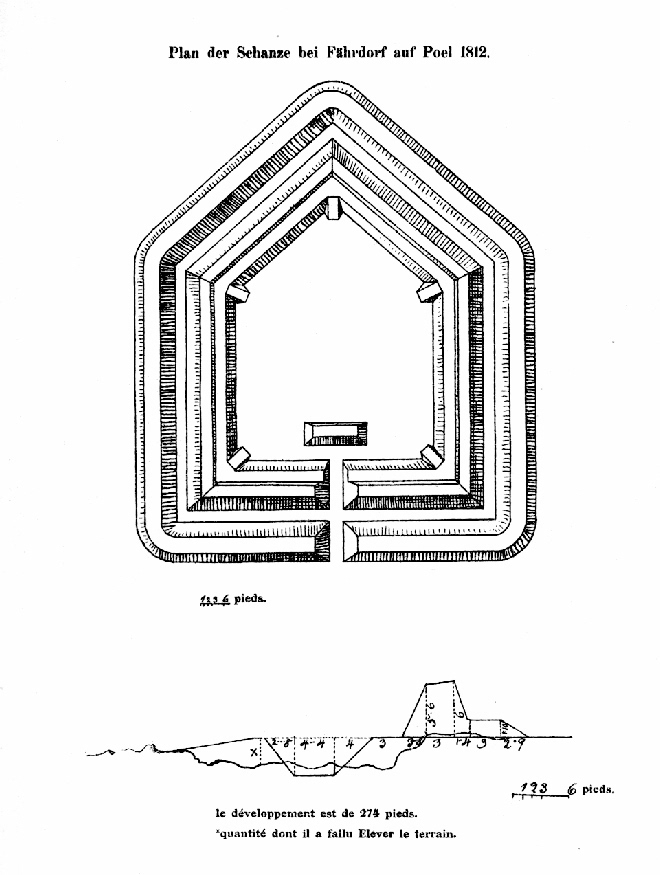
Plan der Fährdorfer Schanze

Napoleon verfügte eine wirtschaftliche Blockade Englands, die sogenannte Kontinentalsperre. Diese wurde ab dem 8. Dezember 1806 für das besetzte Mecklenburg verbindlich und folgend von den französischen Besatzungstruppen durchgesetzt. Am 12. Dezember erhielten die Mecklenburger die Anordnung, die bei ihnen lagernden englischen Waren binnen 24 Stunden anzuzeigen. Zuwiderhandlungen bestraften die Franzosen umgehend.
Nach dem Tilsiter Frieden waren fast alle französischen Truppen aus dem Lande abgezogen worden, nur die Wachtposten an der Küste blieben zurück. Am 7. März 1808 erhielt der Erbprinz Friedrich Ludwig von Napoleon die Mitteilung, dass die weitere Überwachung der mecklenburgischen Küsten und Häfen den herzoglichen Truppen übertragen wird. Daraufhin wurde am 24. März ein militärisches Regulativ über die Küstenbewachung erlassen. Die Verantwortung für den Küstenschutz und die Durchsetzung der Sperre lag nunmehr – ab 4. Juni 1808 – beim Mecklenburger Militär. Das französische Militär zog sich nach Übergabe der Verantwortlichkeiten von der Aufgabe zurück. Die Küstenabschnitte wurden auf vier Kommandobereiche aufgeteilt. Das mit der Küstenwacht betraute Kontingent hatte eine Stärke von 960 Mann und gliederte sich aus dem II. Bataillon des Leib-Grenadier-Regiments, dem Infanterie-Regiment Erbprinz und weiteren Mannschaften der Schweriner Garnison. Kurze Zeit später wurden diese Verbände zur Steigerung ihrer Einsatzfähigkeiten nach französischem Vorbild reorganisiert. Danach erhöhte sich der Mannschaftsbestand auf 1124 Mann.
Kommandoabschnitte:
1. Wendorfer Befestigungsanlage, Küstenabschnitt Wismar bis Elmenhorst.
2. Fährdorfer Schanze, Insel Poel.
3. Küstenabschnitt West, Rostock bis Warnemünde, Befestigung Warnemünde und bei Meeschendorf.
4. Küstenabschnitt Ost, von Rostock bis Wustrow.

Da man an der Loyalität der Mecklenburger zweifelte, rückte General d’Alton und seine französischen Regimenter im August 1810 erneut in Mecklenburg ein. Sie sollten die weitere Durchsetzung der Kontinentalsperre garantieren. Trotz weiterer Verstärkung des Truppenkontingents konnte die Sperre nie im vollen Umfang durchgesetzt werden.

#### Besetzung Schwedisch-Pommern
Zwischen Schweden und Frankreich herrschte 1809 Kriegszustand. Dem Mecklenburger Truppenkontingent wurde daraufhin am 3. März befohlen Schwedisch-Pommern zu besetzen. Aus dem II. und III. Bataillon formierte sich daher ein eigenständiges Regiment. Die Mannschaften des I. und IV. Bataillons (sofern überhaupt dienstfähig) wurden in die beiden anderen Bataillone eingegliedert. So konnten 600 Mann bereitgestellt werden. Am 16. März folgte der Abmarsch in das Stralsunder Einsatzgebiet, wo das Regiment am 18. März eintraf. Der Dienst im Besatzungsgebiet bestand zumeist aus mehrstündigen Exerzieren in der Kaserne und der Ausbildung der eigenen Rekruten.

#### Schills Einmarsch

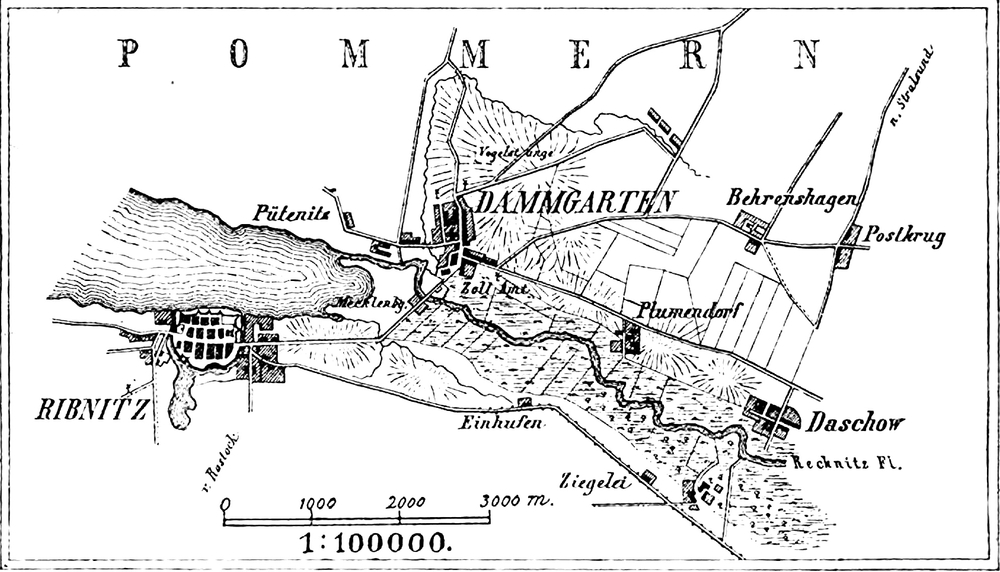
Das Gefechtgelände bei Damgarten, Gefecht mit dem Schill’schen Korps am 24. Mai 1809

Der eintönige Kasernendienst in Stralsund endete erst mit der Nachricht vom näherkommenden Schill’sche Korps. Ferdinand von Schill besaß unter den Mannschaften des Regiments eine Vielzahl von Sympathisanten. Allerdings kam es zwischen den Mecklenburger Kompanien – die unter Befehl der französischen Generalität standen – und den Schill-Jägern am 24. Mai bei Damgarten zum Gefecht. So sollte Schill am Weitermarsch auf Stralsund gehindert werden. Aus diesem Gefecht mussten sich die Mecklenburger nach dem Verbrauch der letzten Munition jedoch zurückziehen, verfolgt von den Schill-Husaren. Ein Teil der Mecklenburger flüchtete nach Nordosten. Schill konnte anschließend die Besatzung Stralsunds erfolgreich überrumpeln, ohne sich jedoch lange in der Stadt halten zu können. Er fiel am 31. Mai 1809 im Straßenkampf, woraufhin die Stadt erneut vom französischen General Gratien übernommen wurde. Nach diesen Vorkommnissen, marschierten die Reste des mecklenburgischen II. Bataillons zur Neuformierung nach Greifswald. Nachdem dies erfolgt war, rückte das Bataillon wieder in Stralsund ein, wo auch das I. Bataillon des Kontingent-Regiments inzwischen eingetroffen war. Als Frankreich und Schweden Frieden geschlossen hatten, kehrte auch das Kontingent-Regiment unter Befehl von General von Fallois im März 1810 nach Mecklenburg zurück. Dort erwartete die Offiziere und Mannschaften der Dienst im Küstenschutz.

#### Feldzug gegen Russland 1812

##### Schweriner Kontingent

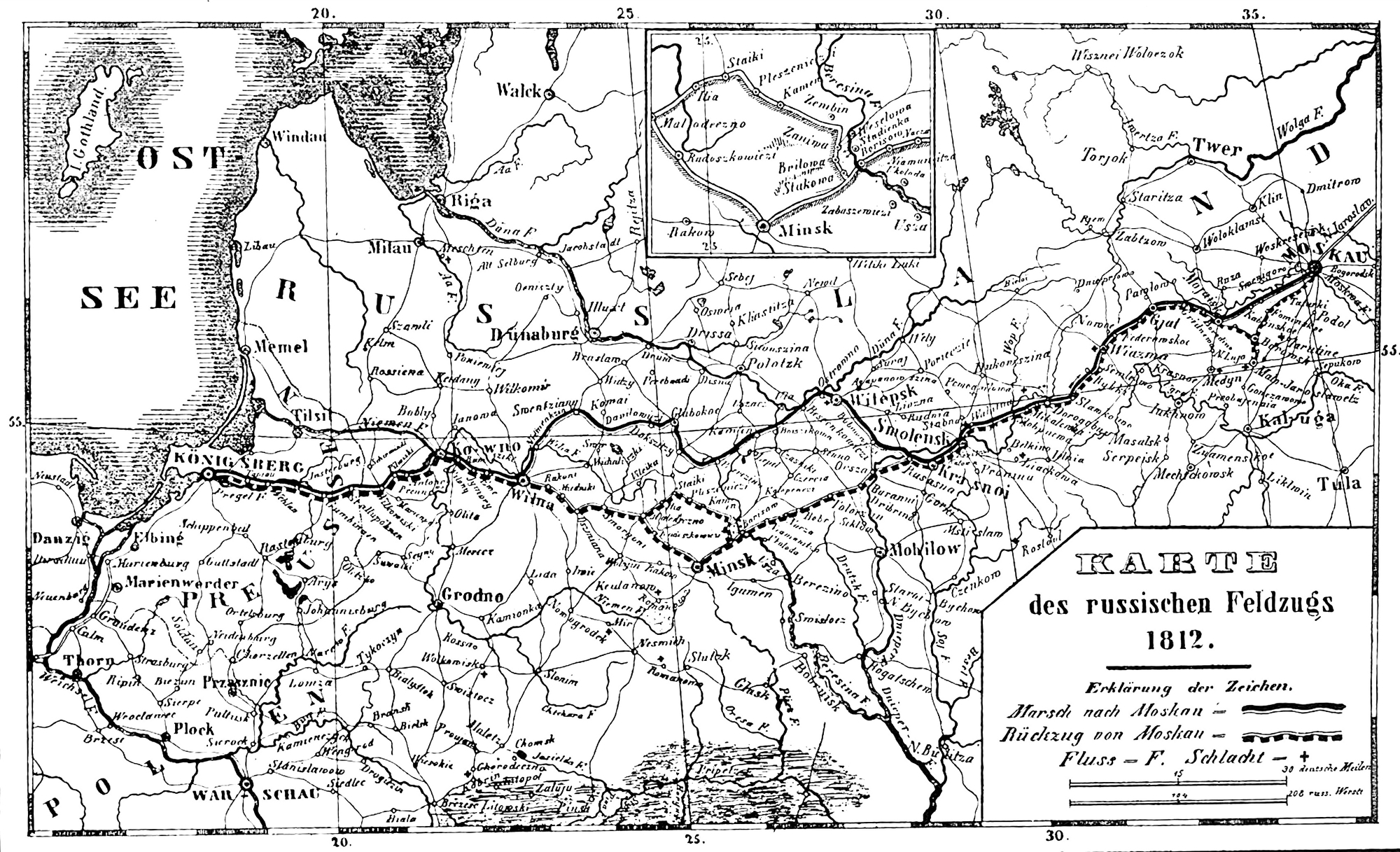
Mecklenburger im Russland-Feldzug 1812

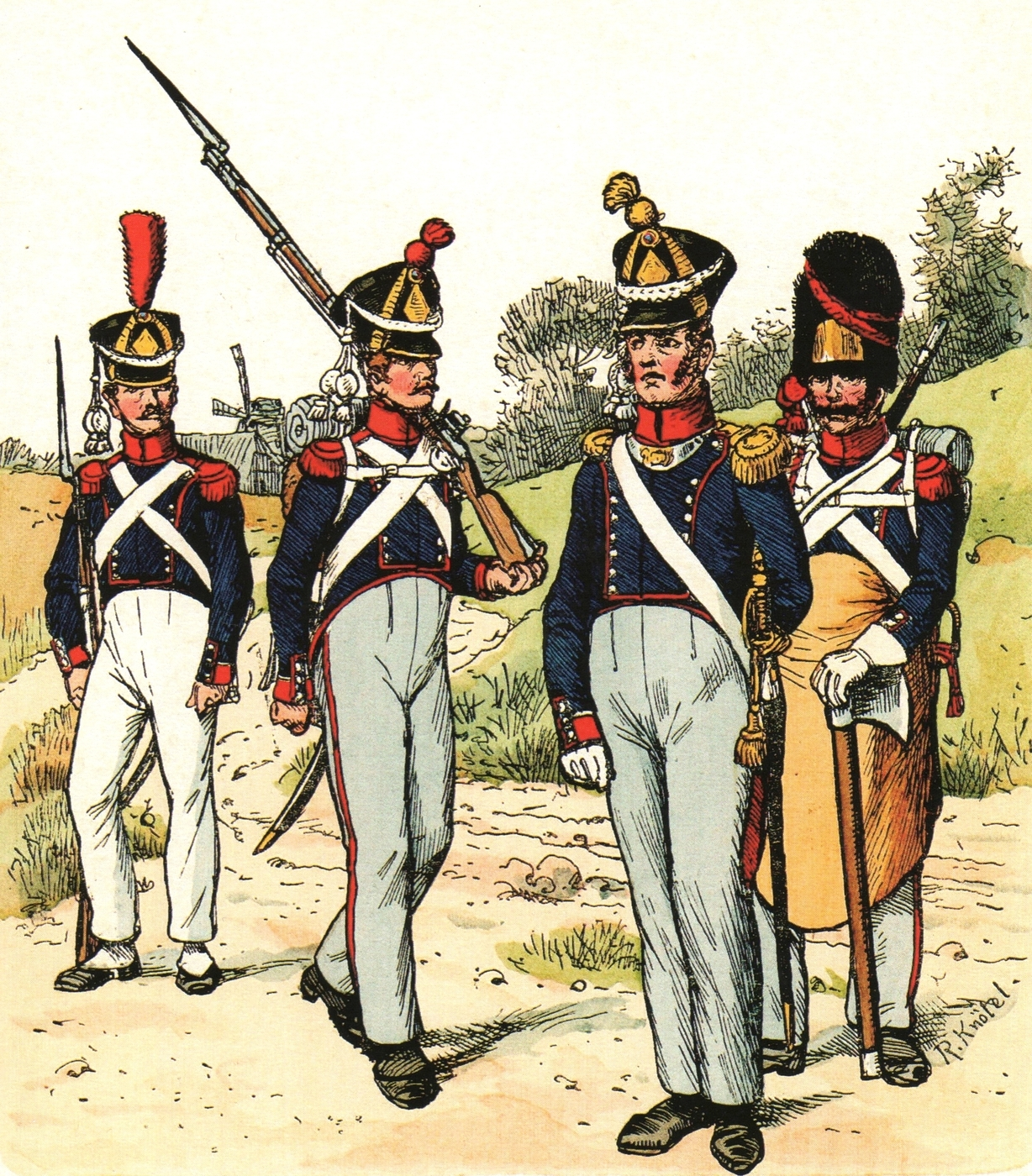
Rheinbundkontingent Mecklenburg-Schwerin 1812, Grenadier-Garde-Bataillon.

Am 5. Februar 1812 erhielt die herzogliche Regierung die Order, ihr Rheinbundkontingent in der Größe eines Infanterie-Regiments zum 15. Februar marschbereit zu halten. Durch die Kürze der Zeit war die Sollstärke jedoch nicht zu erreichen, sodass sich der Ausmarsch bis Anfang März verzögerte. Auch die Schüler der Rostocker Militärschule wurden in das Regiment eingegliedert.
Ein Teil der dritten Kompanie des Grenadier-Garde-Bataillons verblieb jedoch in Mecklenburg. Im März wurde die Kompanie nach Rostock verlegt. Dort folgte der Einsatz im Küstenschutz und dem Wachschutz für ein französisches Lager bei Barnsdorf.
Beim Abmarsch blieben zudem 180 Kranke am Standort zurück. Erschwerend kam hinzu, dass die Ausrüstung des Kontingents mangelhaft war, wie sich in aller Deutlichkeit an der Bekleidung der Soldaten zeigte. Das Schweriner Kontingent marschierte unter Befehl des Generalmajors Joseph von Fallois (1766–1835) in Richtung Stettin. Hier stellte General Defaix bei einer Inspektion die mangelhafte Ausrüstung der Mecklenburger fest. Das Kontingent wurde auf seinen Befehl hin nach Danzig in Marsch gesetzt, um dort die Ausrüstung zu vervollständigen. In Stettin erfolgte die Trennung des Mecklenburg-Strelitzer Kontingents vom Schweriner Kontingent. Die Strelitzer wurden folgend dem französischen 127. Linienregiment zugeteilt. Nachdem dies erfolgt war, ging es für die Schweriner weiter in Richtung Königsberg. Auf dem Vormarsch wurden die Mecklenburger zumeist für die Transportbegleitung und zum Wachdienst eingesetzt. Bei der ersten Aufgabe handelte es sich um eine Eskorte für eine große Mehlladung, die nach Wilna transportiert werden sollte. Am 25. Juni 1812 überschritt die Eskorte die russische Grenze. Die desolaten Umstände und die große Hitze führten bei den Mecklenburgern zu zahlreichen krankheitsbedingten Ausfällen. In Wilna angekommen, hatten die Schweriner bereits 300 Tote zu beklagen. Der nächste Auftrag sollte nach Smolensk führen. Beim Verlassen von Wilna am 21. September fehlten weitere 500 Soldaten. Sie waren entweder nicht mehr marschfähig oder durch Krankheiten verstorben. Smolensk wurde am 9. Oktober erreicht. Dort fanden die mecklenburgischen Truppen eine niedergebrannte Stadt vor. Die Zerstörungen waren das Resultat der Schlacht vom 17. August. Am 13. Oktober wurde der Verband als Eskorte für eine Kriegskasse eingesetzt, die von Smolensk nach Dorogobusch transportiert werden sollte. Die Kriegskasse erreichte am 18. Oktober den Zielort.
Generalmajor Joseph von Fallois verließ am 23. Oktober das Kontingent-Regiment. Die Entfernung von der Truppe, unter einem Vorwand er wolle Winterkleidung für das Regiment besorgen, kam einer Desertation gleich. Das Kommando übernahm daraufhin Major Hellmuth von Moltke, der im weiteren Verlauf des Feldzuges schwer erkrankte und verstarb.
Ein Detachement von 150 Soldaten Mecklenburgern, die unter Befehl von Hauptmann von Berg standen, ging aus einem Gefecht am 25. Oktober in der Nähe von Jelnia siegreich hervor. Die von Hauptmann von Spitznaß befehligte Abteilung begleitete hingegen einen Verwundeten-Transport. Als die Abteilung die Beresina erreichte, herrschten bereits −18 Grad Kälte. Die Abteilung traf dort auf feindliche Truppen und wurde in ein verlustreiches Gefecht verwickelt. Die Kälte forderte auch von dieser Abteilung ihren Tribut. Nachdem die Abteilung wieder in Wilna anlangte, waren von ehemals 180 Mann nur noch zwei Leutnants und acht Soldaten am Leben. Das Kontingent, dessen Hauptteil sich in Dorogobusch aufhielt, hatte am 4. November eine Gesamtstärke von 300 Mann. Der anschließende Rückzug führte wegen der mangelhaften Kleidung und der eisigen Kälte zu weiteren Opfer. Im Zusammenwirken mit der polnischen Legion Dombrowski konnte am 21. November der russische Brückenkopf bei Borisow erstürmt werden. Am 27. und 29. November wurde schließlich die vereiste Beresina überquert. Die dortigen chaotischen Zustände und das eisige Winterwetter sorgten für weitere Verluste. Am 16. Dezember trafen 35 Mann in Königsberg ein. Ende Januar 1813 gelangten die verbliebenen Überlebenden wieder nach Mecklenburg.

##### Strelitzer Kontingent

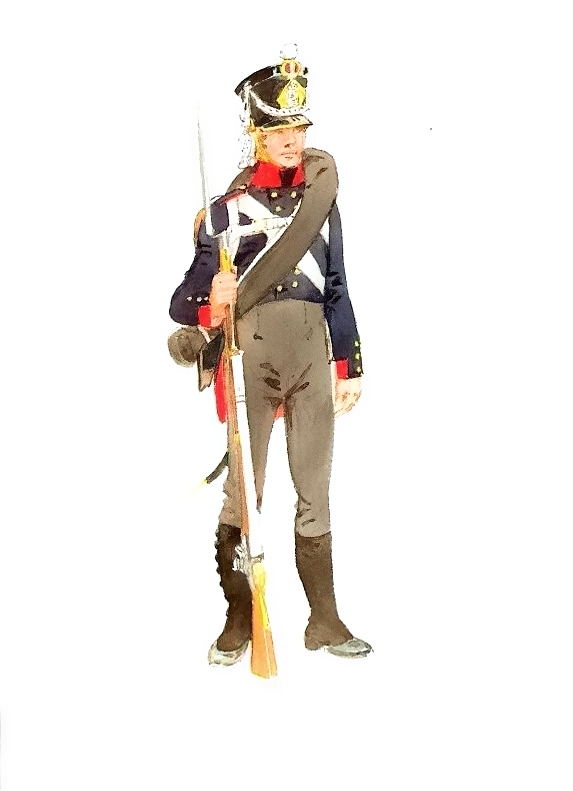
Infanterist des Mecklenburg-Strelitzer Rheinbundkontingents im Russlandfeldzug 1812.

Das Strelitzer Kontingent – ein Bataillon gegliedert in vier Kompanien – unterstand dem Befehl des Obersten Christian Friedrich Ferdinand Anselm von Bonin.
Nach der Trennung vom Mecklenburg Schweriner Kontingent in Stettin, wurden die Strelitzer dem 127. französischen Linienregiment unterstellt, welches wiederum der 3. Division unterstellt war. Diese Division stand unter dem Kommando von General Gudin. Im Verband des von Marshall Davout befehligten 1. Armeekorps nahm die Division am gesamten Feldzug des Jahres 1812 teil. Die 1. und 2. Kompanie beteiligten sich am Vormarsch auf Moskau, während die 3. und 4. Kompanie im Raum Wilna mit Aufgaben betraut wurden. Auf dem Rückzug wurde das 1. Armeekorps bei Wjasma in den Kämpfen mit russischen Kosaken teilweise abgeschnitten. Die Kompanien der Strelitzer wurden im Verlauf des Rückzuges fast völlig aufgerieben.
Anfang Februar 1813 kehrten die Reste der Strelitzer unter Führung des Obersten von Bonin zurück, insgesamt 12 Offiziere und 62 Soldaten. In den folgenden Wochen erhöhte sich die Zahl der Rückkehrer auf 162 Mann. Oberst von Bonin verstarb am 14. Februar 1813 an den Folgen einer Erkrankung, die er sich während des vorausgegangenen Feldzuges zugezogen hatte.

##### Einsätze Strelitzer-Kontingent 1812

###### August
- 17. bis 18. August – Schlacht von Smolensk
- 19. August – Schlacht von Valentina-Gora

###### September
- 07. September – Schlacht an der Moskwa (Borodino)
- 14. September – Einzug in Moskau

##### Einsätze Schweriner-Kontingent 1812
(Quelle: Die Mecklenburger 1812 im russischen Feldzuge.)

###### Juni
- 14. Juni – Ankunft Königsberg
- 16. Juni – Begleitung Mehltransport nach Kowno
- 20. Juni – das II. Bataillon Ankunft Gumbinnen
- 24. Juni – Übergang des I. Bataillons und des Regimentsstabes über den Niemen
- 25. Juni – Ankunft II. Bataillon in Kowno
- 26. Juni – II. Bataillon Begleitung Mehltransport nach Wilna

###### Juli
- 04. Juli – II. Bataillon Ankunft in Wilna
- 13. Juli – Ankunft des I. Bataillons in Wilna
- 26. Juli – Teilnahme an Parade in Wilna

###### August
- 11. August – 2. Musketier-Kompanie von Lützow muss Todesurteile durch Erschießen an zwei Franzosen und zwei Portugiesen vollstrecken

###### September
- 03. September – das Regiment wird dem 9. Armeekorps unter Marshall Victor unterstellt
- 07. September – Schlacht bei Borodino
- 21. September – das Regiment bricht Richtung Minsk auf
- 27. September – Aufbruch von Minsk Richtung Borissow
- 29. September – Übergang über die Beresina und Ankunft in Borisow

###### Oktober
- 04. Oktober – das Regiment passiert den Dnjepr
- 09. Oktober – Ankunft in Smolensk
- 18. Oktober – Ankunft in Dorogobusch
- 24. Oktober – Detachements des Hauptmanns von Berg, Eskorte für General Baraguay d’Hilliers nach Jelnia
- 25. Oktober – Abteilung von Berg, Ankunft in Jelnia
- 26. Oktober – Nachtgefecht der Abteilung von Berg
- 28. Oktober – Rückkehr des Detachements von Berg nach Dorogobusch
- 31. Oktober – Hauptmann von Spitznaas, Begleitung Verwundetentransport nach Smolensk

###### November
- 04. November – Regiment erhält Befehl zur Nachhut unter Marshall Ney zu treten
- 07. November – die Mecklenburger erhalten Befehl eine Brücke über den Dnjepr zu halten
- 09. November – Gefechte mit russischen Truppen, Leutnant von Suckow gerät dabei in Gefangenschaft
- 14. November – das Regiment rückt in Smolensk ein
- 16. November – Nachtüberfall der Russen auf das Biwak der Mecklenburger
- 17. November – Einsatz der Mecklenburger zur Deckung der Artillerie im Gefecht bei Krasnoi
- 20. November – Eskorte für die Bagage des Prinzen zu Eckmühl, Abwehr von Angriffen der Russen
- 23. November – Gefecht bei Borisow, Abteilung von Spitznaas beteiligt sich an dem Gefecht
- 25. November – „Detachement von Spitznaas“, Stellung der Ehrenwache für Napoleon
- 26. November – Abteilung von Spitznaas in Begleitung der Gefangenenkolonne die von Smolensk aus zu begleiten war. Beginn des Brückenschlags über die Beresina. Marsch Richtung Wilna.
- 27. November – Übergang über die Beresina, Angriff russischer Truppen an beiden Ufern

###### Dezember
- 05. Dezember – Ankunft in Wilna
- 10. Dezember – Das Regiment verlässt Wilna, Regimentstärke bei nur noch 90 Mann
- 12. Dezember – Übertritt über den Niemen, erreichen der Ostgrenze

##### Verluste
- Offiziere: 25 Tote
- Mannschaften: 1563 Tote

#### Austritt aus dem Rheinbund
Am 14. März rückte der russische Oberst von Tettenborn mit seinem Korps in Ludwigslust ein. Dort übergab er Herzog Friedrich Franz I. im Namen des Zaren Alexander I. die schriftliche Aufforderung sich dem Kampf gegen die Franzosen anzuschließen. Am 25. März sagte sich der Herzog, als erster Rheinbundfürst, von Napoleon los und trat anschließend an die Seite Russlands und Preußens. Am selben Tag erließ er einen Aufruf zur Aufstellung freiwilliger Jägerkorps, welche ihre Basis auf freiwillige Spenden von Material und Geld gründen sollten. Güstrow wurde zum Zentrum der Aufstellung dieser Freiwilligenverbände.

#### Befreiungskriege 1813–1815

##### 1813–1814

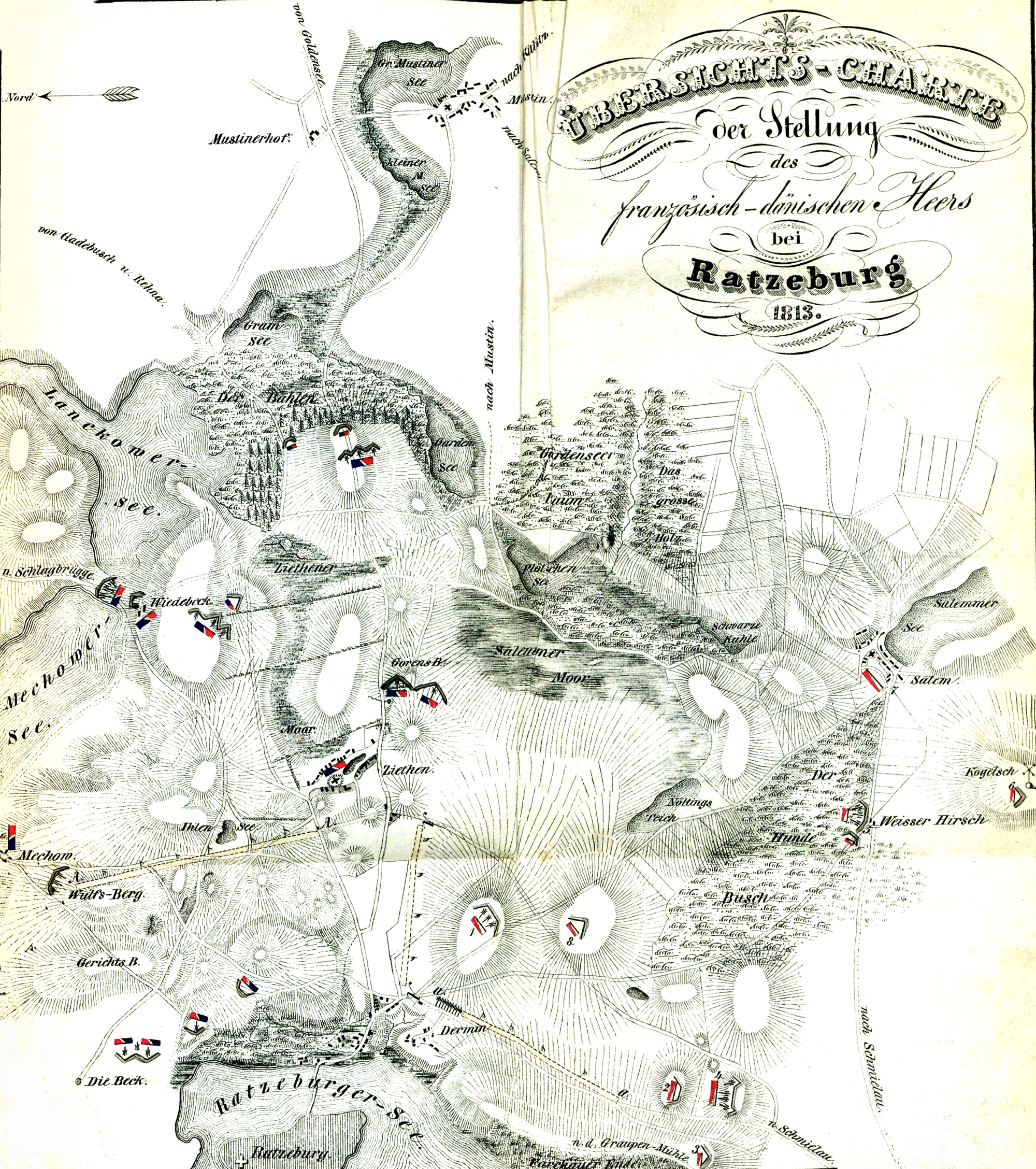
1813, Rückzugsraum der französischen und dänischen Truppen um Ratzeburg

Die regulären Truppen und die Freiwilligenverbände aus Mecklenburg-Schwerin nahmen vorrangig an militärischen Operationen in Norddeutschland teil. Während das von Herzog Carl zu Mecklenburg-Strelitz errichtete freiwillige Husarenregiment (C-Husaren) auch an den Feldzügen in Schlesien und in Sachsen beteiligt war.
Das Grenadier-Garde-Bataillon wurde im März 1813 in die mecklenburgische Brigade eingegliedert, diese stand unter dem Befehl des russischen Generals von Wallmoden. Seine Truppen hatten die Aufgabe gegen die Franzosen an der Unterelbe vorzugehen. Das Grenadier-Garde-Bataillon war in vier Kompanien gegliedert, die 1. als Leibwache des Herzogs in Ludwigslust, die 2. und 3. in Schwerin, die 4. Kompanie – die Garde Voltigeur-Kompanie – wurde zu diesem Zeitpunkt in Grabow neu gebildet. Die Kompanien hatten jeweils eine Stärke von 80 Mann, diese standen unter dem Kommando von Major von Both. Das Grenadier-Garde-Bataillon mit seinen drei Kompanien, setzte sich von Ludwigslust aus am Morgen des 27. März zu Wagen in Richtung Hamburg in Bewegung. Der Marsch führte über Boizenburg, wo die Grenadiere scharfe Munition erhielten. Von Boizenburg aus ging es Richtung Lauenburg, hier vereinigten sich die Kompanien mit der neu errichteten vierten Garde Voltigeur-Kompanie. Am 28. März um 9.00 Uhr morgens, trafen die Kompanien in Bergedorf ein, von hier aus marschierten sie dann weiter bis zum Stadtrand von Hamburg. Der Adjutant des Generals von Tettenborn Leutnant Schelikow erwartete die Mecklenburger bereits, und geleitete diese nachfolgend in die Stadt. Dort angelangt, unterstellten sich die Grenadiere dem Befehl von General Tettenborn. Am Folgetag hielt das Grenadier-Garde-Bataillon auf dem Hamburger Gänsemarkt eine Parade ab, General von Tettenborn zeigte sich vom Auftreten der Mecklenburger beeindruckt. Die restliche mecklenburgische Brigade stieß Anfang Mai 1813 zu den Alliierten Verbänden ins Boizenburger Umland. Bei Boizenburg bezogen diese mecklenburgischen Truppen ihre erste Stellung, von hier aus marschierten sie später nach Hamburg.
Am 7. April kam der Befehl das Grenadier-Garde-Bataillon nach Bergedorf zu verlegen, hier wurden sie dem Befehl des Oberstleutnants von Benkendorf unterstellt. Als Verstärkung erhielt das Bataillon weitere 50 Rekruten. Bereits am 10. April kehrten die Kompanien nach Hamburg zurück, wo sie folgend Besatzungsaufgaben in der Stadt ausübten. Am 21. April nahm das Bataillon an einer Parade auf dem Heiligengeistfeld teil, welche zu Ehren des englischen Generals Charles Stuart vollzogen wurde. Am folgenden Tag trafen nochmals 50 Rekruten ein, geführt von Major v. Bülow.
In der Gegend um Harburg sammelten französische Truppen ihre aus den umliegenden Ortschaften hergeholten Fuhrwerke, die auch seitens der Verbündeten dringend benötigt wurden. Der Besatzung der Insel Wilhelmsburg waren die französischen Aktivitäten nicht entgangen. Zu dieser Besatzung gehörte auch das Grenadier Garde-Bataillon. In der Nacht auf den 5. Mai setzte eine Kompanie der mecklenburgischen Grenadier-Garde mit Hilfe von sechs Kähnen an das gegenüberliegende Ufer über. Dort angelangt, ging sie gegen die französischen Truppen vor, und konnte folgend 21 Fahrzeuge erbeuten. Diese Fahrzeuge wurden daraufhin in den Hamburger Hafen verbracht. Eine Grundlage für den Erfolg war der Umstand, dass die mecklenburgische Uniform der Grenadiere der französischen Uniform ähnelte. Bei dieser Unternehmung war lediglich ein Verwundeter auf Seiten der Mecklenburger zu verzeichnen.
Nachfolgend beteiligte sich das Grenadier-Garde-Bataillon an den Gefechten auf der Insel Wilhelmsburg am 9. Mai. Hier kam es zu einem vergeblichen Versuch des Marschalls Davout und seiner Verbände auf die Insel Wilhelmsburg vorzudringen. Bemerkenswert ist der Einsatz zweier Kompanien des Grenadier Garde-Bataillons, welche als Reserve vorgehalten wurden. Aufgrund der prekären Lage im südwestlichen Teil der Insel Wilhelmsburg, kamen diese Kompanien hier zum Einsatz. Ihr energischer Gegenstoß überraschte die Franzosen, so dass sie sich aus diesem Bereich wieder zurückzogen. Der Kampf des 9. Mai endete für die Franzosen mit einem Verlust von 200 Mann, auch auf Seiten der Verbündeten waren Verluste von 150 Mann zu verzeichnen. Am 12. Mai standen die Kompanien des Grenadier-Garde-Bataillon wiederum im Gefecht auf der Insel Wilhelmsburg. Der Gegenangriff unter Befehl des Generals Tettenborn blieb erfolglos, die französischen Truppen konnten ihre Stellungen auf der Insel Wilhelmsburg behaupten und ausbauen.
Am 27. Mai verlegte das II. Bataillon nach Allermöhe in die Nähe von Hamburg. Tettenborn musste am 28. Mai auch Hamburg räumen, der französische Marschall Davout besetzte daraufhin mit seinen und dänischen Truppen die Stadt. Die französischen Truppen wollten dem abziehenden Tettenbornschen Korps nachsetzen. An der Elbe bei Ochsenwerder kam es zwischen Teilen der mecklenburgischen Brigade, Dessauer Jägern und den französischen Truppen zum Gefecht an der Nettelnburger Schleuse. Der mecklenburgische Verband und die Jäger konnten den strategisch wichtigen Punkt behaupten und die Franzosen am Übergang hindern. Die Verluste bezifferten sich auf 30 Mann, auch der Kommandeur des II. Bataillons Oberst Kamptz hatte Verwundungen davongetragen.
Am 5. Juni trat ein ausgehandelter Waffenstillstand in Kraft, das Regiment kehrte daraufhin vorläufig nach Mecklenburg zurück. Kronprinz Bernadotte von Schweden wurde folgend der Oberbefehl über die Alliierten Truppen der Nordarmee übertragen.
Die mecklenburgischen Truppen wurden der Division des Generals Eberhard von Vegesack unterstellt. Der Kronprinz veranlasste, dass die Mecklenburger Brigade um 650 Mann verstärkt wurde. Den Kompanien teilte man jeweils 30 Mann als Verstärkung zu. Die Division des Generals von Vegesack bestand aus drei Mecklenburger Bataillonen, einem Jäger-Bataillon, vier Eskadronen Jäger zu Pferde und zwei Eskadronen Frei-Husaren von Schill. Zusammen standen 5395 Mann unter Waffen, hinzu kamen zwölf Geschütze. Nach Beendigung des Waffenstillstandes am 17. August, kam es erneut zu Kämpfen. In der Folge wurde Schwerin von den Franzosen besetzt. Von der Mecklenburger Brigade waren in dieser Zeit nur die Jäger am Kampfgeschehen beteiligt.
Am 28. August 1813 kam es zum Gefecht bei Rentschow, unter Befehl von General Vegesack beteiligte sich auch die mecklenburgische Brigade an den Kämpfen. Die französischen und dänischen Truppen unter Befehl von General Toison konnten zurückgedrängt werden, sie waren gezwungen sich über Wismar zurückzuziehen. Auf diesem Rückzug steckten sie die Stadttore in Brand.
Im Verlauf des Septembers zogen sich die Franzosen und Dänen in das Umland von Ratzeburg zurück. In diesem Zeitraum kam es zu mehrfachen Frontverschiebungen und Scharmützeln an der Mecklenburger Westgrenze.
Als Folge der Schlacht von Leipzig räumten Franzosen und Dänen weite Teile Norddeutschlands. Die Alliierten setzen ihnen nach, es kam zu kleineren Gefechten. Am 15. Dezember wurde dann ein Waffenstillstand geschlossen, die Mecklenburger Brigade rückten unmittelbar nach dessen Abschluss in Lübeck ein. Hier blieben die Mecklenburger bis zum 2. Februar 1814. Nachfolgend wurde der Marsch Richtung Frankreich befohlen, zu diesem Zeitpunkt übernahm der Erbprinz Friedrich Ludwig den Oberbefehl über die mecklenburgische Brigade. Es folgte der Abmarsch Richtung Jülich, die Brigade überschritt den Rhein am 6. März. In Jülich löste die Mecklenburger Brigade das Lützowsche Korps in der Belagerung der Stadt ab. Die Stadt war zu diesem Zeitpunkt von Schweizern und Franzosen besetzt. Die Belagerten wagten einen Ausbruchsversuch, welcher nach einem kurzen aber heftigen Gefecht unterbunden wurde. Am 28. April wurde die Mecklenburger Brigade auch hier abgelöst. Vom Quartier in Breviers aus begann am 7. Juni der Rückmarsch nach Mecklenburg. Am 11. Juli 1814 hielt die Mecklenburger Brigade dann ihren feierlichen Einzug in Schwerin.

##### 1815
Nachdem Napoleon wieder in Frankreich an die Macht gelangt war, befahl der Herzog am 2. April 1815 die Mobilmachung der Linientruppen und die Errichtung von Landwehr-Bataillonen. Auf Befehl des Herzoges Friedrich Franz I. vereinigten sich das Grenadier-Garde-Bataillon und die Musketier-Bataillone in Ludwigslust, wo sie sich in der Folgezeit abmarschbereit hielten. Am 7. Juli 1815 bestand das Mecklenburger Kontingent aus dem Grenadier-Garde-Bataillon, zwei Musketier-Bataillonen, drei Bataillonen Landwehr und der Artillerie. Die Truppen standen unter dem Befehl des Erbgroßherzogs Friedrich Ludwig zu Mecklenburg-Schwerin. Es folgte der Abmarsch des mecklenburgischen Truppenverbandes. Der Marsch führte das Kontingent nach Köln, wo es am 31. Juli über den Rhein setzte. Am 15. August folgte die Einschließung und Beobachtung der Festung Montmédy. Dort verblieben die mecklenburgischen Verbände bis zu ihrer Ablösung am 4. September. Der nächste Auftrag wartete bereits, die Belagerung der Festung Longwy. Das Kontingent wurde folgend in zwei Abteilungen geteilt und jeweils unter den Befehl des Erbgroßherzogs und von Oberst von Both gestellt. Die Grenadiere positionierten sich bei Longlaville, einer Besitzung des Generals Loison. Am 9. September begann die Beschießung der Festung Longwy. Die französische Besatzung gab schließlich am 18. September auf. Die Mecklenburger erlitten wenig Verluste, was auch der umsichtigen Führung geschuldet war. Mit der Schlacht von Waterloo am 18. Juni endete die Ära Napoleons. Am 3. November 1815 konnten die Mecklenburger endlich den Rückmarsch antreten. Nach dem beschwerlichen Rückmarsch, trafen die Grenadiere und Musketiere am 12. Dezember in Ludwigslust ein. Die 1. und 2. Kompanie der Grenadier-Garde verlieben in Ludwigslust, die 3. und 4. Kompanie garnisonierten wieder in Schwerin.

##### Strelitzer im Befreiungskrieg
Auf den Großherzoglichen Aufruf vom 30. März 1813 hin, wurde ein freiwilliges Husarenregiment errichtet. Die sogenannten C-Husaren dienten bis 1815 im Bestand der Schlesischen Armee unter Befehl von Generalfeldmarschall von Blücher. Das Regiment beteiligte sich an den großen Schlachten in Schlesien und Sachsen und nachfolgend an den Frankreichfeldzügen von 1814 und 1815.

### Schleswig-Holsteinische Erhebung 1848–1851

#### Grenadier-Garde-Bataillon
Während des Krieges gegen Dänemark wurde auch das Grenadier Garde-Bataillon, geführt von Oberstleutnant August von Plessen (1797–1862), zum Einsatz gebracht. Nach der Mobilmachung erfolgte der Transport ins Einsatzgebiet. Der erste Einsatz führte das Bataillon nach Flensburg. Dort stellte es vom 25. April bis zum 16. Mai 1848 die Besatzung. Anschließend wurde das Bataillon der Brigade Ranzow unterstellt, welche unter dem Befehl des oldenburgischen Oberst Graf Ranzow stand. Von Flensburg ausgehend, wurde das Bataillon ins Sundewitt bei Düppel verlegt, wo es ab dem 17. Mai im Vorpostendienst zum Einsatz kam. Im weiteren Verlauf des Feldzuges beteiligte sich das Bataillon an den Gefechten im Umland von Düppel, welche am 28./29. Mai und am 1. Juni stattfanden. Im Gefecht von Düppel fielen sechs mecklenburgische Soldaten, 20 wurden verletzt und 18 Soldaten galten als vermisst.

#### Strelitzsches-Bataillon
Das Strelitzsche-Bataillon nahm ebenfalls am Feldzug teil, vorläufig befehligt von Major von Krüger. Nach Ankunft in Rendsburg am 29. Juni, wurden die Strelitzer jedoch dem Befehl von Generalmajor von Rettberg unterstellt. In Rendsburg kam das Bataillon als Besatzungstruppe zum Einsatz. Das Bataillon hatte eine Gesamtstärke von 596 Mann, davon 19 Offiziere, 40 Unteroffiziere, 15 Spielleute und 527 Soldaten. Bis zum 10. August verblieb der Strelitzer Verband in Rendsburg. Dem Befehl vom 6. August folgend, marschierte das Bataillon nach Flensburg. Hier sollte das Bataillon die Mecklenburger-Brigade verstärken, in Erwartung eines Angriffs der gegnerischen Verbände. Der von Norden erwartete Angriff fand allerdings nicht mehr statt.
Am 2. September 1848 kam der Befehl zum Rückmarsch. Die gesamte Mecklenburger-Brigade trat daraufhin den Rückmarsch an.

### Badische Revolution 1849
In den Jahren 1848/1849 wurde Deutschland von revolutionären Unruhen erfasst, so auch das Großherzogtum Baden. Um diese gewaltsam zu beenden, kamen die Bundestruppen unter preußischer Führung zum Einsatz. Darunter befanden sich auch die vier Kompanien des Schweriner Grenadier-Garde-Bataillons.
Im Juni 1849 kam das Grenadier Garde-Bataillon unter Führung des Majors von Vietinghoff und das I. Musketier-Bataillon unter Führung des Majors von Koppelow zum Einsatz. Beide Bataillone beteiligten sich folgend an der blutigen Niederschlagung der revolutionären Unruhen. In diesem Feldzug wurden die mecklenburgischen Verbände der 1. mobilen Division der Reichstruppen unterstellt. Während des Gefechts bei Ladenburg wurden die Mecklenburger jedoch der 1. Neckar-Division unterstellt. Die mecklenburgischen Einheiten kämpften im Gefecht bei Waldmichelsbach, Ladenburg und Groß-Sachsen. Im letzten Gefecht, am 15. Juni 1849 bei Ladenburg, starben ein Offizier, ein Unteroffizier und elf Soldaten.

#### Einsatzverlauf 1849

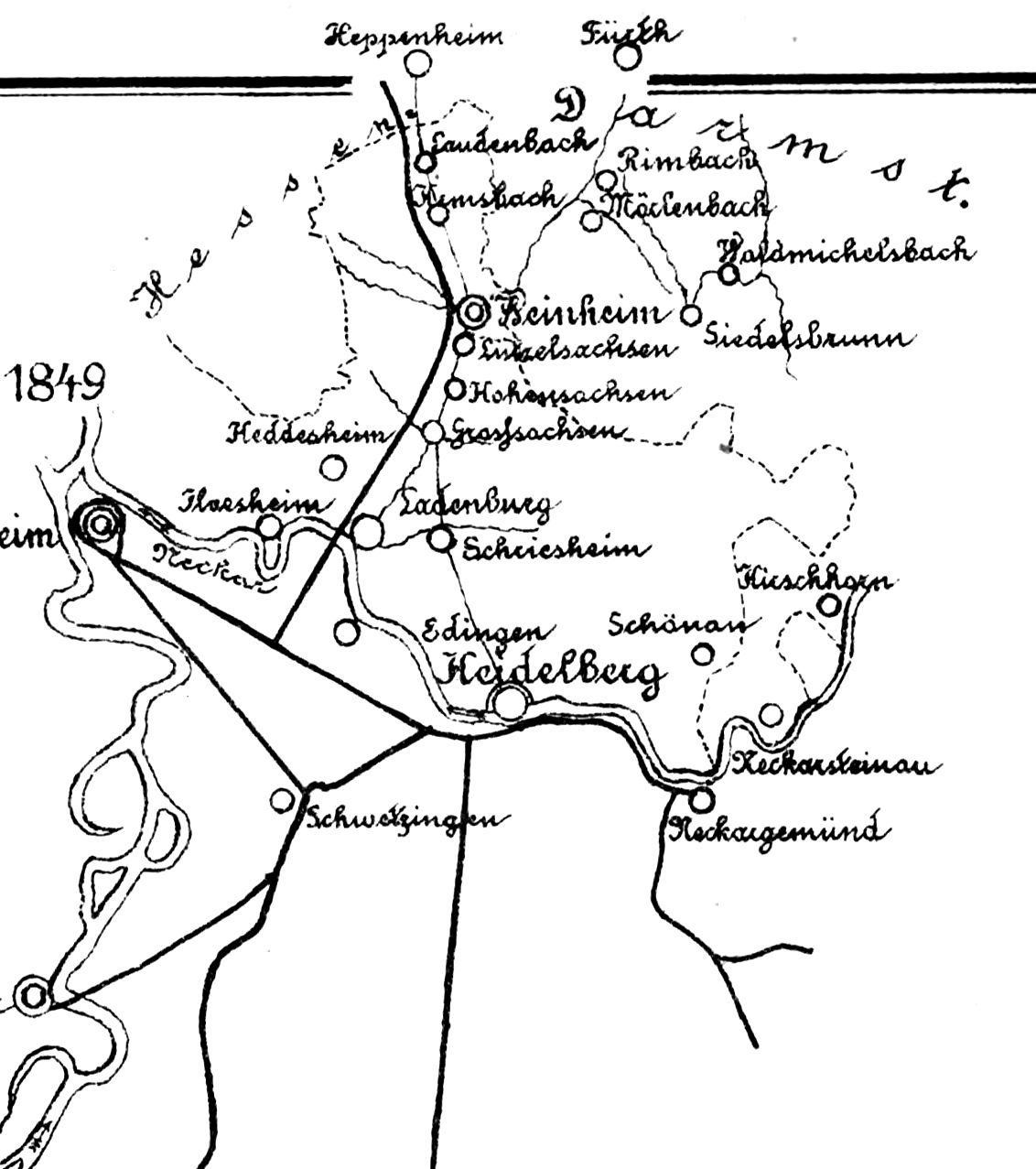
Karte Feldzug 1849

(Quelle: Geschichte des Großherzoglich Mecklenburgischen Grenadier-Regiments Nr. 89. Schwerin 1895.)
- Ende Mai Beförderung des mobilen Kontingents per Bahn und Dampfschiff nach Mainz.
- Einnahme der Position an der badisch-hessischen Grenze.
- 13. Juni – Gefecht bei Waldmichelsbach und Käferthal
- 15.–19. Juni – Unternehmungen des Neckarkorps
  - 15. Juni – Gefechte bei Ladenburg
  - 16. Juni – Gefechte bei Groß-Sachsen
- Quartier in Karlsruhe
- 29. Juni – Gefecht bei Gernsbach (südöstlich Rastatt)
- Quartier in Donaueschingen
- 12. September – Beginn Rückmarsch der Bataillone nach Mecklenburg.

### Deutscher Krieg 1866
Nachdem sich Mecklenburg-Schwerin auf die Seite Preußens gestellt hatte, erließ Großherzog Friedrich Franz II. am 21. Juni den Befehl zur Mobilmachung. Die mecklenburgischen Truppen wurden folgend in das II. Reserve-Armeekorps eingegliedert. Das Regiment verlegte im Anschluss per Eisenbahn nach Leipzig, wo der Großherzog den Oberbefehl über das gesamte II. Reserve-Armeekorps übernahm. Das mecklenburgische 1. Infanterie-Regiment, mit seinem Grenadier-Garde-Bataillon und dem II. Bataillon, nahm am folgenden Feldzug in Bayern teil, in dessen Verlauf es am 29. Juli bei Seybothenreuth zum Gefecht kam. Die Mecklenburger konnten das Gefecht für sich entscheiden. Im Anschluss erhielt das Kontingent Befehl einen möglichst großen Bereich Bayerns zu besetzen. Zu weiteren Kampfhandlungen kam es nicht mehr. Nach Beendigung des Feldzuges begann der Rückmarsch nach Mecklenburg. Am 8. September 1866 hielt der Großteil des Verbandes feierlichen Einzug in Schwerin.
Das (I.) Grenadier-Garde-Bataillon nahm am Siegeseinzug vom 20. September 1866 in Berlin teil. Den Teilnehmern am Feldzug wurde eine Kriegsdenkmünze am schwarz-weiß-goldenen Band verliehen.

### Deutsch-Französischer Krieg 1870/71
Am 16. Juli 1870 erfolgte die Mobilmachung des Regiments. Die 17. Infanterie-Division bekam zunächst die Aufgabe den Küstenschutz zu gewährleisten und erhielt Befehl sich in und um Hamburg zu konzentrieren. Das Großherzoglich Mecklenburgische Grenadier-Regiment Nr. 89 wurde nachfolgend mit weiteren Einheiten von Hamburg aus am 29. und 30. Juli nach Kiel verlegt, da man seitens der Truppenführung die Gefahr von Landungsversuchen durch französische Truppen vermutete. Die Grenadiere sollten einer möglichen Anlandung bei Eckernförde entgegentreten. Dort erfolgte auch der Übertritt zum neugebildeten XIII. Armeekorps, das sich aus der 17. Infanterie-Division und der 2. Landwehrdivision gliederte. Ende August wurde das Regiment abgelöst und anschließend Richtung Frankreich transportiert. Am 1. September traf das Regiment bei der Einschließungsarmee vor Metz ein. Nachfolgend nahmen die Grenadiere an der Belagerung der Festung Toul teil, bis diese am 23. September unter dem Druck der deutschen Verbände kapitulierte. Im Anschluss wurden die Verbände zur Belagerung von Paris herangezogen, wo die Mecklenburger am 9. Oktober eintrafen. Der Oktober und November brachten schwere Kämpfe im Raum Orleans. Am 4. Dezember kämpften die Grenadiere in der Schlacht von Orleans und besetzten am darauffolgenden Tag die Stadt. Es folgten die Gefechte bei Tours, Morée und Connerré. Anschließend marschierte das Regiment in Rouen ein. Am 31. Januar 1871, dem Tag des Waffenstillstandes, standen die Grenadiere am rechten Seine-Ufer als Sicherung gegen Havre und Dieppe; das I. Bataillon in Pissy, das II. Bataillon in Barentin und das III. Bataillon in Pavilly. Am 19. Februar bezog das Regiment im Umland von Dieppe  Quartier und erlebte dort den Friedensschluss vom 26. Februar. Im März begann schließlich der Rückmarsch in die mecklenburgische Heimat.
Der feierliche Einzug in Schwerin fand am 14. Juni 1871 statt. Dort wurden die mecklenburgischen Verbände von einer begeisterten Menschenmenge begrüßt. Auf Befehl von Kaiser Wilhelms I. fanden am 26. November desselben Jahres Gedenkgottesdienste statt, in denen der Gefallenen des Krieges gedacht wurde.

#### Gefecht bei Loigny

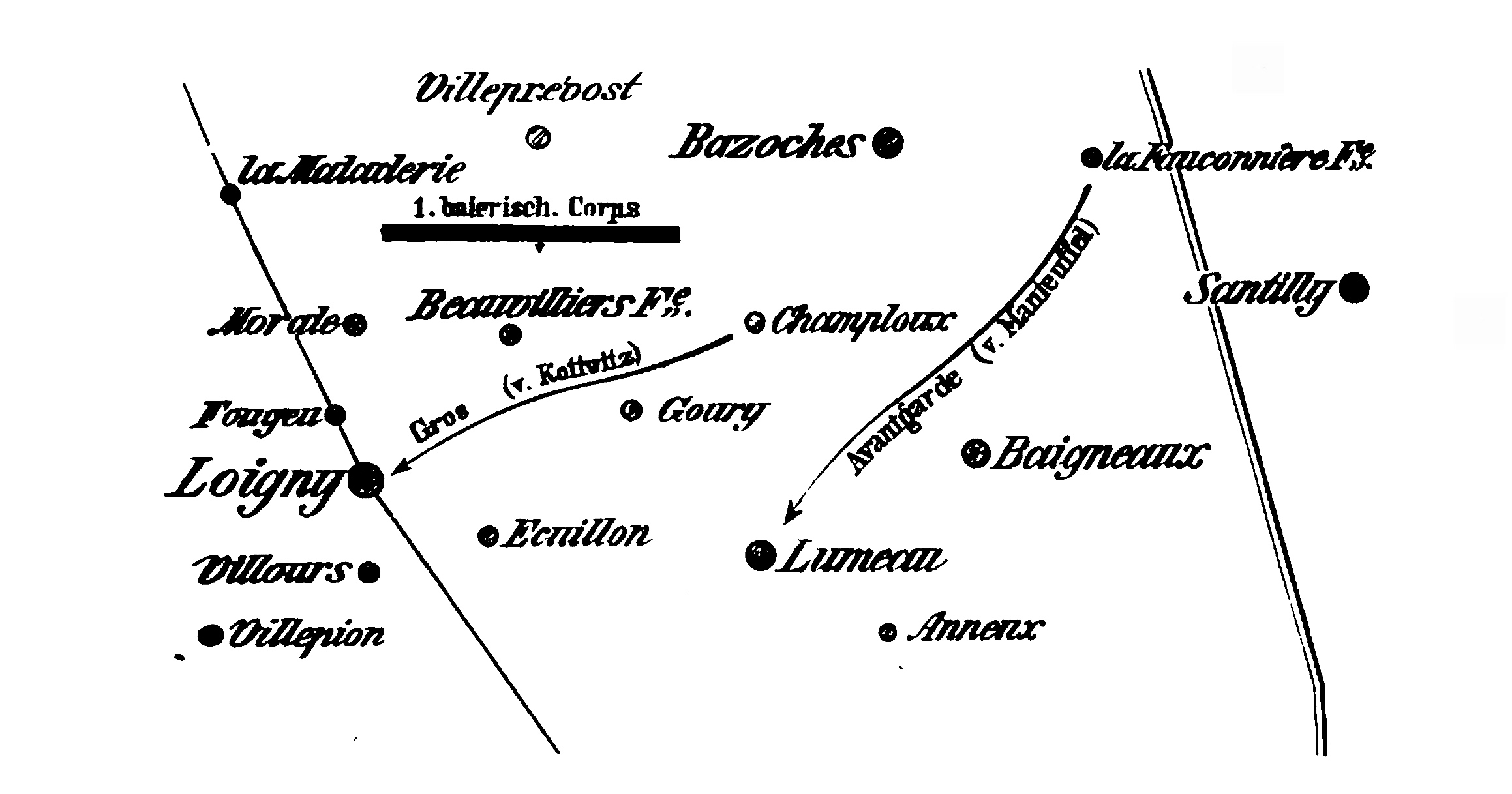
Gefecht bei Lumeau/Loigny am 2. Dezember 1870

Am 2. Dezember 1870 kam es bei Loigny zu verlustreichen Begegnungsgefechten.
Das I. Bataillon des Grenadier-Regiments wurde für das Vorgehen auf Orléans der Avantgarde zugeteilt. Am 2. Dezember 1870 bezog das Bataillon seine Position an der Straße Chartres-Orléans. Das II. und III. Bataillon waren unter Befehl von Generalmajor von Rauch als Detachement in La-Ferté-Bernard zurückgelassen worden. Am 2. Dezember 9.00 Uhr kam der Befehl, um 11 Uhr vor dem Dorf Lumeau Angriffsposition einzunehmen. Bei Erreichen der Position begannen das I. Bataillon und die 10. und 11. Kompanie des Großherzoglich Mecklenburgischen Füsilier-Regiments „Kaiser Wilhelm“ Nr. 90 mit der Verfolgung der zurückweichenden französischen Truppen. Bei den folgenden Gefechten wurde der Kommandeur des Füsilier-Regiments verletzt, woraufhin Major von Koppelow vom I. Bataillon das Kommando über diese Einheiten der Avantgarde übernahm. Nachfolgend besetzte die 4. Kompanie, die auf heftige Gegenwehr der Franzosen traf, das niedrige Gehölz südlich von Loigny. Zur Unterstützung wurde ihr die 3. Kompanie und das Großherzoglich Mecklenburgische Jäger-Bataillon Nr. 14 nachgesandt. Nach ihrem eintreffen, kam es allerdings zum Gegenstoß der französischen Verbände. Daraufhin mussten die 3. Kompanie und das Jäger-Bataillon zurückweichen. Aufgrund der kritischen Lage wurden zwei Bataillone des hanseatischen Infanterie-Regiments Nr. 75 zum Einsatz gebracht. So gelang es schließlich, das Dorf Loigny nach längerem Häuserkampf am Abend einzunehmen. Aufgrund der erlittenen Verluste konnten sich vom I. Bataillons nur noch zwei Kompanien formieren. Diese Kompanien wurden am selben Tag hinter der Ferme Chameul positioniert, während sich das mecklenburgische Jäger-Bataillon in der Ferme Chameul zur Verteidigung einrichtete.

#### Gefechtskalender

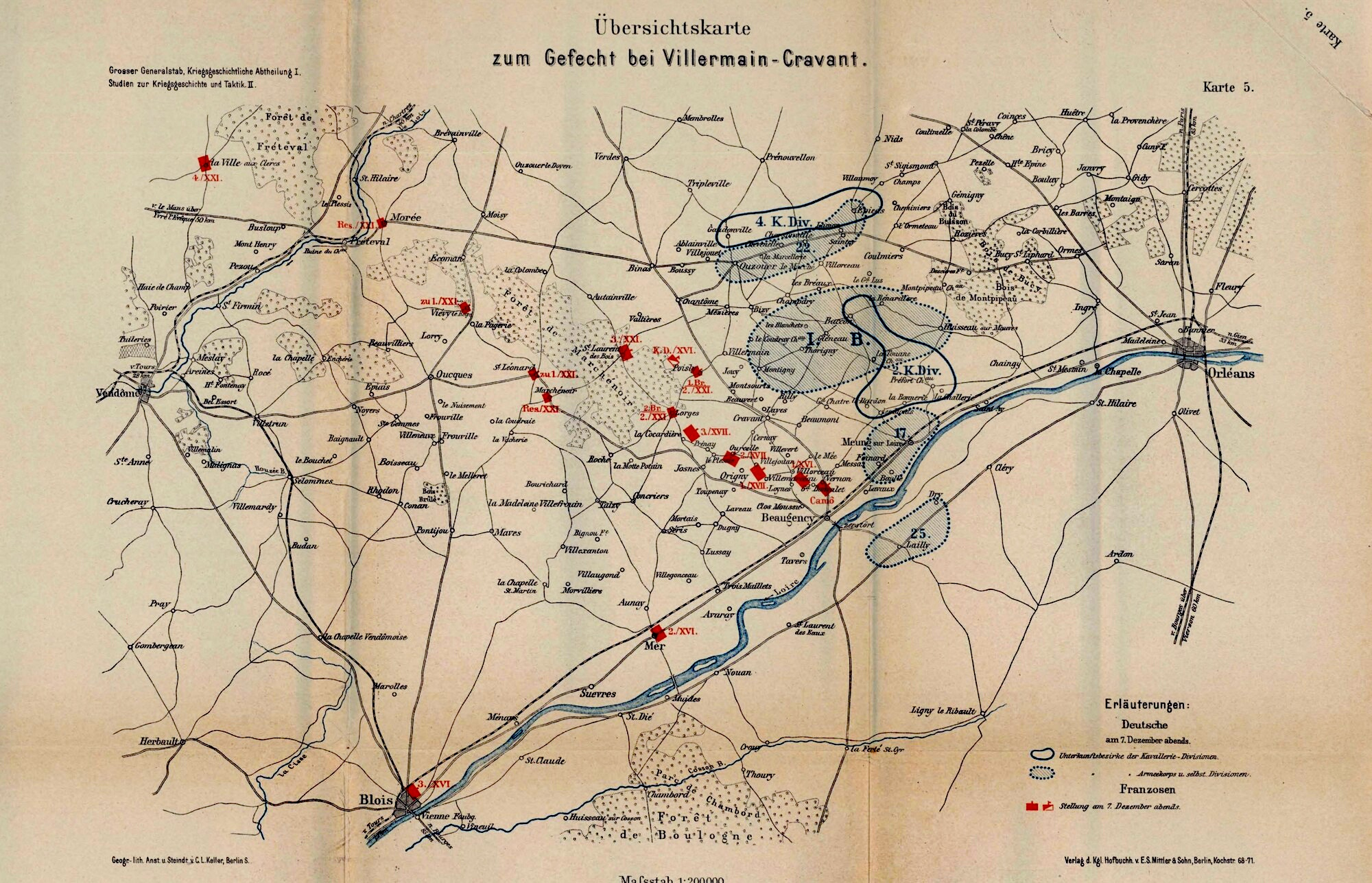
Einsatz der 17. Division, Gefecht bei Meung rechtes Loire Ufer

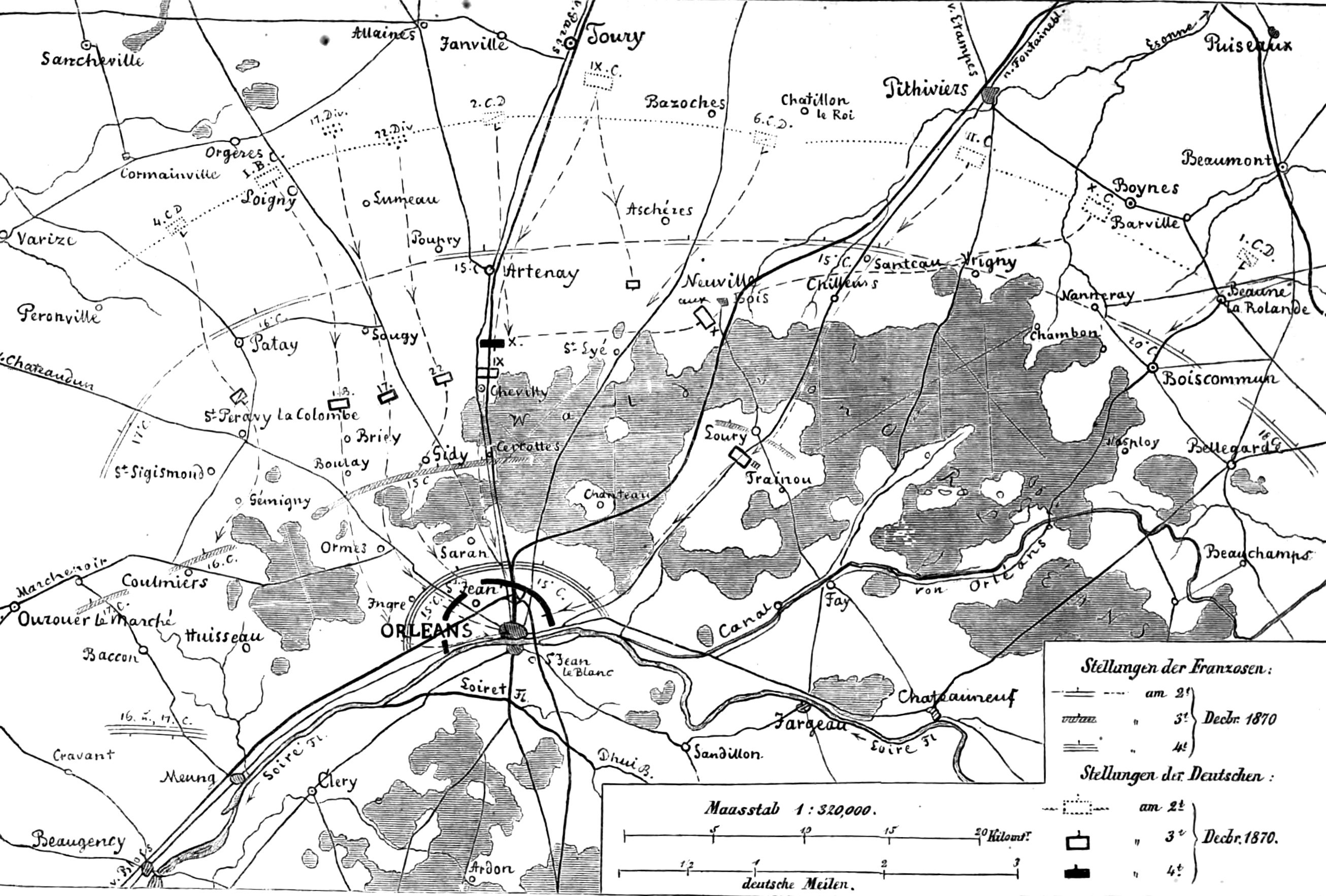
Die Schlacht von Orléans 1870

1. (Quelle: Gefechtskalender des deutsch-französischen Krieges. Großer Generalstab (Hrsg.).)
2. (Quelle: Geschichte des Großherzoglich Mecklenburgischen Grenadier-Regiments Nr. 89. Schwerin 1895.)

##### 1870
- 29. Juli bis 24. August – Küstenschutz bei Eckernförde
- 09. September – Gefecht bei Bellecroix (3. Kompanie)
- 12. bis 22. September – Belagerung von Toul
- 10. Oktober bis09. November – Belagerung von Paris
- 17. November – Gefecht bei Dreux
- 02. Dezember – Schlacht bei Loigny-Poupry
- 03. Dezember – Schlacht bei Orléans
- 07. Dezember – Gefecht bei Meung (ohne 2. und 3. Kompanie)
- 08. bis 10. Dezember – Schlacht bei Beaugency-Cravant (ohne 2. Kompanie)
- 13. Dezember – Scharmützel von Oucques (II. und III. Bataillon)
- 14. und 15. Dezember – Fréteval und Morée (ohne 2. und 3. Kompanie)

##### 1871
- 09. Januar – Gefechte bei Connerré und Thoringe (I. und II. Bataillon)
- 10. bis 12. Januar – Schlacht bei Le Mans
  - 11. Januar – Nachtgefecht von Pont de Gesnes
  - 12. Januar – Gefecht bei St. Corneille

#### Verlustzahlen 1870/71
- Gefallene: 112 Tote
- Krankheit (verstorben): 90 Tote
- Verwundete: 234
- Vermisste: 2

### Erster Weltkrieg 1914–1918

#### Einsatzverlauf 1914–1916
Das Großherzoglich Mecklenburgische Grenadier-Regiment Nr. 89 machte ab dem 2. August 1914 mit seinen Bataillonen sowie der MG-Kompanie mobil. Die ersten Reservisten trafen am selben Tag in Schwerin ein, diese wurden unter Führung eines Unteroffiziers zur Werdertor-Kaserne geführt. Regimentskommandeur Oberst von Busse übergab an diesem Tag das Kommando über das mobilisierte Regiment an Oberstleutnant von Wangenheim. Oberst von Busse übernahm daraufhin das Kommando der 34. Reserve-Infanterie-Brigade. Am 3. August verließen die Transportzüge mit 37 Offizieren und 1631 Soldaten Schwerin, mit dem Ziel Aachen. In Aachen folgte die Bereitstellung und Vorbereitung zur Erstürmung der Festung Lüttich. Der 4. August brachte dann den Befehl zum Vormarsch auf Lüttich, gegen 12.00 Uhr überschritt das Großherzoglich Mecklenburgische Grenadier-Regiment Nr. 89 die Grenze zu Belgien.

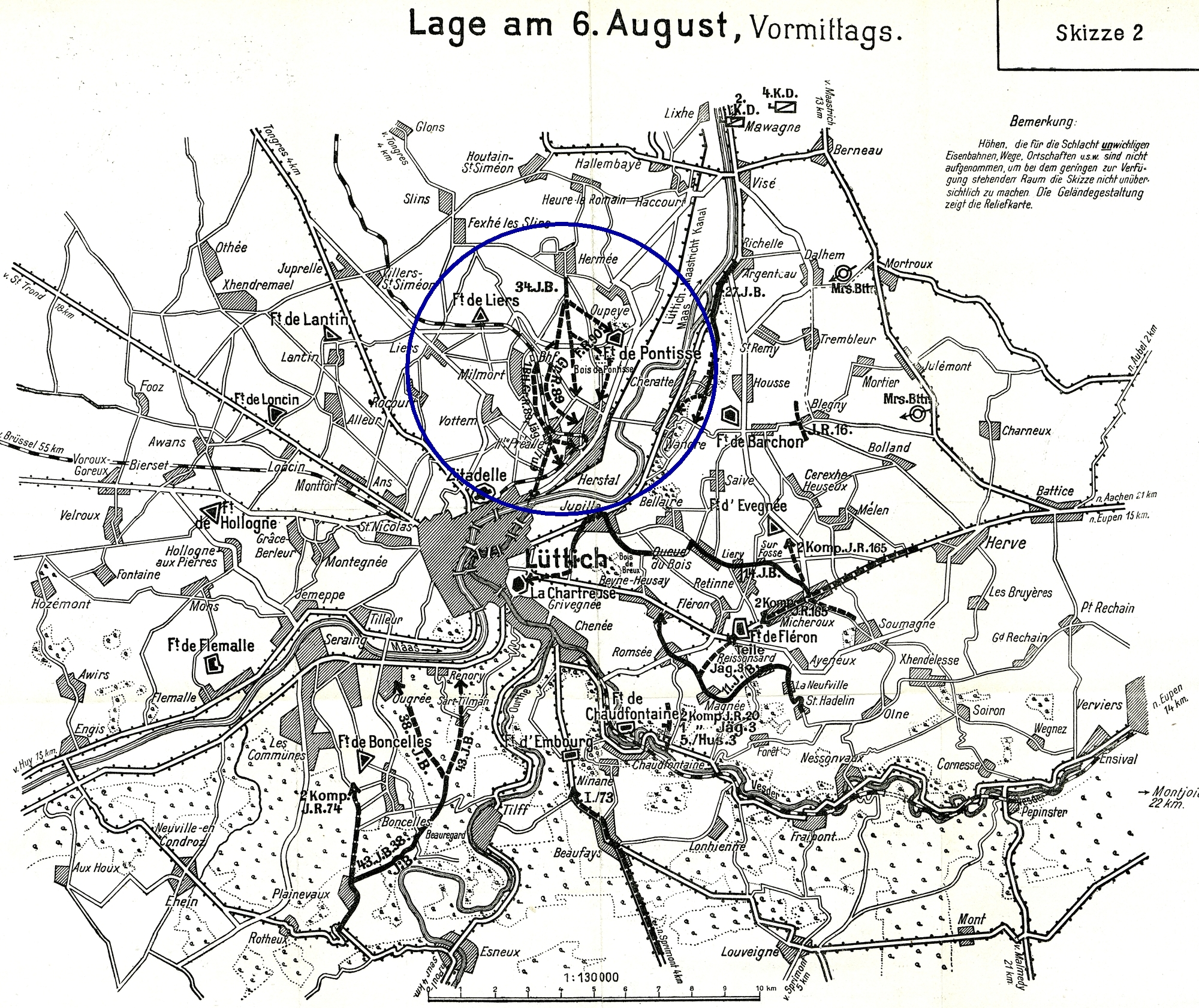
Kampf um die Festung Lüttich, Lagekarte vom 6. August 1914

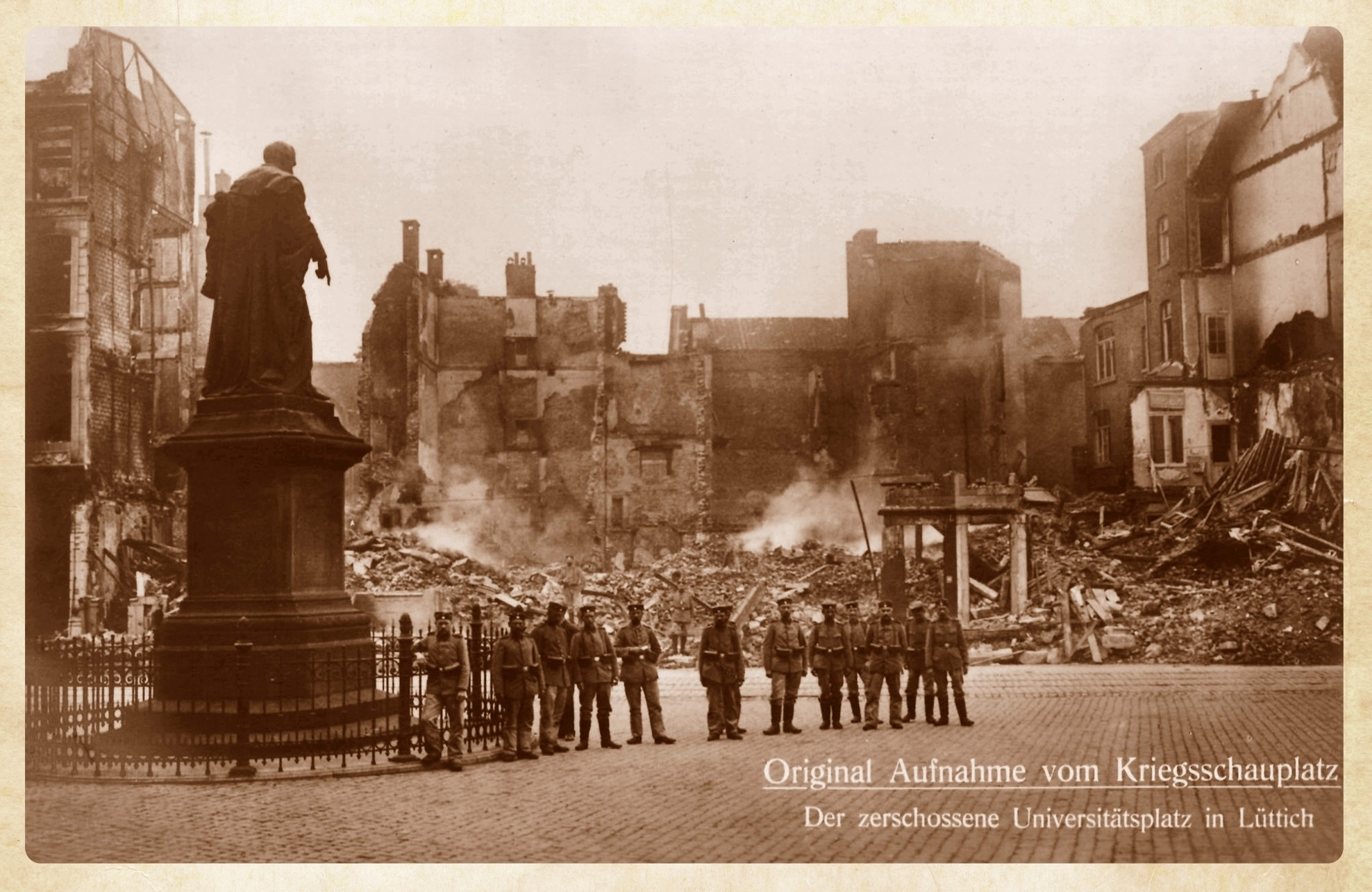
Lüttich, zerstörter Universitätsplatz

Im Verband der 34. Infanterie-Brigade war das Grenadier-Regiment Nr. 89 maßgeblich an den Gefechten um die Festung Lüttich im August 1914 beteiligt. Die Wegnahme der Festung Lüttich galt als eine der Voraussetzungen für die operative Umsetzung des Schlieffenplans. Die Aufgabe der 34. Infanterie-Brigade bestand darin von Norden den Stoß Richtung Lüttich auszuführen. Am 5. August begann der Übergang über die Maas, um 22.30 Uhr des Abends befanden sich das Grenadier-Regiment Nr. 89 und das Füsilier-Regiment Nr. 90 auf dem Westufer der Maas. Jedoch musste die 34. Infanterie-Brigade auf das Nachkommen der leichten Feldhaubitzen-Abteilung verzichten, dies war den vorhergehenden Schwierigkeiten beim Übersetzen der Truppen geschuldet. Die übergesetzten Einheiten der 34. Infanterie-Brigade nahmen im Anschluss ihre Ausgangsstellungen ein. Der Vormarsch begann am 6. August um 2.30 Uhr von Hermèe her, unmittelbar darauf wurden die Einheiten durch das Geschützfeuer der Außenwerke empfangen. Drei Kompanien des Füsilier-Regiments Nr. 90 wandten sich in südöstliche Richtung, um die aus dieser Richtung feuernde Artillerie wegzunehmen. Es stellte sich heraus, dass die Batterie in einem Fort steht und die Kompanien keine Möglichkeit des Eindringens hatten. Der Hauptteil des Füsilier-Regiments Nr. 90 drang weiter am linken Flügel des Angriffsverbandes vorwärts. Hier entwickelten sich insbesondere in Bois de Pontisse schwere Gefechte. Aufgrund der Dunkelheit und der Witterungsbedingungen geriet der Großteil der 34. Infanterie-Brigade zu weit nach Osten. Bei Morgengrauen stellte man fest, dass man nicht vor Lüttich, sondern vor Herstal lag. Hier drang das III. Bataillon des Grenadier-Regiments Nr. 89 im Zusammenwirken mit dem Füsilier-Regiment Nr. 90 in Herstal ein, nachfolgend entwickelte sich ein blutiger Häuserkampf. Aus den Häusern wurde geschossen, und die Zugangswege waren verbarrikadiert. Herstal musste schließlich wieder geräumt werden, der Großteil des Grenadier-Regiments Nr. 89 und die Füsiliere des Füsilier-Regiments Nr. 90 kämpften sich anschließend bis in die Höhe von Prealle vor. Die Jäger-Bataillone Nr. 7 und Nr. 9 konnten, ungeachtet des Flankenfeuers von Forts de Pontisse und Forts de Liers, das Dorf Haute-Prealle einnehmen. Im Morgengrauen war die Brigade zum Großteil verstreut auf den Höhen nordwestlich von Herstal verteilt, diese Einheiten erhielten schweres Rückenfeuer der Geschütze des Forts de Pontisse und Forts de Liers. Ein weiteres Vorgehen gegen Lüttich oder Herstal war angesichts der Lage nicht durchführbar. Es drohte die Vernichtung des Verbandes, Generalmajor von Kraewel befahl daher seiner 34. Infanterie-Brigade um 10.15 den Rückzug, dieser erfolgte dann in den nächsten Stunden. Die Einheiten mussten den Weg zwischen den feuernden Forts nehmen, was zu weiteren Verlusten führte, über eine Behelfsbrücke erreichten die Reste der Einheiten das rechte Maasufer. Das Grenadier-Regiment Nr. 89 hatte insgesamt 50 Mann in den Kampfhandlungen am 6. August verloren, darunter der Führer des III. Bataillons Major v. Arnim, der bei den schweren Gefechten in Herstal tödlich verwundet wurde. Die Gesamtverluste der 34. Infanterie-Brigade an diesem Tage betrug 30 Offiziere und ca. 1150 Mann. Generalleutnant von der Marwitz ließ am 8. August die „34. Infanterie-Brigade“ in der Gegend von Berneau Aufstellung nehmen. Der Großteil der 17. Infanterie-Division, war bis zum 11. August in der Gegend Mouland und südöstlich zusammengezogen worden. Am 12. August Abends, wurde dann das Feuer aus den 42 cm Mörsern auf das Forts de Fleron eröffnet, um 18.45 Uhr begann der Angriff auf Forts de Pontisse. In den folgenden Tagen kam es zu weiteren Kämpfen, welche die erfolgreiche Wegnahme der Festung Lüttich, bereits am Morgen des 7. August ermöglichten und dann in der Folge festigten. Bei der Erstürmung von Lüttich erlitt das Regiment insgesamt schwere Verluste, die erst Monate später kompensiert werden konnten.
Das IX. Armeekorps war am 15. August der 1. Armee beigetreten. Nachfolgend schloss sich das Korps am 17. August dem Vormarsch Richtung des noch von belgischen Verbänden besetzten Gette-Abschnitts an. Am 21. August führte der Vormarsch nach Waterloo, hier legten die Grenadiere eine kurze Rast ein. Das Regiment hatte in dieser Zeit eine Verpflegungsstärke von 68 Offizieren, 2796 Unteroffizieren und Grenadieren. Im Verlauf des weiteren Vormarsches kam es beim Übergang über den Canal de Centre und bei Mons zu Gefechten. Der Vormarsch führte weiter bis zum Somme-Oise-Kanal, dieser wurde dann bei Jussy überschritten. In Pertheuis vereinigte sich der Regimentsverband wieder, der Marsch wurde anschließend Richtung Morsains fortgesetzt. Bei Leuze kam es erneut zum Gefecht, an dem sich die Maschinengewehrkompanie des III. Bataillons beteiligte. In Morsains kamen die Grenadiere am 5. September an, der folgende Tag sollte zur Ruhe genutzt werden. Dieser „Ruhetag“ am 6. September, wurde allerdings je beendet, an diesem Tag sollten die Grenadiere und die Mecklenburger Füsiliere bei Esternay zum Einsatz kommen.

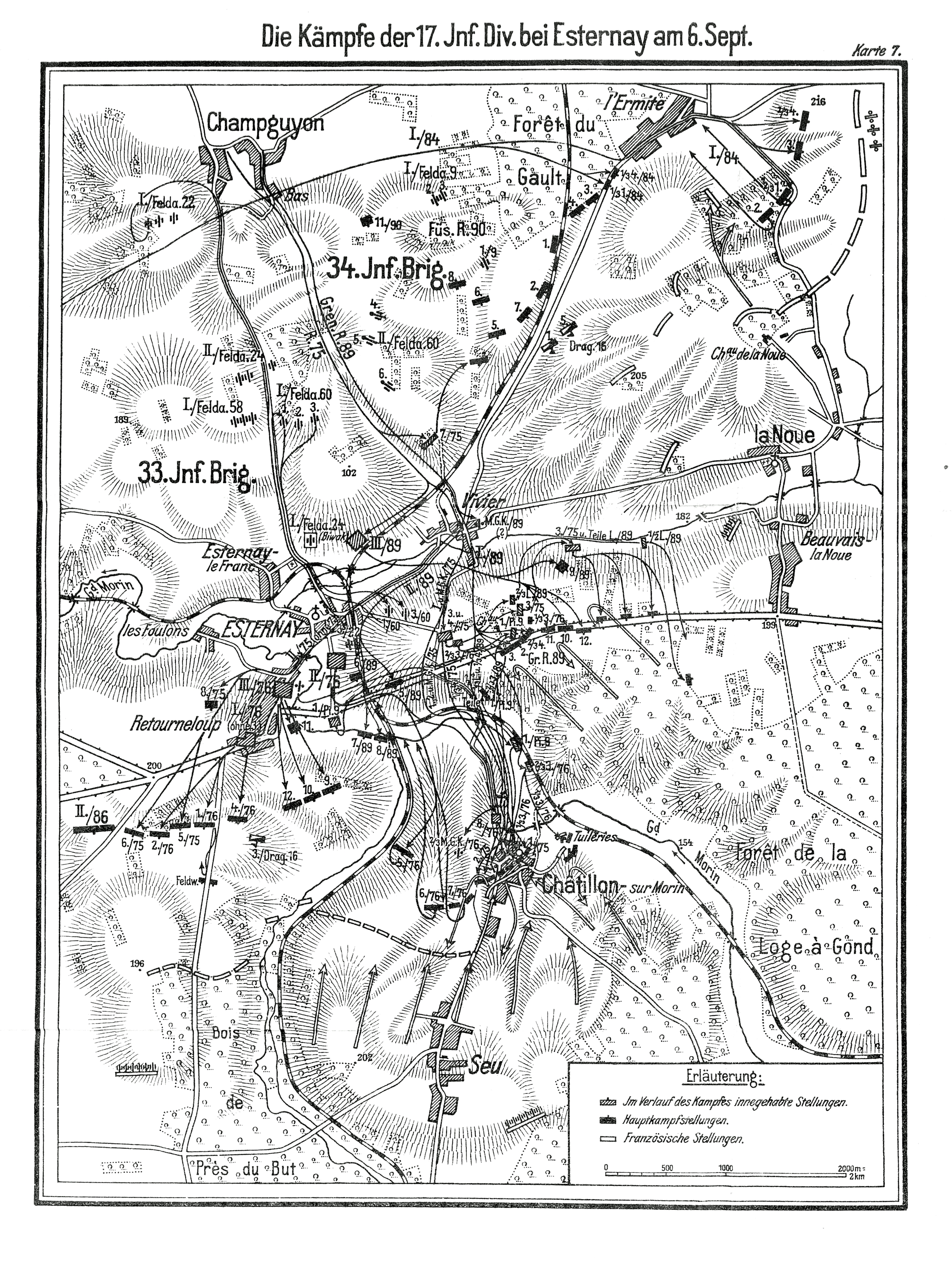
Gefecht am 6. September 1914 in und um Esternay während des Marne-Feldzuges

Im Raum Esternay standen das Infanterie-Regiment Nr. 75 und das Infanterie-Regiment Nr. 76 im Verlauf des Marne-Feldzuges, am 6. September 1914, im schweren Gefecht mit gegnerischen Verbänden.
Von Champguyon kommend war das Grenadier-Regiment Nr. 89 entfaltet Richtung Vivier vorgegangen. Das II. Bataillon links, das I. Bataillon rechts, bewegten sich die Grenadiere auf dem gleichen Wege wie vorher das Infanterie-Regiment Nr. 75 vorwärts. Die Grenadiere wurden durch die feindliche Artillerie entdeckt und unter Beschuss genommen, durch optimale Geländeausnutzung gelang es den Grenadieren Vivier dennoch ohne Verluste zu erreichen. Von Vivier ausgehend, bezogen sie am Bahndamm nordwestlich bzw. westlich Position. Das III. Bataillon folgte zwischenzeitlich auf gleichem Wege links gestaffelt. Hinter den Grenadieren folgte die I. Abteilung des Feldartillerie-Regiments Nr. 60, welches die feindlichen Artillerie-Stellungen entdeckte und das Feuer auf diese eröffnete. Nach dem Zusammentreffen des Grenadier-Regiments Nr. 89 mit Teilen der Regimenter Nr. 75 und Nr. 76 beim Château d’Esternay, fand Regimentskommandeur v. Wangenheim eine völlig unklare Lage vor. Die Verbindung mit der 34. Infanterie-Brigade war abgerissen, die Lage des Gefechtsstandes der 33. Infanterie-Brigade unbekannt. Die Regimenter der letzteren waren ineinander geschoben, einheitliches Handeln war nicht mehr erkennbar. Es war nur bekannt, dass das II. Bataillon des Infanterie-Regiments Nr. 7 und Teile des I. Bataillons vom Infanterie-Regiment Nr. 75 bei Châtillon im Gefecht standen, diese allerdings stark vom Feind bedrängt wurden. Oberstleutnant von Wangenheim schob das II. Bataillon bis zur Hauptstraße nach Esternay vor, um diese unbedingt zu halten bzw. zu sichern. Dem Bataillon gelang es trotz schweren Artilleriebeschusses entlang des Bahndammes die Position zu erreichen, das Bataillon verblieb in der Position, da es keinen Angriffsbefehl erhielt. Am Nordrand des Schlosswaldes bezog das I. Bataillon Position, von hier konnte dieses sowohl nach Süden als auch zur linken Flanke eingesetzt werden. Dem III. Bataillon erteilte Oberstleutnant von Wangenheim dann den Befehl, sich hinter dem linken Flügel des Regiments zu positionieren. Das I. und III. Bataillon standen in den nächsten Stunden im schweren Gefecht mit gegnerischen Verbänden. In Châtillon kam es zum aufreibenden Häuserkampf, welcher erst mit einbrechender Dunkelheit beendet war, ohne dass es eine Entscheidung gab. Die dortigen Teile der Regimenter Nr. 75, Nr. 76 und Nr. 89 sammelten sich im Umfeld des umkämpften Dorfes, um die Verwundeten zu versorgen. Dem I. und III. Bataillon gelang es, im Bereich des Schlossgartens des Château d’Esternay, unter erheblichen Anstrengungen und Verlusten ihre Positionen zu behaupten, trotz der massiven Angriffe feindlicher Verbände. Ein Zurückweichen hätte das Ende der in bzw. bei Châtillon kämpfenden deutschen Einheiten bedeutet. Auch bestand die Gefahr, dass die ganze Front südlich von Esternay fallen würde, was aber letztlich verhindert wurde.
In den Gefechten in und um Esternay erlitten das „Grenadier-Regiment Nr. 89“ sowie die hanseatischen Infanterie-Regimenter Nr. 75 u. 76 schwere Verluste. Insgesamt hatte das Grenadier-Regiment Nr. 89 an diesem Tag den Verlust von ca. 300 Mann zu verzeichnen, die entweder tot oder verwundet waren.
Es folgten zwischen dem 6. und 14. September die Rückzugsbewegungen in das Gebiet der Aisne. Bis zum 27. September 1914 kam es dann in diesem Gebiet zu schweren Kämpfen, ohne dass sich der Erfolg für die deutsche Seite einstellte. Mit dem Erstarren der Front, begann der zermürbende Stellungskrieg. Die Kämpfe an der Aisne sollten für das Regiment bis Mitte Oktober 1915 andauern.

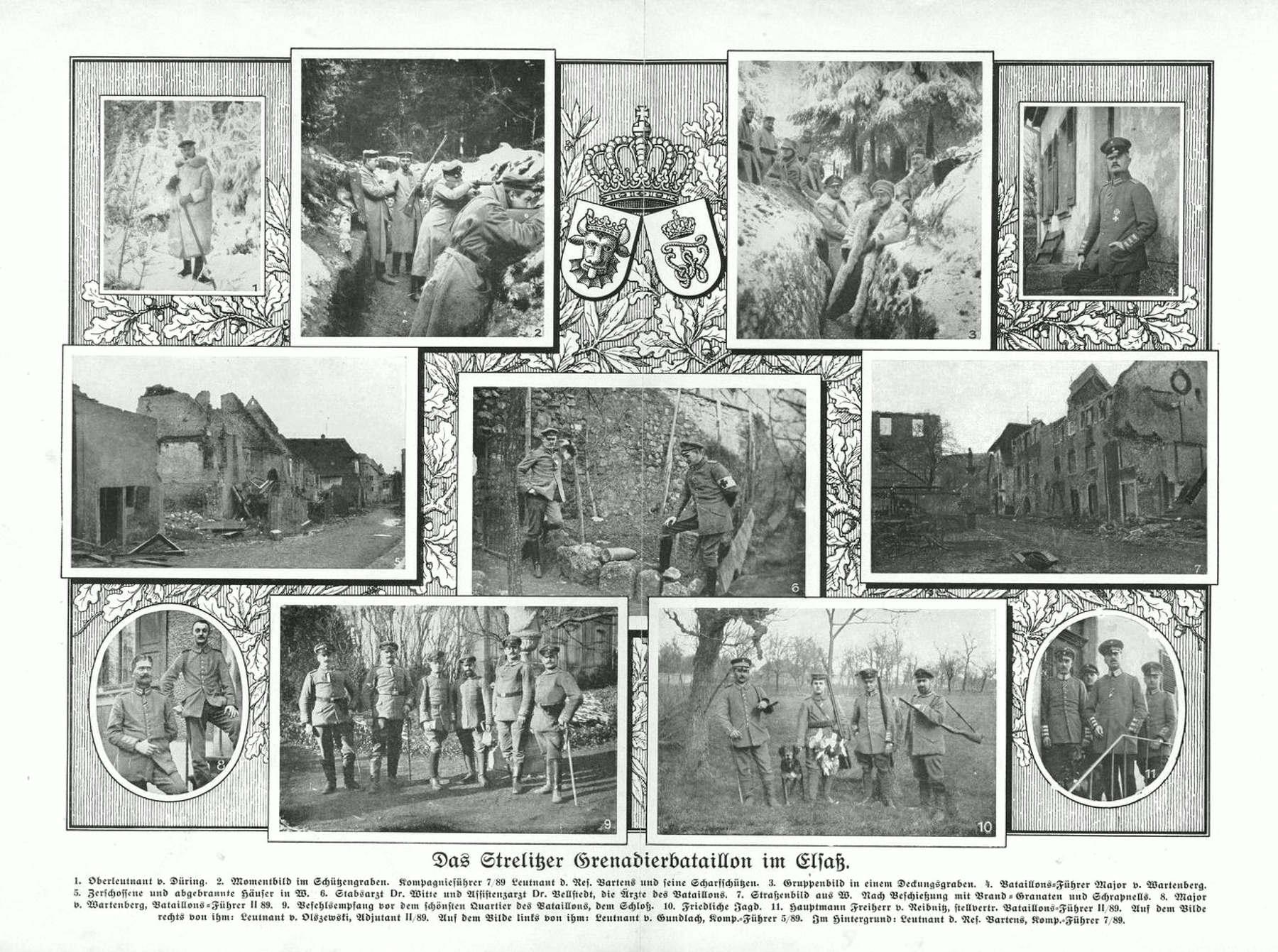
Grenadier-Regiment Nr. 89 (II. Bataillon) in den Vogesen im Frühjahr 1915

Am 3. Januar 1915 schied das II. Bataillon vorläufig aus dem Regimentsverband aus. Für die Strelitzer folgte der Einsatz bei der Schlacht um den Hartmannsweiler Kopf im Elsass. Bataillonskommandeur Hauptmann Eugen von Wartenberg wurde bereits am 21. Januar bei den Kämpfen verletzt, Oberleutnant von Düring übernahm daraufhin vorläufig das Kommando über das Bataillon. Major Eugen von Wartenberg erhielt am 27. Januar für die Leistungen im Abwehrkampf um Carlepont in den Weihnachtstagen des Vorjahres das eiserne Kreuz I. Klasse, außerdem erhielt er das Mecklenburg-Strelitzsche Verdienstkreuz I. Klasse. Das Strelitzer Bataillon stand in den nächsten Monaten im schweren Kampf, mit ihnen kam auch das mecklenburgische Jäger-Bataillon Nr. 14 am Hartmannsweiler Kopf zum Einsatz. Das I. und III. Bataillon hielten zu  diesem Zeitpunkt weiter ihre Stellungen an der Aisne. Am 9. April trat das II. Bataillon wieder in den Regimentsverband ein.
In der Nacht vom 11. auf den 12. Oktober, wurde das Grenadier-Regiment Nr. 89 vom Infanterie-Regiment „Großherzog von Sachsen“ (5. Thüringisches) Nr. 94 aus dem Frontabschnitt an der Aisne herausgelöst. Am Folgetag wurde das Regiment in Appilly verladen. Die Fahrt führte über Laon nach Attigny und Vrizy, wo das Regiment ausgeladen wurde. Im neuen Frontabschnitt begann man umgehend mit dem Ausbau der dortigen Stellungen, die bei Ankunft lediglich ein Schützengraben umfasste. Es folgte der mehrmonatige Stellungskrieg in der Champagne, welcher bis Juni 1916 andauern sollte.

#### Einsatzverlauf 1916–1918
Im Februar 1916 begannen die Planungen für den Angriff auf Verdun. Der 22. Februar war als Angriffstag vorgesehen. Teile des Grenadier-Regiments wurden daher am 16. und 17. Februar 1916 aus ihrem Frontabschnitt herausgelöst. Anschließend wurden die Grenadiere ins Lager Semide verlegt, um dort den Angriff auf die Navarin-Ferme zu üben. Am 27. Februar 1916 war es dann soweit, nach dem Wirkungsschießen der Minenwerfer und der Artillerie setzten die Grenadiere zum Angriff an, gefolgt von den Hindernisbaukompanien. Der minutiös vorbereitete Angriffsplan kam zur Ausführung, dieser sah auch den Einsatz von Flammenwerfern vor. Die Wucht des Vorgehens sorgte dafür, dass die französische Stellung eingenommen werden konnte. Den zurückweichenden französischen Verbänden wurde anschließend nachgesetzt. Das eigene Sperrfeuer – welches die Zuführung von Reserven des Feindes verhinderte – setzte der Verfolgung vor Souain ein Ende. Das militärische Vorgehen des Tages war ein Erfolg. Wobei die Verluste erheblich waren, 3 Offiziere und 68 Grenadiere starben an diesem Tag. Die 263 verwundeten Grenadiere werden je nach Schweregrad der Verletzung ins rückwärtige Gebiet verbracht. Im Gefechtsstand des Generalkommandos hatten der Großherzog Friedrich Franz IV. zu Mecklenburg-Schwerin und Großherzog Adolf Friedrich VI. von Mecklenburg-Strelitz das Vorgehen der Grenadiere an diesem Tag verfolgt.

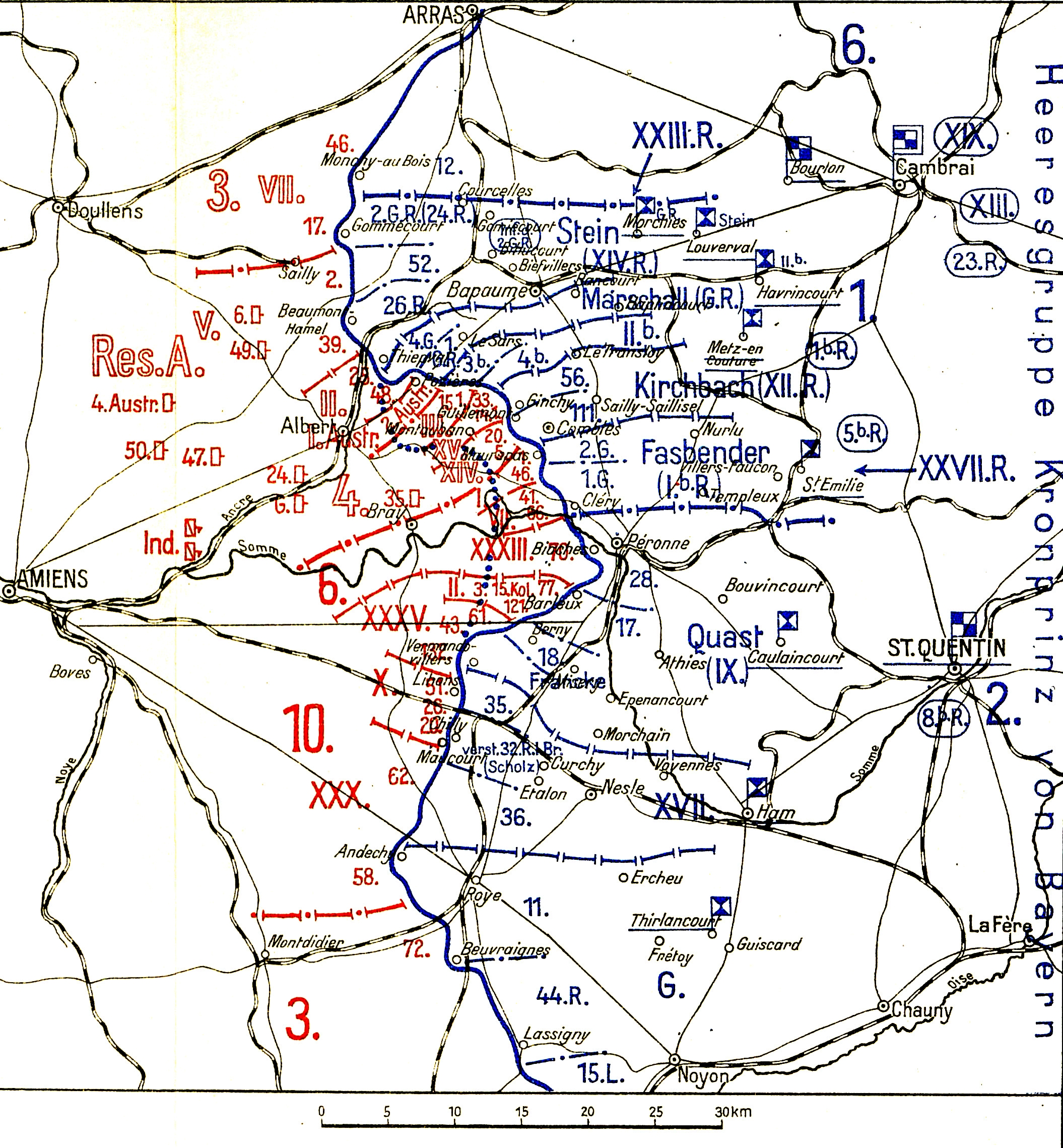
Somme-Schlacht, die Lage am 28. August 1916.

Am 13. und 14. Juni 1916 wurde das Grenadier-Regiment Nr. 89 durch das Reserve-Infanterie-Regiment Nr. 98 in ihrem Frontabschnitt abgelöst, es folgte die Ruhe- und Ausbildungszeit in Mézières. Einigen Mecklenburgern wurde in dieser Zeit Heimaturlaub bewilligt, der allerdings am 2. Juli schlagartig endete. An der Somme begann zu dieser Zeit die französische Offensive, die französischen Verbände starteten ihre Angriffe im nördlichen und südlichen Bereich der Somme. Per Eisenbahntransport verlegte das Regiment am 3. und 4. Juli nach Saint-Quentin. Hier eingetroffen, löste das Regiment am 7. und 8. Juli im Frontabschnitt südlich von Barleux, jeweils bei Dunkelheit, das „Reserve-Infanterie-Regiment Nr. 65“ aus dem Frontabschnitt heraus. Bereits am Folgetag steht das Regiment im schweren Kampf, die Kämpfe steigerten sich allerdings noch in ihrer Intensität und sollten bis zum 19. Juli andauern. Der gegenseitige Artilleriebeschuss hielt tagelang an, wobei auch in den Nächten der Beschuss unvermindert anhielt. Der Kampf in diesem Frontabschnitt wurde die nächsten Wochen fortgeführt, nur einzelne Einheiten konnten in dieser Zeit der Somme-Schlacht tageweise zur Auffrischung nach Mons-en-Chaussée verbracht werden. Am 7. September flaute die Gefechtstätigkeit endlich ab, der Durchbruchsversuch der französischen Verbände war gescheitert. Am 11. September wurde das Regiment vom „Infanterie-Regiment „Prinz Johann Georg“ (8. Königlich Sächsisches) Nr. 107“ abgelöst. Der Regimentskommandeur Curt von Wangenheim erhielt aufgrund der gezeigten Leistungen, in der Somme-Schlacht, den Kronenorden II. Klasse mit Schwertern verliehen. Nach diesen schweren Kämpfen, trat das Großherzoglich Mecklenburgische Grenadier-Regiment Nr. 89 zur Reserve der „Armeegruppe von Quast“ über.
Das Grenadier-Regiment und die anderen Verbände der 17. Infanterie-Division wurden folgend ins Artois transportiert. Hier übernahmen die mecklenburgischen Grenadiere einen Frontabschnitt gegenüberliegend von Arras, von Roulincourt bis westlich von Tilloy, mit verhältnismäßig wenig feindlicher Gefechtstätigkeit. In diesem Abschnitt waren lediglich Patrouillen und kleinere Unternehmungen durchzuführen, nach den Wochen der Somme-Schlacht kam dieses einer Erholung gleich. Am 5. Januar 1917 kam dann der Befehl zur Verlegung in das Gebiet des Ancre-Baches.
Das Regiment sollte im Ancre-Gebiet das im Verband der  „56. Infanterie-Division“ kämpfende  Infanterie-Regiment „Prinz Carl“ (4. Großherzoglich Hessisches) Nr. 118 aus seinem Frontabschnitt herauslösen. Am 6. Januar begann schließlich der Transport in Richtung des Ancre-Gebietes. In winterlichen Verhältnissen kam es in den nächsten Wochen zu Stellungskämpfen, teils befand sich der neu zugewiesene Frontabschnitt im Sumpfgebiet der Ancre. Mitte des Monats Februar, verlegte das Regiment zurück in die neu errichtete Siegfriedstellung, wohin bis zum 22. Februar die gesamte Front zurückverlegt wurde. Während der Kämpfe bei Miraumont, schrumpfte die Kampfstärke des II. Bataillons aufgrund der schwere Verluste auf die Stärke einer Kompanie. Das Bataillon musste daher, am 28. Februar neu aufgestellt werden. Von der Siegfriedstellung ausgehend, wurden die Mecklenburger Grenadiere am 20. März in die Ruhequartiere bei Cambrai verlegt, hier verblieben sie bis Anfang April.

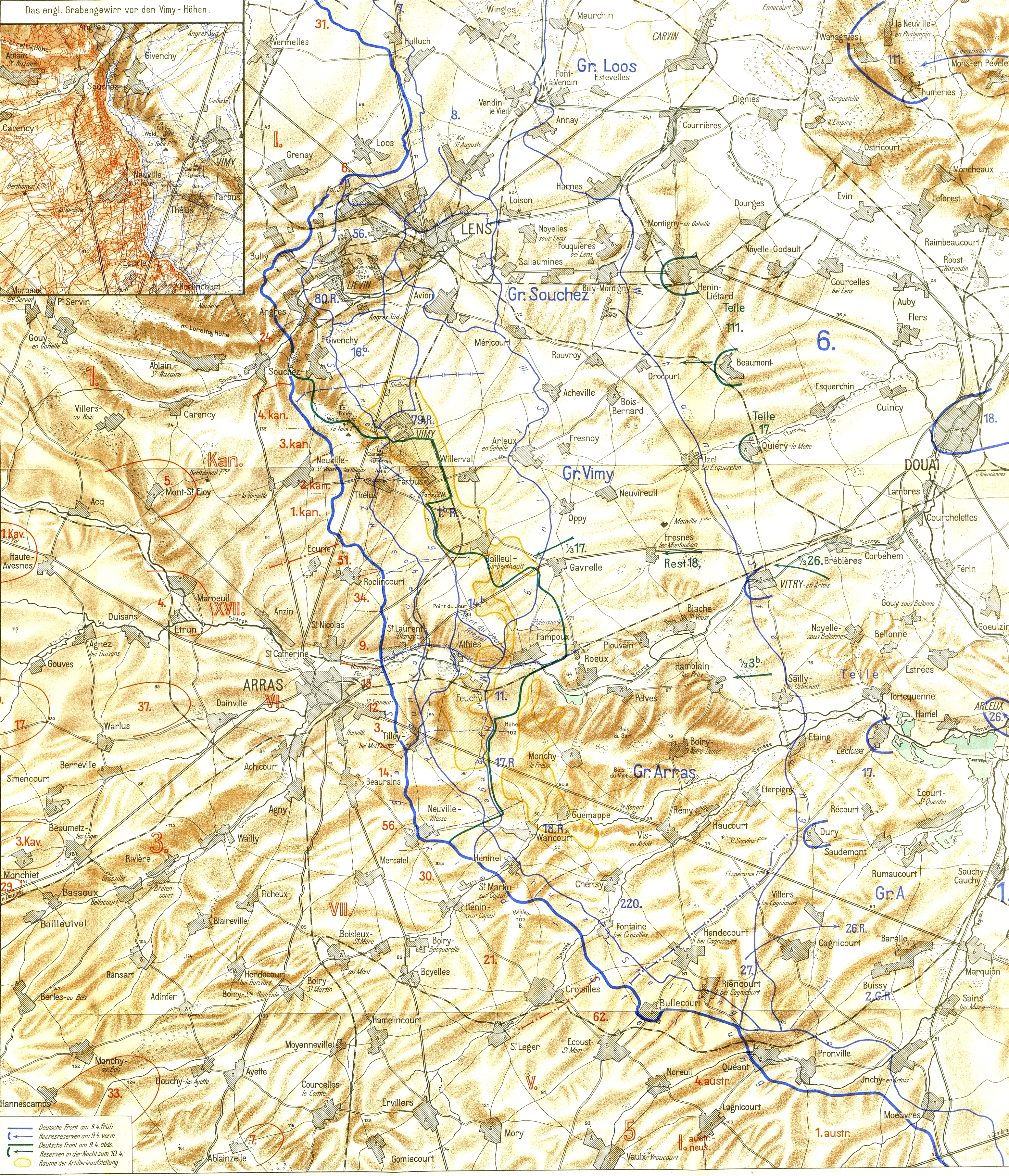
Die Schlacht bei Arras, Die Lage am 9. April 1917.

Am 9. April 1917 starteten die englischen Verbände bei Arras ihre Offensive, der Auftakt zur Frühjahrsschlacht von Arras. Das IX. Armeekorps hatte seine Position südlich von Scarpe. Auf einer Frontlänge von 28 km, wurden die deutschen Verbände ca. 8 km tief zurückgedrängt. Strategisch wichtige Punkte wie die Vimy-Höhe und der rechtsseitige Flügel der Siegfriedstellung fielen in die Hände der englischen Verbände. Ihr Primärziel, den Durchbruch bei Cambrai und Douai, konnten diese jedoch nicht erreichen. Der hartnäckige Widerstand der deutschen Truppen verhinderte das weitere Vordringen der gegnerischen Truppen. In der Frühphase der Schlacht, sollten das I. und II. Bataillon im Frontabschnitt der 1. bayerischen Reserve-Division zur Stützung der bedrohten südlichen Flanke bei Bailleul zum Einsatz kommen. Beim Anmarsch dorthin mussten die Bataillone abbiegen, da durch den Rückzug von Teilen der 14. bayerischen Infanterie-Division in der Südflanke der Gruppe Vimy eine Lücke entstand. An dieser Stelle sollten die mecklenburgischen Grenadiere die Lücke durch einen Riegel schließen. Die Grenadiere begannen umgehend mit den Schanzarbeiten, welche sich schwierig gestalteten, aufgrund der widrigen Wetterverhältnisse. Der rechte Flügel des Grenadier-Regiments, nahm am Friedhof von Bailleul Anschluss an die 1. bayerische Reserve-Division, der linke Flügel nahm hingegen bei Gavrelle Anschluss an die 14. bayerische Infanterie-Division. Das III. Bataillon wurde folgend in der Nacht zum 10. April aus Oppy herangezogen. Durch seinen Einsatz hatte das Grenadier-Regiment Nr. 89 zur Festigung des Abschnittes beigetragen.
Unter starker Artillerieunterstützung setzten die englischen Verbände am 10. April zum Angriff an, es bestand jetzt die Gefahr, dass diese Verbände dem westlich von Bailleul kämpfenden Königlich bayerisches Reserve-Infanterie-Regiment Nr. 2 in den Rücken fallen. Der bayerische Verband wich dem Umgehungsversuch der Engländer auf den dort gelegenen Bahndamm aus. Gleichzeitig ging die 9. Kompanie der mecklenburgischen Grenadiere zur Entlastung des bayerischen Verbandes zum Gegenangriff über. Das Vorhaben gelang, die Angriffsbewegung der Engländer geriet in Unordnung. Das Königlich bayerische Reserve-Infanterie-Regiment Nr. 2 konnte sich nun geordnet hinter die Bahnlinie zurückziehen. In den nächsten Nächten wurde die Front zurückgenommen, in der Folge wurde das Regiment am 16. April als Korpsreserve nach Vitry und Brebières verlegt. Das II. Bataillon  erlitt in Vitry einige Verluste durch feindlichen Artilleriebeschuss, daher wurde es weiter nach Brebières verlegt, das III. Bataillon verlegte hingegen nach Corbehem. Bemerkenswert waren die deutschen Gegenangriffe am 23. und 24. April zur Wiedereroberung von Gavrelle, in denen auch Bataillone des Grenadier-Regiments Nr. 89  zum Einsatz kamen. Bereits vor Gavrelle, aus Richtung der Straße Gavrelle-Roux, schlug den Grenadieren schweres MG-Abwehrfeuer der Engländer entgegen, welches zu schwersten Verlusten führte. Im Verlauf dieses Gefechts, fiel auch der Kommandeur des Strelitzer Bataillons Hauptmann von Alt-Stutterheim.
In Anerkennung der Leistungen bei der Schlacht von Arras, wurde dem Regimentskommandeur Curt von Wangenheim später der Orden Pour le Mérite verliehen. Zum 27. April wurden die Grenadiere durch das Reserve-Infanterie-Regiment Nr. 65 abgelöst, es folgte der Transport nach Sin-le-Noble. Von dort aus erfolgte die Verlegung an einen Frontabschnitt bei Cambrai, der verhältnismäßig wenig Gefechtstätigkeit aufwies. Hier wurde nachfolgend  der aus Mecklenburg herangeführte Ersatz ausgebildet. In dieser Phase übergab Regimentskommandeur Oberst Curt von Wangenheim die Regimentsführung an seinen Nachfolger Major Röder von Diersburg, Oberst von Wangenheim übernahm am 29. April die Führung der 34.(Großherzoglich-Mecklenburgischen) Infanterie-Brigade. Beginnend ab dem 27. Mai, wurde das Regiment vom Reserve-Infanterie-Regiment Nr. 60 der 221. Infanterie-Division aus ihren Stellungen abgelöst. Das nächtliche herauslösen der Einheiten aus der Front wurde schließlich am 29. Mai beendet, begleitet von einem Gasangriff. Am 6. Juni begann dann der Abtransport vom Bahnhof Cambrai-Aneexe in Richtung Bellwarde, dem neuen Einsatzort in Flandern.
In  Bellwarde kam das Regiment am 7. Juni 1917 an, östlich von Ypern gelegen. Die Grenadiere hatten hier den Auftrag, das Kampfgelände in der vordersten Frontlinie bis zur Wilhelmstellung für den bevorstehenden Abwehrkampf vorzubereiten. Auch hier standen sie englischen Verbänden gegenüber. Folgende Gasangriffe führten zu erheblichen Verlusten, hinzu kam das schlechte Wetter, welches das Trichterfeld der Front in eine Schlammwüste verwandelte. Es mangelte an Nachschub und Verpflegung, so nahm die Erschöpfung der Truppe zusehends bedrohliche Ausmaße an. Ihre Stellung konnten das Grenadier-Regiment Nr. 89 trotz des Trommelfeuers und der andauernden Angriffe des Gegners behaupten. Der 30. Juli brachte dann die erhoffte Ablösung, folgend wurden die Stellungen vom 6. Thüringische Infanterie-Regiment Nr. 95 der 38. Infanterie-Division übernommen. Am 30. und 31. Juli wurde das Regiment in die Gegend von Cambrai verlegt, hier angelangt, bezogen die Grenadiere ihr vorläufiges Ruhequartier. In den Tagen des 7. und 8. August lösen die Einheiten der Mecklenburger dann das Infanterie-Regiment Nr. 60 aus ihrem Frontabschnitt heraus. Die neue Stellung befand sich südlich der Straße Cambrai-Baupame. Tage des Stellungskrieges mit geringer Kampftätigkeit folgten. Zum 22. September wurde das Regiment aus diesem Abschnitt abgelöst, von Verbänden der 204. Infanterie-Division.

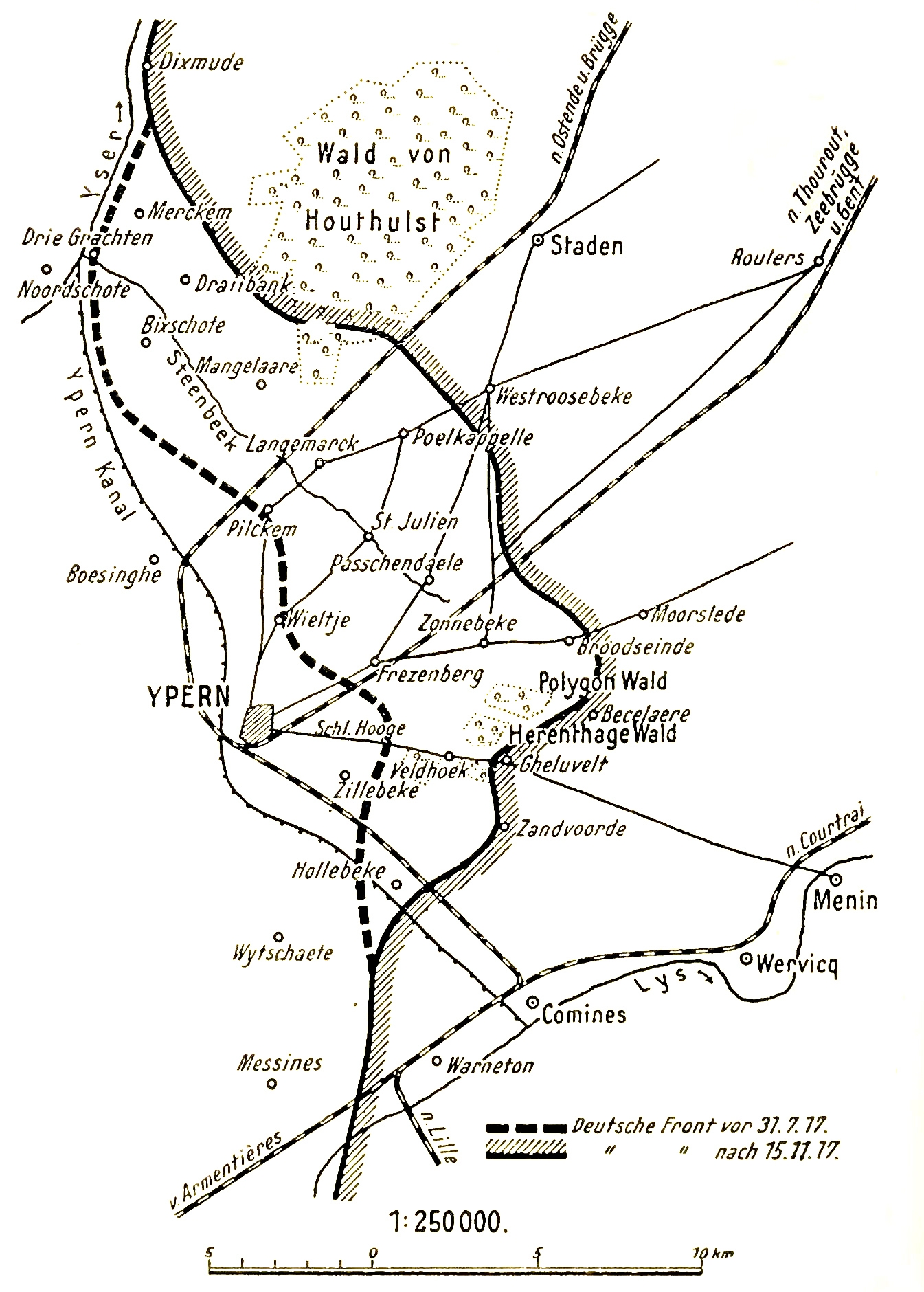
Kampfgebiet Polygon-Wald, Einsatzgebiet der 89er im Oktober 1917

Der nächste Stellungswechsel erfolgt zwischen dem 22. und 24. September, von Cambrai aus wird der Regimentsverband nach Harlebeke in Flandern verlegt. Bereits am 26. September steht das Regiment mitten im Kampfgeschehen der Abwehrschlacht in Flandern, die Grenadiere hatten die Aufgabe im Polygonwald zum Gegenstoß gegen die eingedrungenen englischen Verbände anzusetzen. Diese waren tief im Frontabschnitt der 50. Reserve-Infanterie-Division vorgedrungen. Es kommt in diesem Abschnitt zu schweren Gefechten und andauernden Artilleriefeuergefechten. Am 29. September wird das Regiment aus dem Frontabschnitt herausgelöst und marschierte im Anschluss Richtung Halluin. In Halluin hielt sich die 17. Infanterie-Division als „Eingreif-Division“ bereit, hier hatten die Grenadiere eine Ruhezeit bis zum 3. Oktober.
Am 4. Oktober leitet massives Trommelfeuer den Angriff der englischen Verbände nördlich der Straße Menin-Ypern ein. Die 17. Infanterie-Division kommt hier als Eingreif-Division zum Einsatz, ihre Verbände sollten die verlorenen Stellungen wieder in Besitz nehmen. Regimentskommandeur Major von Quednow instruiert die Bataillonsführer in seinem Befehlsstand, dieser war in einem zerschossenen Haus untergebracht. Um 12.00 Uhr des Tages tritt das Grenadier-Regiment Nr. 89 am Frontabschnitt des Schlossparkes Polderhoek zum Angriff an. Daraufhin gehen die Grenadiere im ca. 500 bis 600 Meter breiten Schlosswald gegen die englischen Verbände vor, diese ziehen sich zurück. Es kommt zu Verfolgungsgefechten, diese setzten sich bis zur Polderhoek-Anhöhe fort. Hier halten die gegnerischen Soldaten noch einige Zeit stand, werden aber kurz darauf im Handgranatenkampf zum Rückzug gezwungen. Bis zum 5. bzw. 6. Oktober bleiben die Grenadiere in den eroberten Stellungen, werden dann abgelöst und gehen bis Halluin zurück. Am 9. Oktober endet der Einsatz in dieser Abwehrschlacht, die Verluste waren erheblich. Die gesamte 17. Infanterie-Division wurde aus dem Kampf herausgezogen, da die Gefechtsstärke so gering war. Den Soldaten des Regiments wurde für ihren Einsatz höchste Anerkennung zuteil, Regimentskommandeur Major von Quednow wird später das Ritterkreuz des königlichen Hausordens von Hohenzollern mit Schwertern verliehen. Am 10. Oktober wird das Regiment in die Ruhequartiere nach Mouscron verlegt. Hier erfolgte die Auffrischung mit Ersatz, der allerdings mit der Dauer des Krieges stetig an Kampfwert abnahm. Nachfolgend tritt die 17. Infanterie-Division zur 6. Armee über.
Nach zweitägiger Ruhephase, wird das Regiment zusammen mit dem Füsilier-Regiment Nr. 90 und den hanseatischen Infanterie-Regimentern Nr. 75 und Nr. 76 südlich von Lens verlegt. Die dortigen Stellungen waren kaum ausgebaut, somit hatten vorerst die Schanzarbeiten Priorität. Zu dieser Zeit hatten die Kompanien des Regiments nur noch eine Gefechtsstärke von jeweils 80 Mann. Zunächst war die Gefechtstätigkeit der feindlichen Verbände in diesem Gebiet gering, die Lage machte es allerdings notwendig die Regimentsgrenzen auszudehnen. Mit dieser Maßnahme wurde die Versorgung bzw. die Zuführung neuer Verbände für die 4. Armee abgesichert. Die Einheiten des Regiments wurden die nächste Zeit mit Patrouillen im Frontabschnitt betraut. Bis Ende November 1917 waren die Stellungen Winterfest ausgebaut. Im neuen Jahr lebt die Gefechtstätigkeit wieder auf, sie hat ihren Höhepunkt am 12. Februar 1918. Am 15. Februar starten die deutschen Verbände einen Gasangriff in diesem Bereich der Front, die Werfer deckten den gegnerischen Frontbereich mit Phosgen- und Blaukreuz-Granaten ein. Der Gaskrieg, schrecklicher Alltag für die Soldaten der am Krieg beteiligten Nationen. In den Tagen vom 16. bis 18. Februar wird das Regiment schrittweise aus dem Frontabschnitt abgelöst, den Frontabschnitt übernimmt das Reserve-Infanterie-Regiment Nr. 23. Das Regiment wird vorläufig von der Front zurückgezogen, ab diesem Zeitpunkt wird es als Eingreif-Regiment im rückwärtigen Gebiet positioniert. In der Folgezeit konnten die Kompanien durch den zugeführten Ersatz wieder auf die Gefechtsstärke von jeweils 200 Mann gebracht werden. Am 17. März begann die Bereitstellung für die „große Schlacht in Frankreich“. Die Ausgangsstellung für den Angriff auf die englischen Verbände erreichte das Grenadier-Regiment Nr. 89 am Abend des 20. März.
Am 21. März um 5.00 Uhr beginnt die Frühjahrsoffensive, diese wird durch massiven Artilleriebeschuss eingeleitet, der Vorstoß beiderseitig von St. Quentin sollte den Südflügel der englischen Verbände durchbrechen und die gesamte dortige Front aufrollen. Um 9.40 Uhr setzen die mecklenburgischen Grenadiere in ihren Abschnitt zum Angriff an, kurz darauf erreichen sie die englischen Stellungen. Die vordersten Gräben wurden daraufhin von ihnen eingenommen. Das Kampfgeschehen dauerte tagelang an, mit schnell wechselnden Lagen. Dennoch konnten die Grenadiere während der fünf Gefechtstage 32 Feldgeschütze, dutzende Maschinengewehre und anderes kriegswichtiges Material von den englischen Verbänden erbeuten. Aus eigenem Entschluss heraus, erfolgte die Einnahme des Dorfes Sapignies. Dem Erfolg gegenüber standen die erheblichen Verluste auf Seiten der Grenadiere. In dieser Zeit starb auch der Kompanieführer der 89er Leibkompanie Emmich Ernst, Erbprinz zu Leiningen. Innerhalb von zwei Gefechtstagen brachen die deutschen Divisionen 25 km tief in gegnerisches Gebiet ein. Der französische Oberbefehlshaber General Foch brachte bei Amiens alle verfügbaren Reserven zum Einsatz, die deutsche Angriffsbewegung kommt daraufhin am 27. und 28. März zum Stillstand. Der Gegner konnte sich erfolgreich festsetzen und dem deutschen Angriff widerstehen. Dennoch konnten die deutschen Verbände auf einer Länge von 75 km und einer Tiefe von 60 km ins gegnerische Stellungssystem eindringen. Das Primärziel des Durchbruchs wurde allerdings nicht erfüllt. Aus dem Bewegungskrieg wurde nach den zwei Wochen des Kampfes wieder ein Stellungskrieg. Das Grenadier-Regiment Nr. 89 verlegt nach den Kämpfen ins Ruhequartier bei Abscon, hier verbleiben die Grenadiere vom 10. April bis zum 24. Mai. Die Zeit wird auch genutzt um Ersatz heranzuführen und diesen auszubilden.
Diese Ruhezeit wird je unterbrochen, die mecklenburgischen Grenadiere lösen das Infanterie-Regiment Nr. 452 im Frontabschnitt Moyennville-Ayette ab, der Einsatz dauerte vom 24. Mai bis zum 22. Juni. Das Regiment musste die schlecht ausgebaute Stellung herrichten, es folgten Wochen des Stellungskrieges. Die Kampftätigkeit in diesen Abschnitt bestand vorwiegend aus Patrouillenunternehmen. Nach der Ablösung aus diesem Anschnitt kehrt das Regiment ins Ruhequartier nach Abscon zurück, diesmal dauert die Ruhezeit vom 23. Juni bis zum 17. Juli. Zu diesem Zeitpunkt tritt das Grenadier-Regiment im Divisionsverband dem X. Reservekorps bei, welches der 4. Armee unterstand. Das Regiment wird daraufhin in die vorgesehenen Bereitstellungsräume für den Angriff auf die englischen Verbände am Kemmelberg verlegt. Am 24. Juli erhält das Regiment den Befehl die Einsatzvorbereitungen abzubrechen, und sich für den umgehenden Abtransport in die Gegend von Soissons-Reims bereitzuhalten. Der Frontbogen Soissons-Reims ließ sich nicht halten, heftige gegnerische Angriffe – wobei auch Tanks zum Einsatz kamen – und die Tiefe des Frontbogens waren ursächlich für die schwierige Lage in diesem Abschnitt der Front. Daher sollte sich die 17. Infanterie-Division nach ihrem Eintreffen im südlichen Vesle-Abschnitt als Aufnahmedivision bereitstellen, so der Befehl der Obersten Heeresleitung.
Die Grenadiere hatten ihre Position bei Aulnois-sous-Laon erreicht, von hier aus marschierten sie am 29. Juli 1918 Richtung Bourg et Comin. Das II. und III. Bataillon besetzten im Dôle-Wald nordwestlich von Chéry ihre Aufnahmestellung, das I. Bataillon besetzte die Artillerieschutzstellung bei Mont Notre Dame. Das Regiment richtete seine Verteidigung in Widerstandsgruppen und Maschinengewehrstellungen ein, die beweglich operieren sollten. Gegen Mitternacht erreichen die ersten zurückströmenden Verbände der 45. Reserve-Infanterie-Division die Aufnahmestellungen, das Loslösen vom Gegner bereitete vorläufig keine Probleme. Die Mecklenburger stehen in den nächsten Wochen an der Vesle und am Damenweg im schweren Abwehrkampf, insbesondere ist der Kampf um Bazoches am 27. August anzumerken. Der Gegner war das amerikanische Infanterieregiment 306, die Grenadiere unter Befehl von Oberleutnant Boelke konnten sich im Kampf um Bazoches behaupten und diesen für sich entscheiden. Nach dem mehrwöchigen Kampf wird das Regiment Mitte September vom Infanterie-Regiment Nr. 417 aus ihrem Abschnitt bei Laon abgelöst, die Ruhezeit sollte allerdings nur kurz sein.

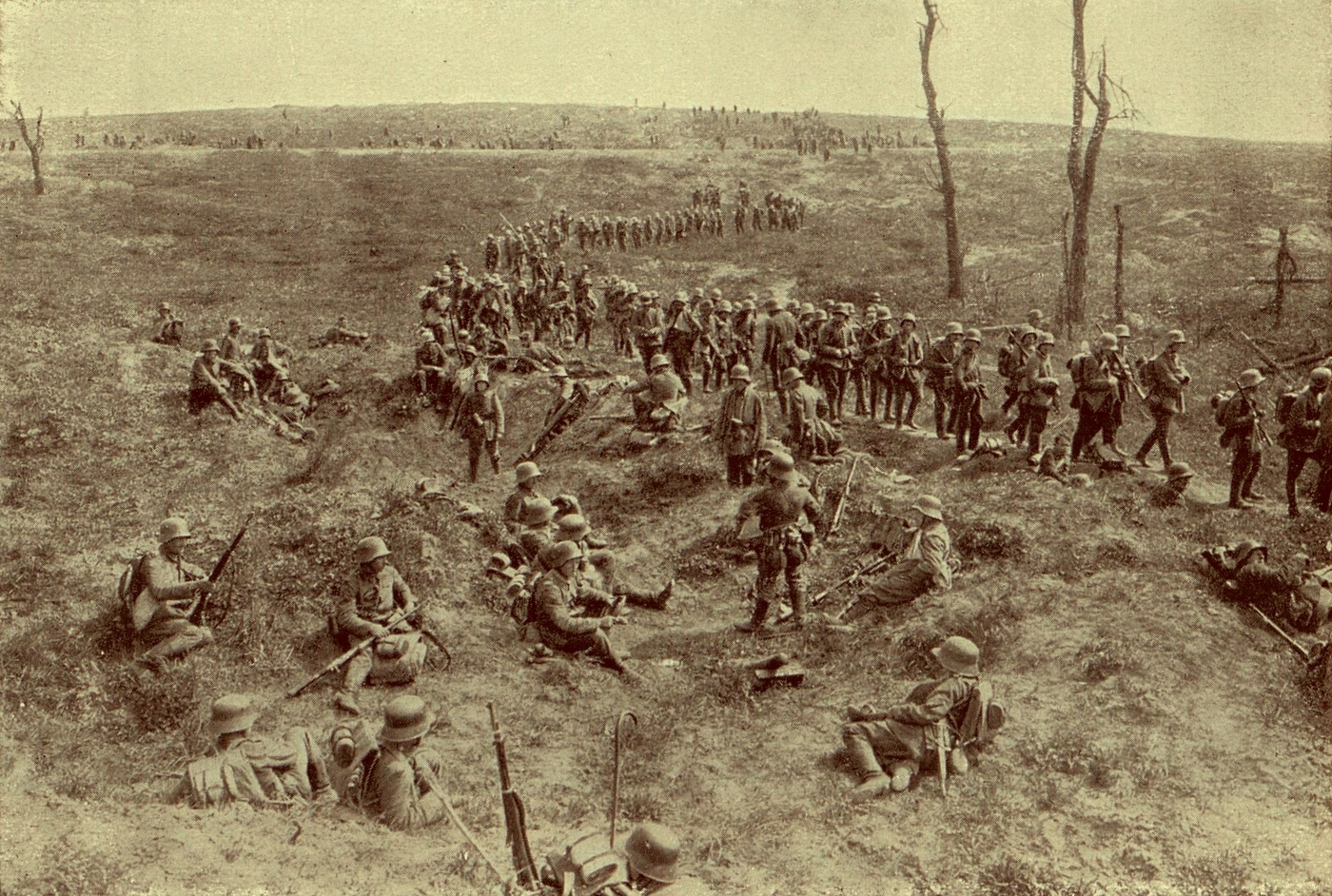
Westfront, Gefechtsfeld Damenweg

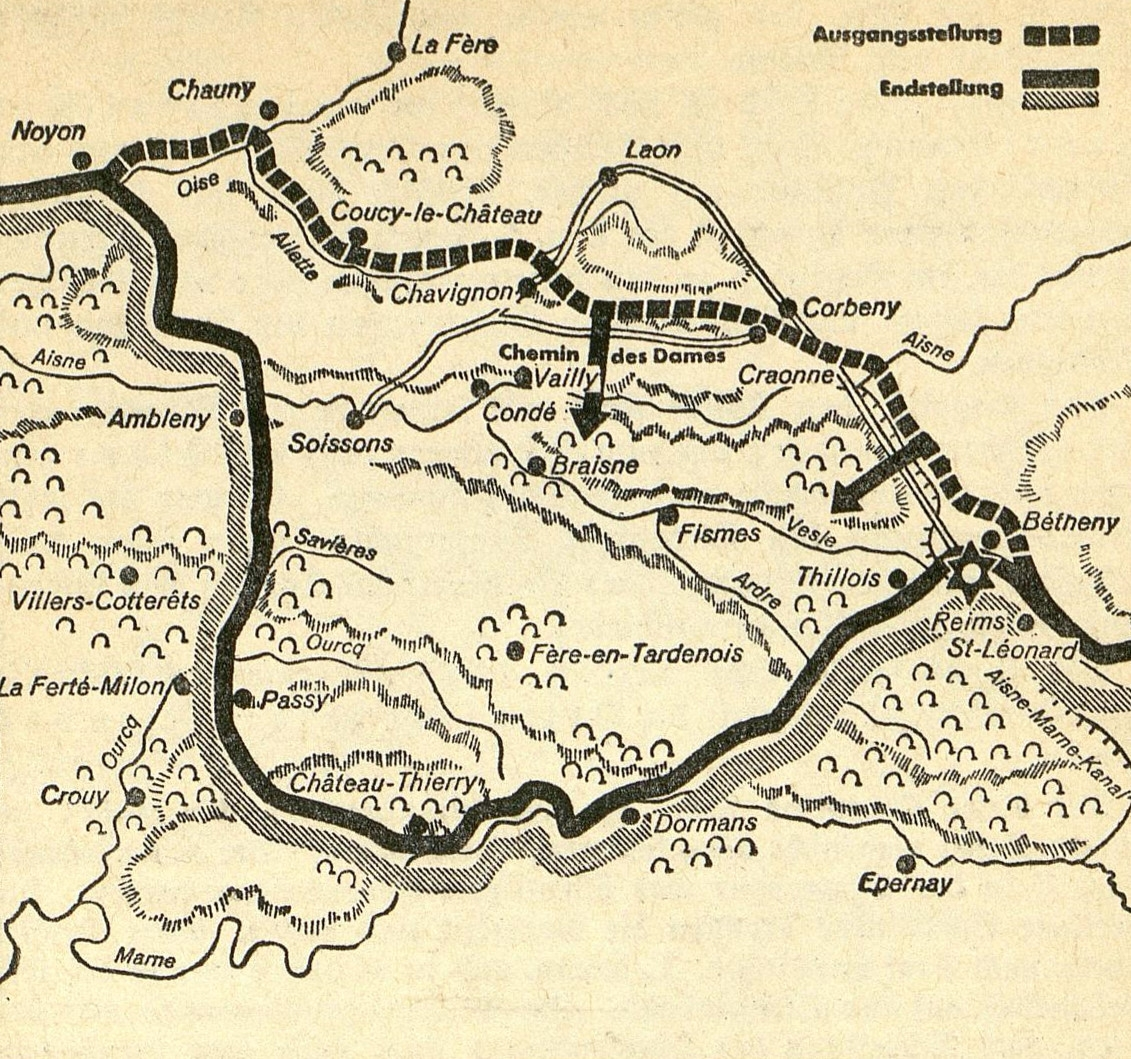
Stellungsverlauf, Chemin des Dames (Damenweg), Höhenweg zwischen Ailette und Aisne

Kaum aus dem Frontabschnitt herausgelöst, wurde das Regiment mit Lastwagen nach Laval verlegt. Hier kamen die Mecklenburger im Bois de Vean bei Pargny zum Einsatz, die Aufgabe bestand darin für die 5. Infanterie-Division den Rückhalt zu bilden. Es folgten schwere Kämpfe, die Verteidigung strategisch wichtiger Punkte wie das Gebiet um den Damenweg und die Nahkämpfe mit dem Gegner forderten viele Opfer unter den mecklenburgischen Grenadieren. Die Kompaniestärke sank zu dieser Zeit aufgrund der Verluste auf unter 50 Mann je Kompanie, diese schwierige Situation ließ kaum Spielraum für den weiteren operativen Einsatz. Am 21. und 22. September wird das Regiment von Einheiten des Reserve Infanterie-Regiments Nr. 37 im Kampfraum abgelöst, es folgt die Verlegung ins rückwärtige Gebiet nach Filian. Wiederum folgt nur eine kurze Ruhezeit, die Mecklenburger Grenadiere übernehmen in der Nacht zum 24. September ihre neuen Stellungen bei Aizy. Einige Tage des Stellungskrieges folgten, in der Nacht zum 28. September wird die Front in die „Eckehart-Stellung“ hinter der Ailette zurückgenommen. Der Rückzug des Divisionsverbandes erfolgte ohne nennenswerte weitere Schwierigkeiten. Bereits am 26. September begann die Großoffensive der alliierten Verbände an der Westfront. Daher wurde die „17. Infanterie-Division“ nach ihrem Herausziehen von der Aisne-Linie am 28. September zur Eingreif-Division bestimmt, sie bezog am Schnittpunkt der Gruppe Lüttwitz und der Gruppe Wichura Position. Am 2. Oktober nehmen die Gerandiere ihre Position nördlich des Berges Mont St. Martin ein, am nächsten Tag kommt der Befehl zum Gegenangriff bei der Gruppe Py. Erstmals stehen die Grenadiere im direkten Kampf mit den Tanks der Alliierten, es folgten Tage des schweren Kampfes, dieser Einsatz im Gebiet der Champagne endet erst am Abend des 16. Oktobers. An diesem Abend wird das Regiment durch das Infanterie-Regiment Nr. 368 abgelöst, die mecklenburgischen Grenadiere wurden nach Tourteron zurückgezogen, von hier aus begann der Marsch nach Marcquigny und Louvergny. Regimentskommandeur Major de Rainville erhielt später für seine gezeigten Leistungen an wichtigen Frontabschnitten den Orden Pour le Mérite.
Das Regiment hatte in dieser Zeit nur noch eine Stärke von 1600 Mann, ausgerüstet mit 13 schweren und 74 leichten Maschinengewehren, und einigen 7,58 cm Minenwerfern. Die Überforderung und Erschöpfung aufgrund der Kämpfe der letzten Wochen machte sich deutlich bemerkbar. Waffenrock und Stiefel der Grenadiere waren im teils sehr schlechten Zustand, hinzu kam der Läusebefall aufgrund der schlechten hygienischen Verhältnisse.
Über Harricourt und Antrecourt erreichten die Grenadiere ihr Ruhequartier in Mouzon, hier sollten sie zwischen dem 23. und 25. Oktober kurzzeitig Ruhe finden. Die Zeit wurde auch genutzt um die Ausrüstung und Bekleidung notdürftig zu ergänzen bzw. zu reparieren, auch konnte endlich die Entlausung durchgeführt werden. Das A.O.K. 5 teilte am Abend des 25. September mit, dass die 17. Infanterie-Division am 26. Oktober zur 1. Armee abtransportiert werden musste. Zu diesem Zeitpunkt gliederte sich das Regiment aus nur noch sechs schwach besetzten Kompanien, diese mit einigen Maschinengewehren ausgestattet. Der Marschweg führte über Sedan nach Rozoy, bei Seraincourt wurde das Regiment dann als Eingreif-Regiment bereitgestellt. Kurze Zeit später wurde das Regiment zum Signalberg vorgezogen, an dieser Stelle lösten die Grenadiere das Infanterie-Regiment Nr. 230 ab. Es folgten schwere Abwehrkämpfe, die hier gezeigten Leistungen der Grenadiere wurden im Heeresbericht vom 1. November 1918 anerkennend erwähnt. In der Nacht zum 1. November wurde das Regiment, nach der Ablösung durch das Infanterie-Regiment Nr. 237, nach St. Fergux zurückgenommen. Am 4. November wurde die Front hinter die Maas verlegt, das Regiment rückte folgend in Richtung Chaumont-Porcien ab, dort sollte es eine Aufnahmestellung übernehmen. Bereits am nächsten Tag ging es Richtung Liart, dort wurde dann aus den vorhandenen Kompanien ein Bataillon formiert, und unter den Befehl von Hauptmann Galle gestellt. Der Rückmarsch wurde in den nächsten Tagen fortgesetzt, nur vereinzelt kam es zum Kontakt mit feindlichen Spähtrupps. Am Abend des 10. November folgte der Marsch in Richtung Revin, wo das neu formierte Bataillon am 11. November anlangte. An diesem Tag erfahren die Mecklenburger vom Waffenstillstand, das gegenseitige Töten an den Fronten des Krieges fand ein Ende. Das Großherzoglich Mecklenburgische Grenadier-Regiment Nr. 89 erlitt im Verlauf des Krieges schwere Verluste,  die Soldaten waren für den Rest ihres Lebens körperlich und seelisch durch das Erlebte gezeichnet. Am 14. November wurde im Bereich der 1. Armee auf der gesamten Frontbreite der Rückmarsch angetreten. Die 17. Infanterie-Division bildet die Marschgruppe I. der Gruppe Lindequist. Am 22. November überschritten die Verbände die Grenze zum Deutschen Reich, das „Grenadier-Regiment Nr. 89“ bzw. das neu formierte Bataillon schied dann am 29. November vorläufig aus dem Verband der 17. Infanterie-Division aus. Auf das mecklenburgische Grenadier-Bataillon warteten Aufgaben in Gießen, unter den dortigen einquartierten Soldaten kam es zu dieser Zeit zu Unruhen, die Mecklenburger sollten die Ruhe und Ordnung wiederherstellen.

#### Gefechtskalender 1914–1918

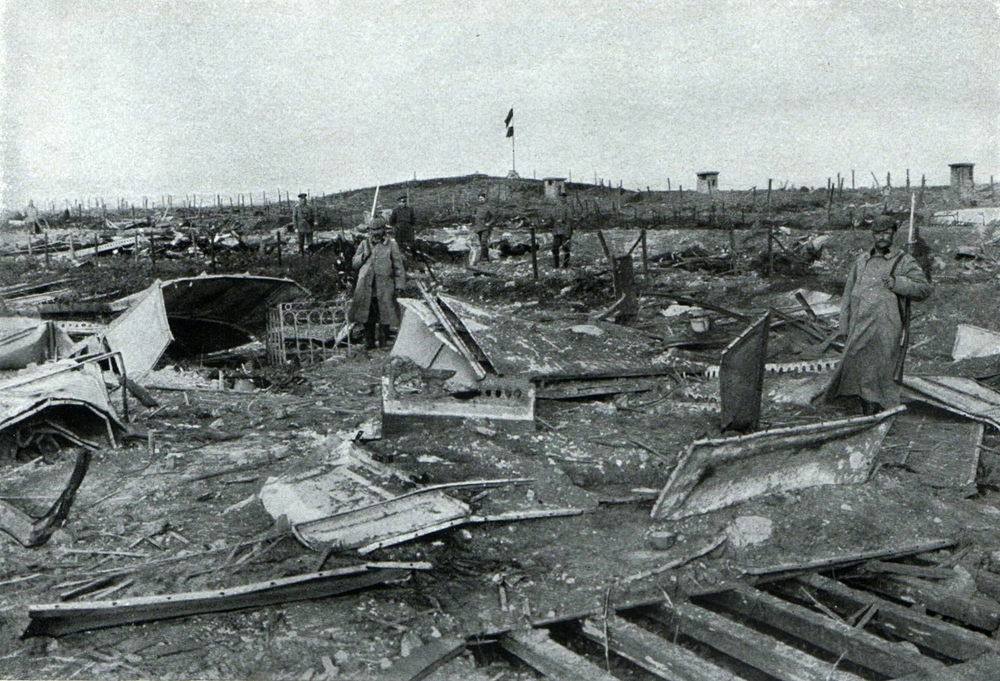
Zerstörte Barrikaden und Drahtverhaue vor dem Panzer-Fort Loncin nach der Wegnahme der Festung Lüttich

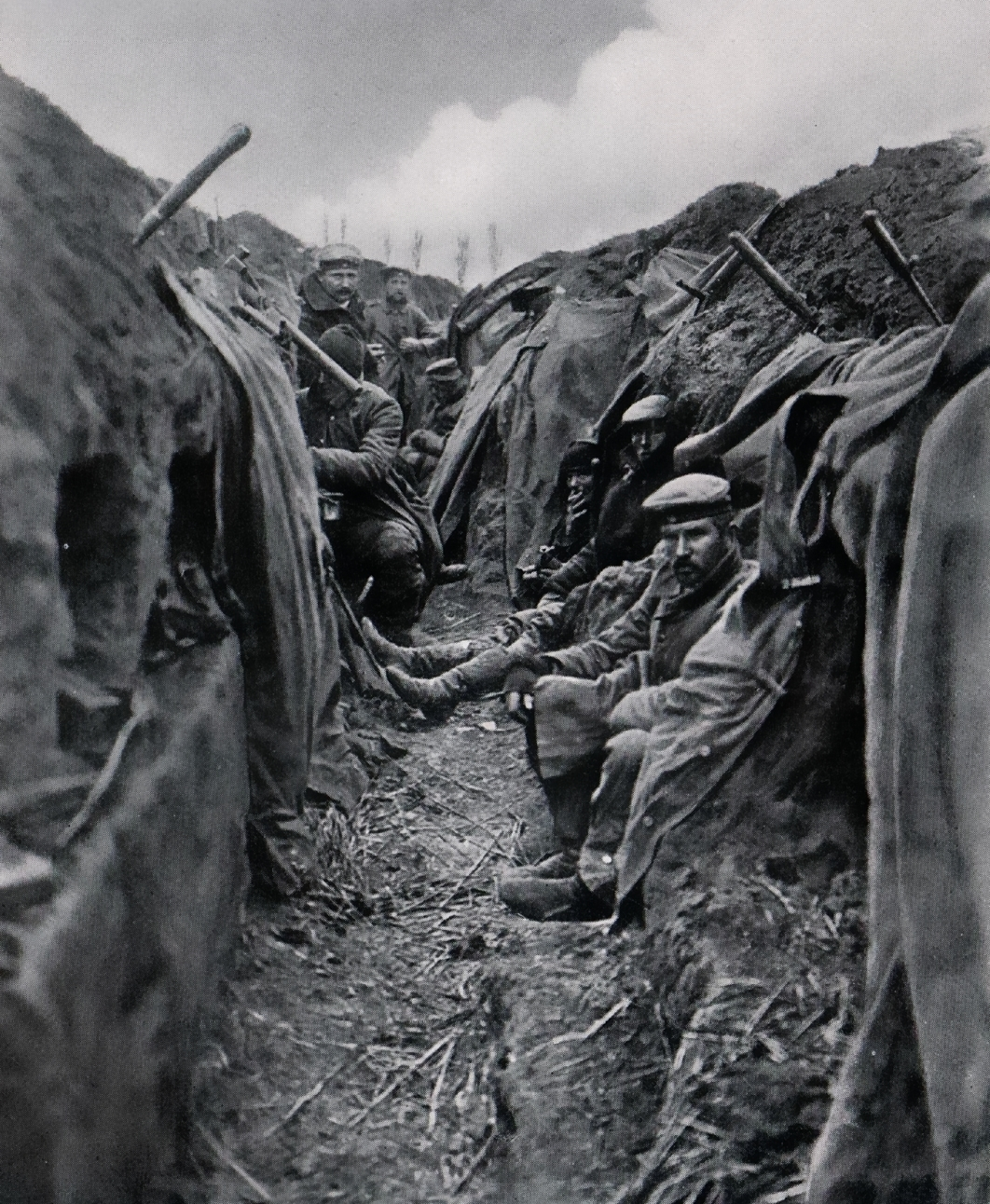
In den Schützengräben von Flandern

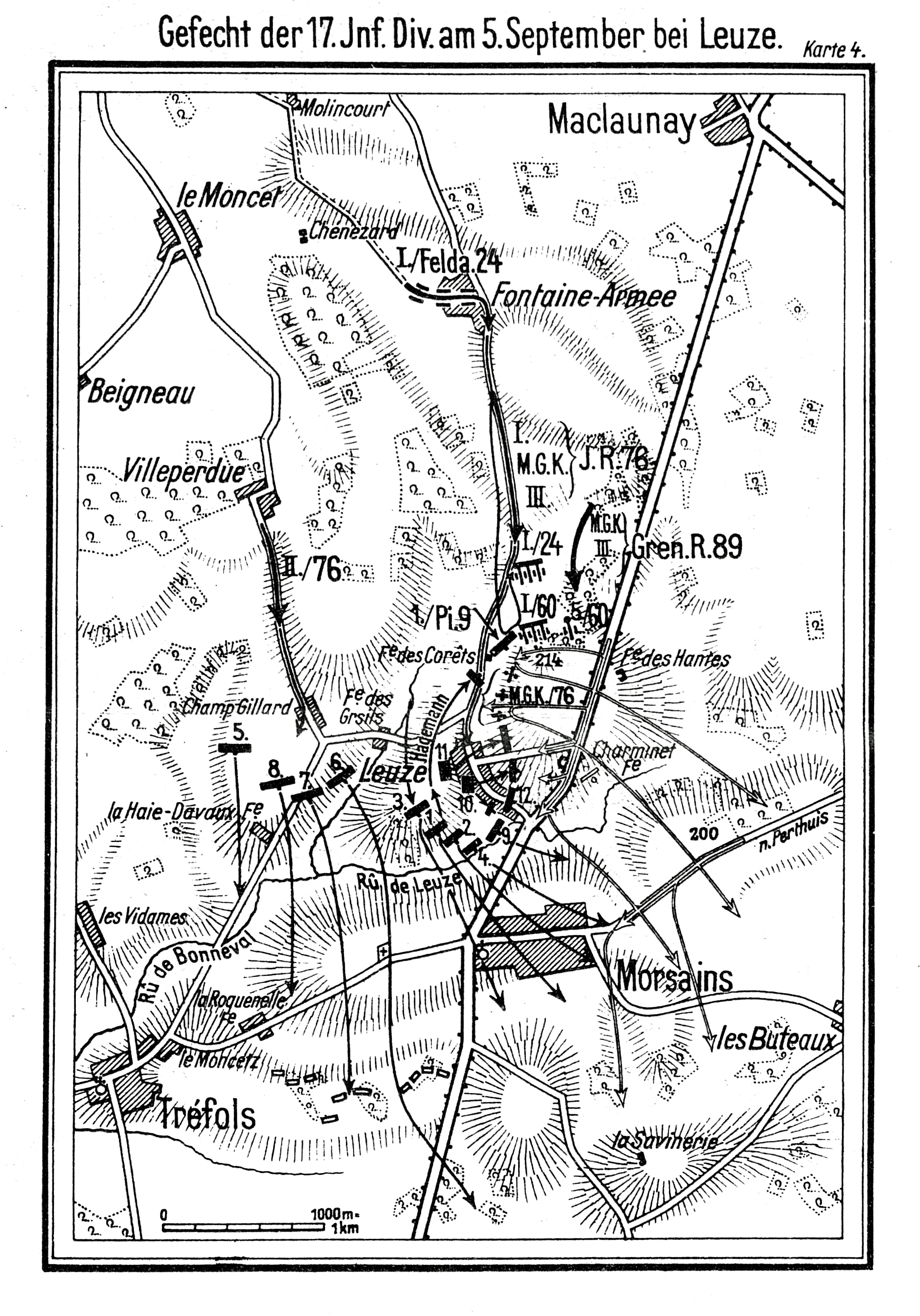
„Großherzoglich Mecklenburgisches Grenadier-Regiment Nr. 89“ (III. Bat./MG-Kompanie) im Gefecht bei Leuze am 5. September 1914.

##### 1914
- 04. bis 16. August – Eroberung von Lüttich
- 17. August bis 10. September – Schlacht bei Monceau-Esternay
  - 23. August – Gefecht bei Villers-Saint-Ghislain
  - 24. August – Gefecht bei Vellereille
  - 04. September – Gefecht bei Corrobert
  - 05. September – Gefecht bei Leuze (MG-Kompanie III. Bataillon)
  - 09. September – Gefecht bei Hôpital-Ferme
  - 10. September – Gefecht bei Neuilly-Saint-Front
- 11. bis 27. September – Kämpfe an der Aisne
- 28. bis 30. September – Kämpfe bei Nampcel-Carlepont
- ab 1. Oktober – Stellungskämpfe an der Oise

##### 1915
- 05. Januar bis 9. April – Schlacht am Hartmannsweilerkopf (II. Bataillon)
- bis 12. Oktober – Stellungskämpfe an der Oise
- ab 13. Oktober – Stellungskämpfe in der Champange bei Chaussee Somme Py–Souain

##### 1916
- bis 15. Juni – Stellungskämpfe in der Champange bei Chaussee Somme Py–Souain
  - 27. Februar – Einnahme der Navarine-Stellung
  - 27. Mai – Patrouillen westlich von Navarine-Ferme
- 15. Juni bis 2. Juli – Ruhe und Ausbildung bei Poix-Terron
- 03. Juli bis 13. September – Schlacht an der Somme
- 15. September bis 24. Dezember – Stellungskämpfe im Artois (Arras)
- ab 26. Dezember – Ruhe und Ausbildung bei Hornaing

##### 1917
- bis 5. Januar – Ruhe und Ausbildung bei Hornaing
- 06. Januar bis 17. März – Stellungskämpfe an der Ancre (Miraumont)
  - 17. bis 18. Februar – Gefecht bei Miraumont
- 23. Februar bis 18. März – Zurückverlegung der Stellungen durch die Alberich-Zone
- 20. März bis 8. April – Ruhe hinter der Siegfriedstellung südwestlich Valenciennes
- 09. bis 27. April – Abwehrschlacht im Artois (Arras)
- 28. April bis 6. Juni – Stellungskämpfe im Artois, westlich Cambrai
- 07. Juni bis 29. Juli – Schlacht in Flandern, östlich Ypern
- 30. Juli bis 22. September – Stellungskämpfe westlich Cambrai
- 24. September bis 9. Oktober – Abwehrschlacht in Flandern bei Gruppe Gheluvelt
- ab 10. Oktober – Stellungskämpfe bei Lens

##### 1918

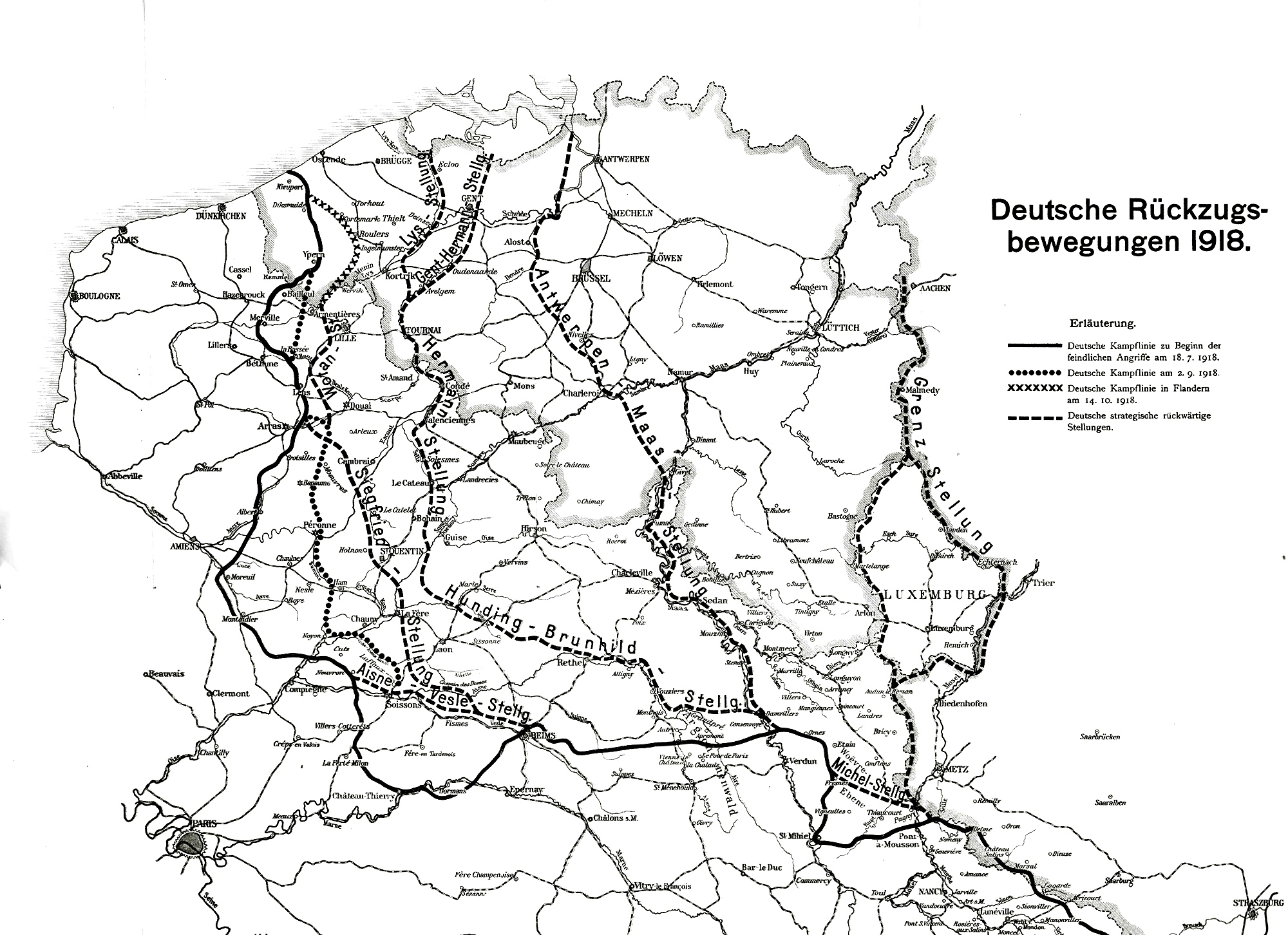
Die Rückszugsbewegungen und Abwehrstellungen des deutschen Heeres 1918

- bis 19. Februar – Stellungskämpfe bei Lens
- 20. Februar bis 20. März – Vorbereitung zur großen Schlacht in Frankreich
- 21. März bis 09. April – Große Schlacht in Frankreich, von Queant aus nach Westen
  - 05. April – Gefecht bei Bucquoy
- 10. April bis 24. Mai – Ruhe und Ausbildung bei Abscon
- 25. Mai bis 22. Juni – Stellungskämpfe bei Ayette
- 23. Juni bis 17. Juli – Ruhe und Ausbildung bei Abscon
- 18. bis 26. Juli – Bereitstellung bei Menen zum Angriff auf Poperinge–Dünkirchen
- 27. Juli bis 28. September – Eingreifen in den Rückzug südlich vom Vesle; Stellungskrieg am Vesle und Chemin des Dames
- 29. September bis 17. Oktober – Einsatz in der Champange-Front
- 18. bis 25. Oktober – Einsatz in den Rückzug zwischen Aisne und Maas, nordöstlich Bouziès
- 26. Oktober bis 4. November – Abwehrkämpfe bei Saint-Fergeux
- 05. bis 11. November – Rückmarsch in die Stellung hinter der Maas bei Revin
- ab 12. November – Räumung des besetzten Gebietes

#### Verlustzahlen 1914–1918
- Tote: 2177[65]
- Vermisste: 1323
- Verwundete: 8048
- Gesamt: 11548

#### Einsatzverlauf 1918/19
Am 29. November 1918 wurde das Regiment von der 17. Infanterie-Division selbstständig abgestellt und übernahm in Gießen den Schutz eines Armeeoberkommandos als auch allgemeine Sicherungsaufgaben. Dieser Einsatz dauerte bis zum 15. Dezember. Es folgte zum Jahreswechsel der Transport Richtung Berlin. Da die 17. Infanterie-Division als besonders zuverlässig galt, wurde ihr die militärische Absicherung der Wahl zur Deutschen Nationalversammlung am 19. Januar übertragen.  Ab dem 15. Januar 1919 kam somit auch das mecklenburgische Regiment im Umland von Berlin zum Einsatz. Dort beteiligte es sich am militärischen Vorgehen gegen den Spartakusaufstand. In Neukölln besetzten die Kompanien das Rathaus, das Amtsgericht, die dortige Schule in der Boddinstraße und die Kindl-Brauerei. Der Einsatz dauerte bis zum 23. Januar 1919.
Am 25. Januar hielt das Regiment Einzug in Schwerin. Nach dem Feldgottesdienst auf dem großen Exerzierplatz, folgte der Marsch durch die Stadt. Den Abschluss bildete der Vorbeimarsch an dem Divisions-Kommandeur der 17. Infanterie-Division Generalleutnant Siegfried von Held. Nach der Rückkehr in die Kaserne wurde das II. Bataillon in ihre Garnison nach Neustrelitz verlegt. Mit der folgenden Demobilisierung endete die Einsatzgeschichte des Großherzoglich Mecklenburgischen Grenadier-Regiments Nr. 89.

### Verbleib

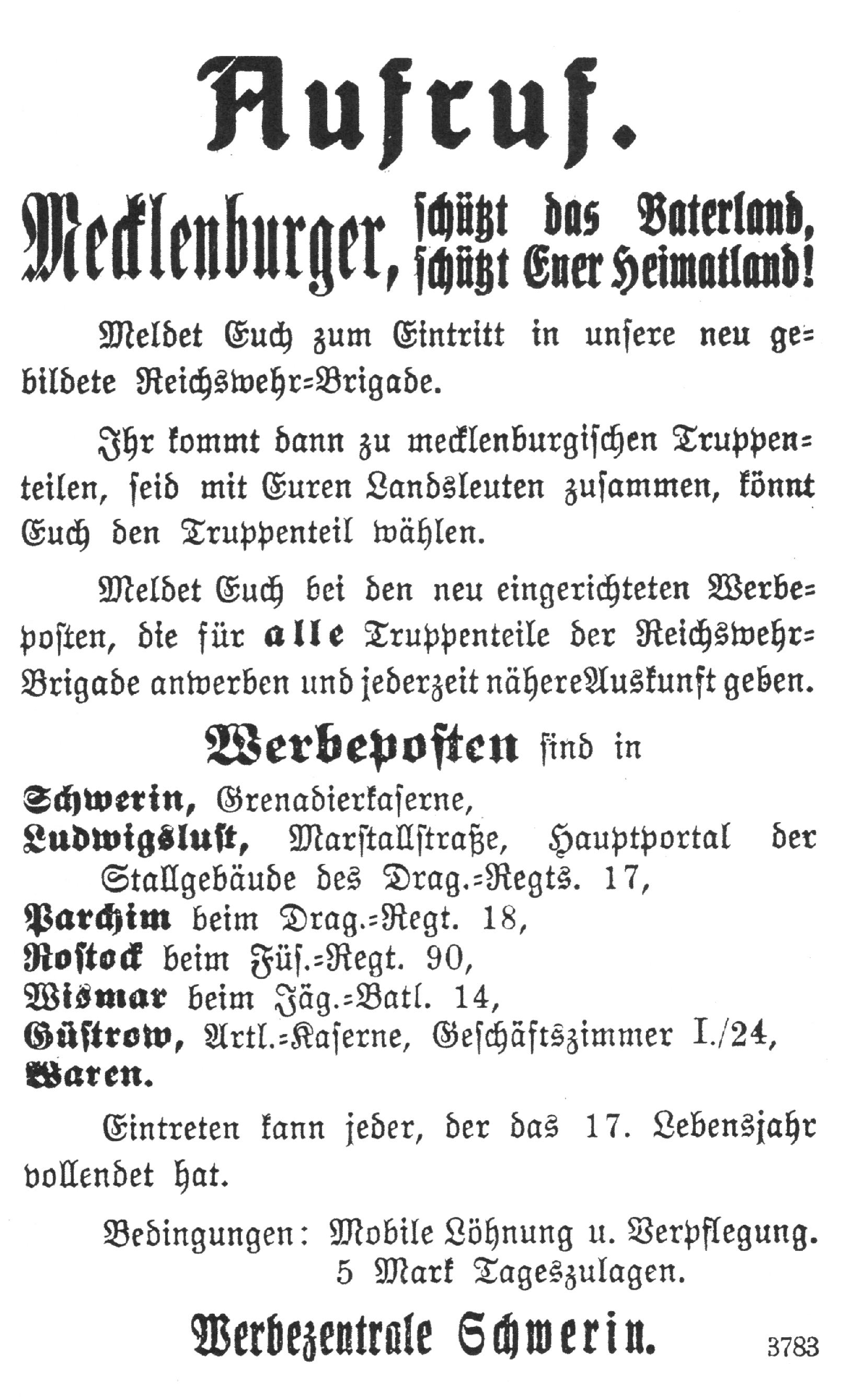
Aufruf zum Eintritt in die vorläufige Reichswehr.

Auch Schwerin blieb nicht unberührt von den revolutionären Ereignissen des Novembers 1918. Es kam zu Unruhen und Auflösungserscheinungen, die auch die Ersatzbataillone des Grenadier-Regiments Nr. 89 nicht verschonten. Aus Hamburg und Kiel zugereiste Soldatenräte suchten in Schwerin Gleichgesinnte und Sympathisanten. Allerdings fanden sie nicht die erhoffte Unterstützung und so folgten gewalttätige Übergriffe.
Aus Teilen des Regiments wurden später verschiedene Freiwilligenformationen aufgestellt. Am 16. Februar 1919 begannen die militärischen Umstrukturierungen und die daraus resultierende Aufstellung des Freiwilligen-Grenadier-Regiments 89 und der Freiwilligen-Kompanie Neustrelitz, die im März aufgestellt wurde. Im Februar wurde zudem die Freiwilligen-Kompanie Schwerin gebildet, die später zum Freiwilligen-Jäger-Bataillon Schneider des Freikorps Diebitsch übertrat. Das Freiwilligen-Grenadier-Regiment 89 wurde am 5. Mai 1919 als I. Bataillon in das Reichswehr-Infanterie-Regiment 17 übernommen.
Das aus Teilen des alten Regiments neu formierte Reichswehr-Infanterie-Regiment 17 wurde im Juni 1919 nach Hamburg befohlen, um die dortigen Unruhen zu unterbinden. Der Einsatz dauerte bis September. Im Anschluss kehrten die in Hamburg eingesetzten Teile des Regiments wieder nach Schwerin zurück.
Im August 1919 erließ Reichswehrminister Noske den Befehl, die vorläufige Reichswehr zum 1. Oktober in das Übergangsheer umzugliedern. Die Verringerung der Stärke führte folgend zur Auflösung der Garnisonen in Neustrelitz und Wismar.
Während des Kapp-Putsches kam es auch in Schwerin zu blutigen Auseinandersetzungen. Infolgedessen wurde das I. Bataillon des Reichswehr-Infanterie-Regiments 17 im Schweriner Stadtgebiet eingesetzt. Die Stadt wurde durch die Straßenkämpfe und Streiks in ihren Grundfesten erschüttert. Der am Putsch beteiligte Kommandeur der Reichswehrbrigade 9 Generalmajor von Lettow-Vorbeck ließ die legitime Mecklenburger Regierung verhaften und im Arsenal festsetzen. Auf seinen Befehl hin wurde in Schwerin auf Teilnehmer des Generalstreiks geschossen, wobei alleine in Schwerin 16 Menschen zu Tode kamen. Im Verlauf des Putsches kamen in Mecklenburg insgesamt 400 Menschen durch Gewaltanwendung ums Leben.

## Friedenszeiten

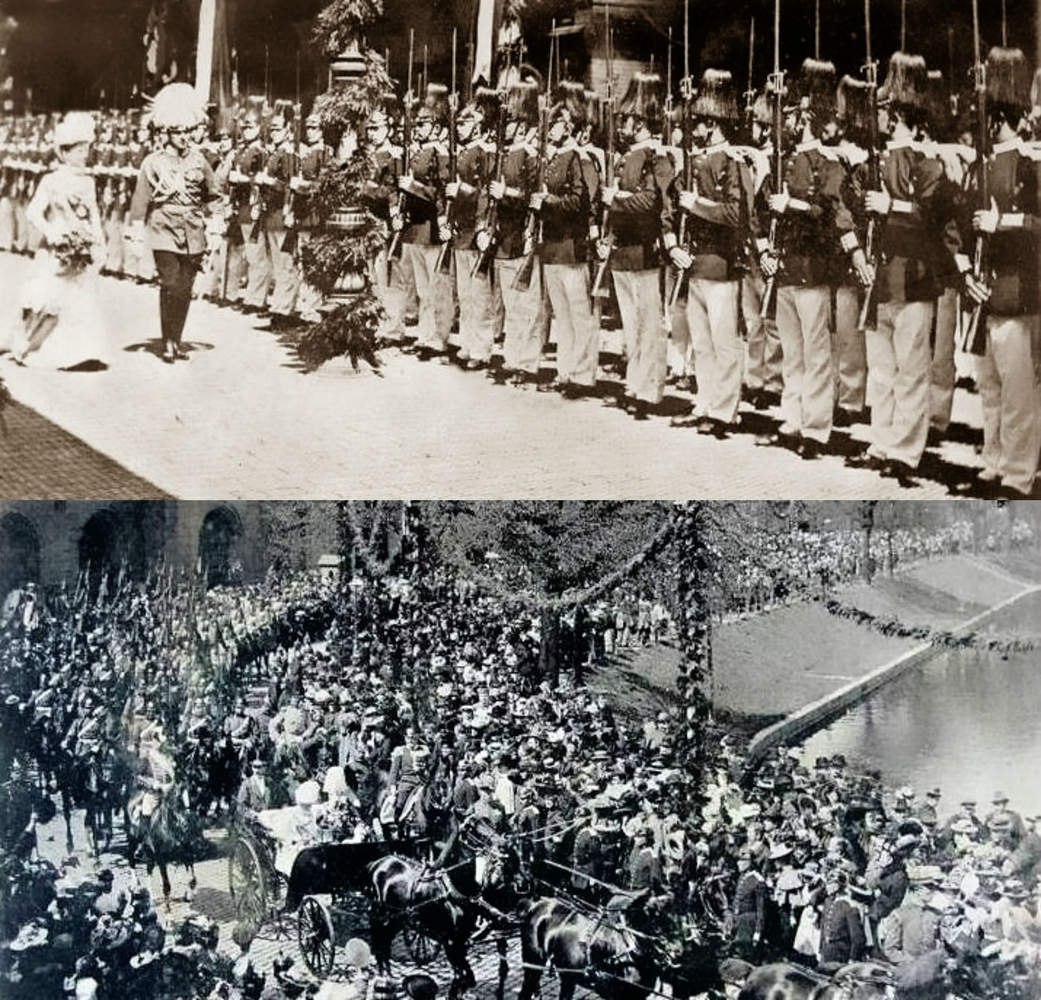
Ankunft von Königin Wilhelmina der Niederlande und des Prinzen Heinrich der Niederlande am Schweriner Bahnhof

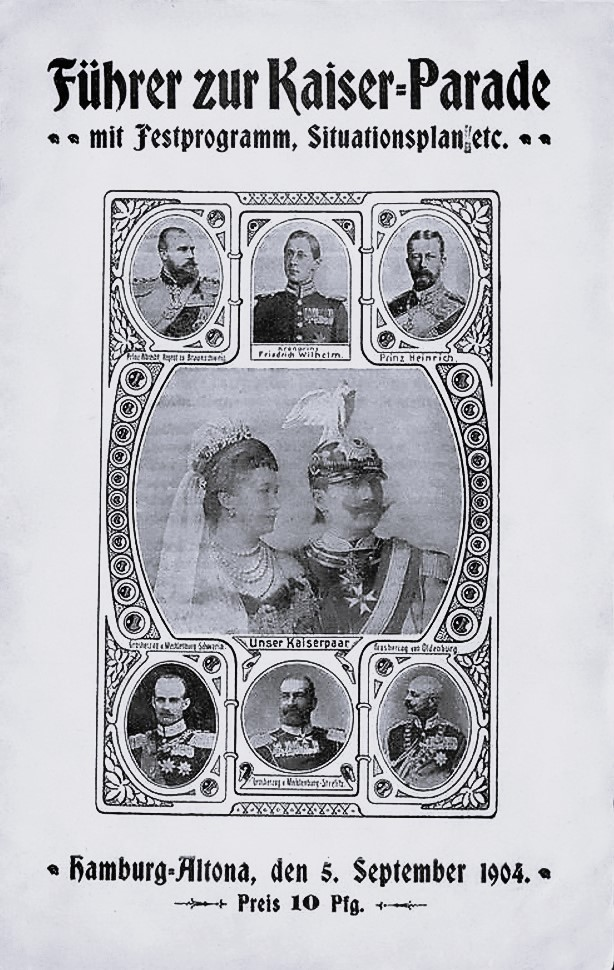
Veranstaltungsführer Kaiserparade September 1904 auf dem Luruper Feld

Die Friedensjahre wurden für die intensive Ausbildung und die Verbesserung von Taktik und Organisation genutzt. Eine Teilnahme am Korps- oder Kaisermanöver (nach 1871) und die Wahrnehmung von Repräsentationspflichten unterbrachen den alltäglichen Kasernendienst. Hinzu kamen die Feldmanöver der mecklenburgischen Truppen jeweils im Herbst, so 1851 bei Schwerin, 1852 in der Gegend von Bützow, 1854 bei Golberg, Krakow und Güstrow, 1857 im Umland von Teterow, 1861 zwischen Wismar und Schwerin und 1862 bei Röbel. Die Erfahrungen aus dem Manöver des X. Bundeskorps von 1843 bei Lüneburg führten zu grundlegenden Änderungen beim mecklenburgischen Militär, die auch die Stammeinheiten des Regiments beeinflussten. Ab 1. Mai 1845 wird eine aktiv zu leistende Dienstzeit von sechs Jahren eingeführt. Die sogenannte „Einübungszeit“ wurde auf sechs Monate festgelegt, weitere 18 Monate Ausbildung schlossen sich innerhalb der Truppe an. Für die weiteren vier Jahre wurden die Dienstverpflichteten beurlaubt, sie mussten aber im Herbst an den Feldmanövern teilnehmen, diese hatten eine Dauer von jeweils 4 Wochen. Nachfolgend eine auszugsweise Übersicht der weiteren Aktivitäten des Regiments bzw. seiner Stammeinheiten in Friedenszeiten:
- 1838 – Großes Truppenlager mit Teilen der Mecklenburger Brigade auf dem Exerzierplatz am Haselholz.
- 1843 – Ende September erstes Manöver des X. Bundes-Korps. An dem Manöver bei Lüneburg nahmen über 25.000 Mann teil.
- 1853 – Teilnahme am Manöver des III. Armeekorps unter General von Wrangel bei Berlin.
- 1858 – Manöver vom 12. September bis 23. September des X. Armee-Korps unter Führung des Generalleutnants von Jacobi im Umland von Nordstemmen.
- 1860 – Teilnahme am Manöver des III. Armee-Korps unter Führung des Prinzen Friedrich Karl von Preußen in der Gegend von Wittstock.
- 1868 – Am 11. September beteiligte das Regiment im Verband der 17. Division an der Parade vor Preußens König Wilhelm I. in Groß Rogahn. Anlass war der Übertritt der Offiziere in die preußische Armee.
- 1890 – Das Regiment beteiligte sich im September am Kaisermanöver in Schleswig. Das Manövergelände umfasste die alten Gefechtsfelder von 1848 und 1864.
- 1893 – Zur feierlichen Einweihung des Denkmals von Friedrich Franz II. wurde eine Kompanie mit den Regimentsfahnen gestellt.
- 1894 – Teilnahme am Manöver des IX. Korps im September bei Rostock. Das Kommando hatte General Graf Alfred von Waldersee inne.
- 1895 – Im September nahm das Regiment im Verband des IX. Armeekorps am südöstlich von Stettin stattfindenden Kaisermanöver teil.
- 1897 – Aus Anlass der Beisetzung des Großherzoges Friedrich Franz III. in Ludwigslust stellte das I. und III. Bataillon eine Fahnenkompanie.
- 1898 – Im Verband der 17. Division beteiligte sich das Regiment vom 3. bis 10. September am Kaisermanöver. Am 3. Dezember wurde bei Linden eine Parade abgehalten.
- 1901 – Aus Anlass des 200-jährigen Gedenktages der Erhebung Preußens zum Königreich fanden in Schwerin am 18. Januar Feierlichkeiten statt. Nach dem Festgottesdienst wurde zum Festmahl in die Offiziersmesse „Großer Moor“ geladen.
- 1901 – Anlässlich der Übernahme der Regierung durch Friedrich Franz IV. fanden am 9. April in den Garnisonen des Landes Paraden und Festessen in den Offiziersmessen statt.
- 1901 – Für den Empfang von Königin Wilhelmina der Niederlande und des Prinzen Heinrich der Niederlande am 9. Mai stellte das Grenadier-Regiment am Schweriner Bahnhof die militärische Ehrenformation.
- 1904 – Anlässlich der Vermählung des Großherzoges Friedrich Franz IV. fand am 9. Juli auf dem großen Exerzierplatz in Schwerin eine große Parade statt. Neben dem I. und III. Bataillon des Regiments nahmen auch das II. Bataillon des Füsilier-Regiments Nr. 90, das Feldartillerie-Regiment Nr. 60 und die beiden mecklenburgischen Dragonerregimenter teil.
- 1904 – Im September folgte die Teilnahme an der Kaiserparade und dem folgend stattfindenden Kaisermanöver. Das Regiment wurde vom Regimentschef Adolf Friedrich V. von Mecklenburg-Strelitz geführt. Anschließend erhielten die mecklenburgischen Regimenter neue Fahnen.
- 1913 – Anlässlich der 100-Jahr-Feier des Befreiungskrieges stellten das I. und III. Bataillon am 10. März 1913 eine Fahnenkompanie. Sie nahm mit den alten Fahnen des Befreiungskrieges Aufstellung vor der Ruhmeshalle des Schweriner Arsenals.

## Organisation

### Unterstellung

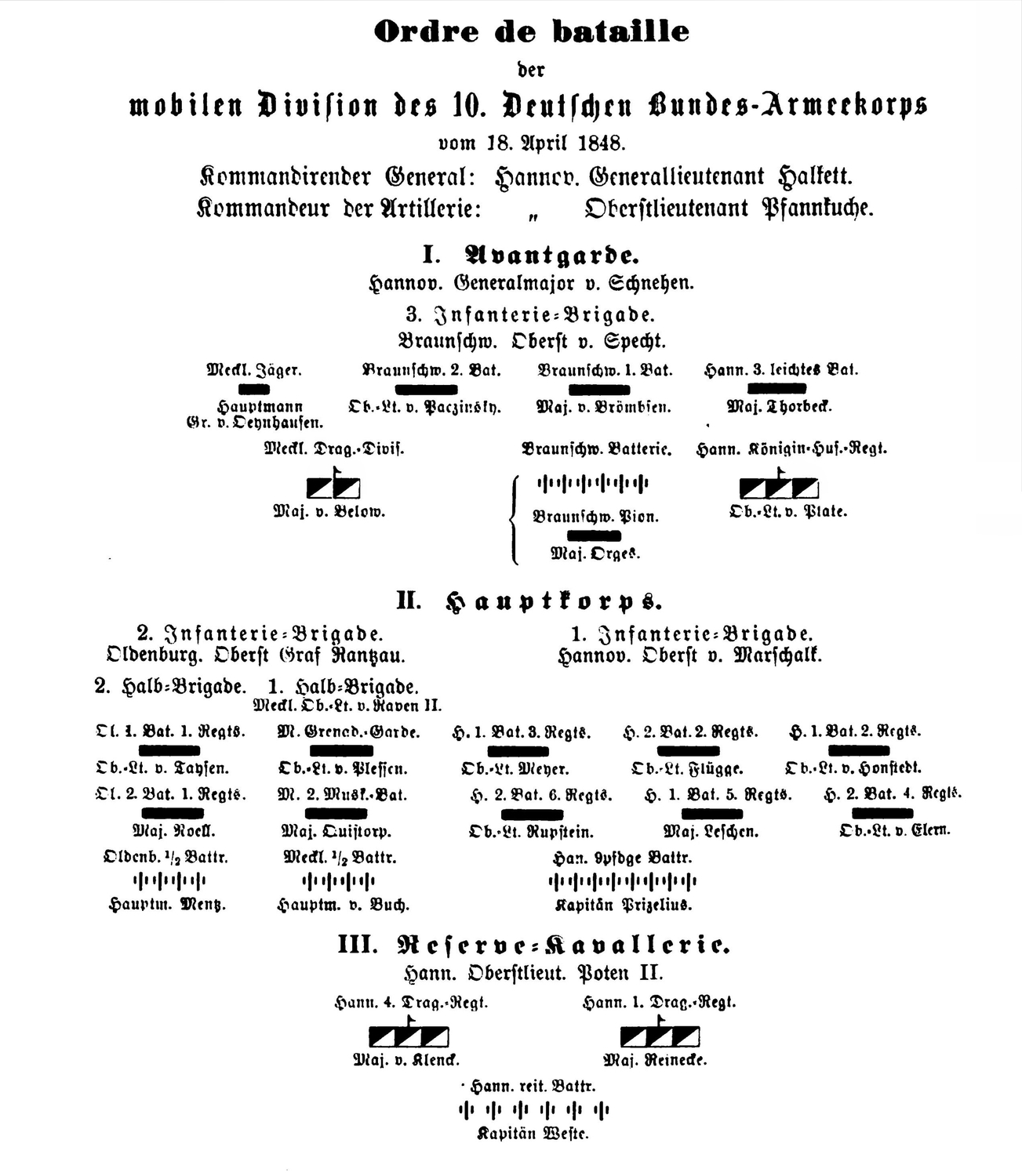
Aufstellung X. Bundeskorps im Feldzug 1848

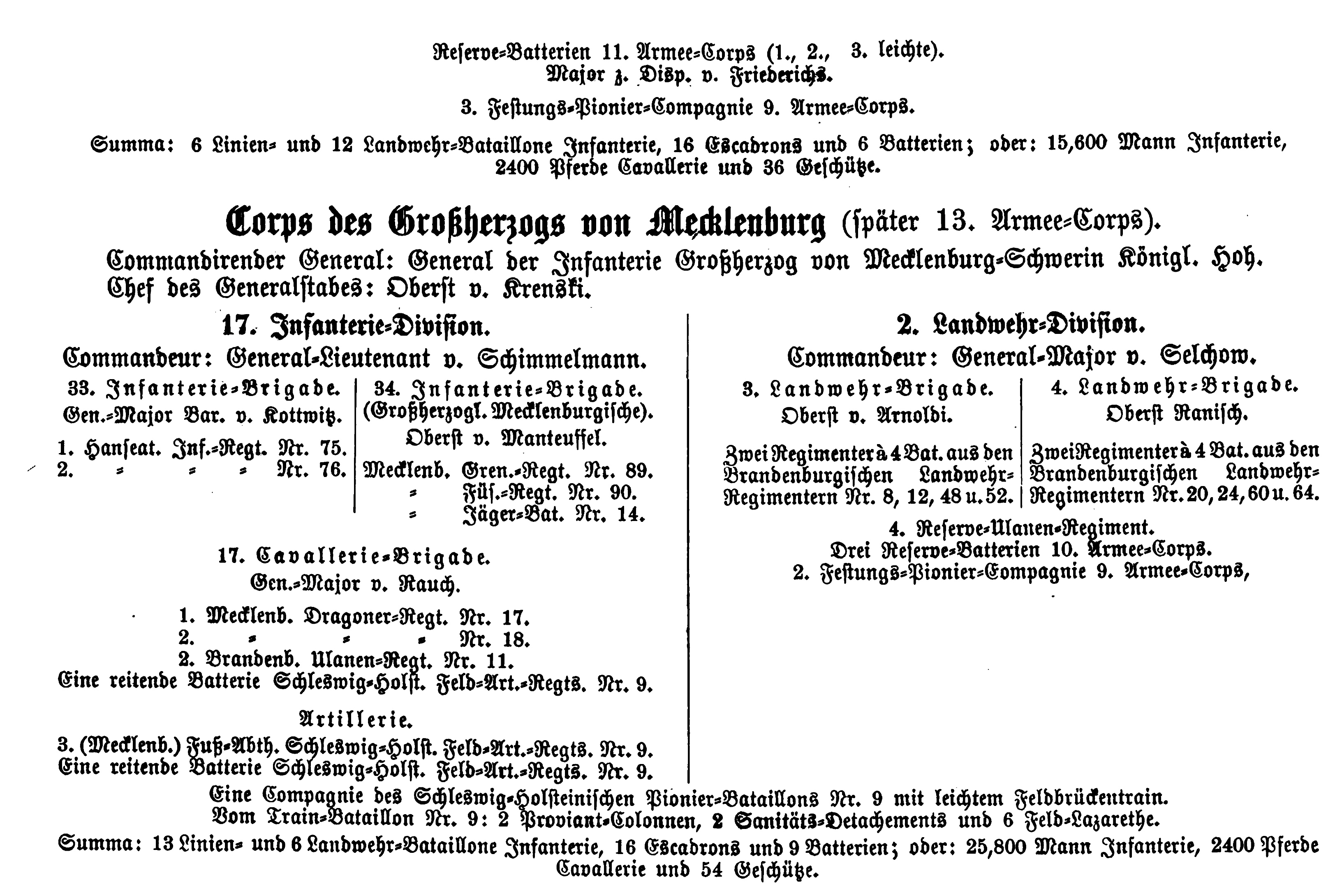
Aufstellung Korps des Großherzogs von Mecklenburg im Feldzug 1870/71

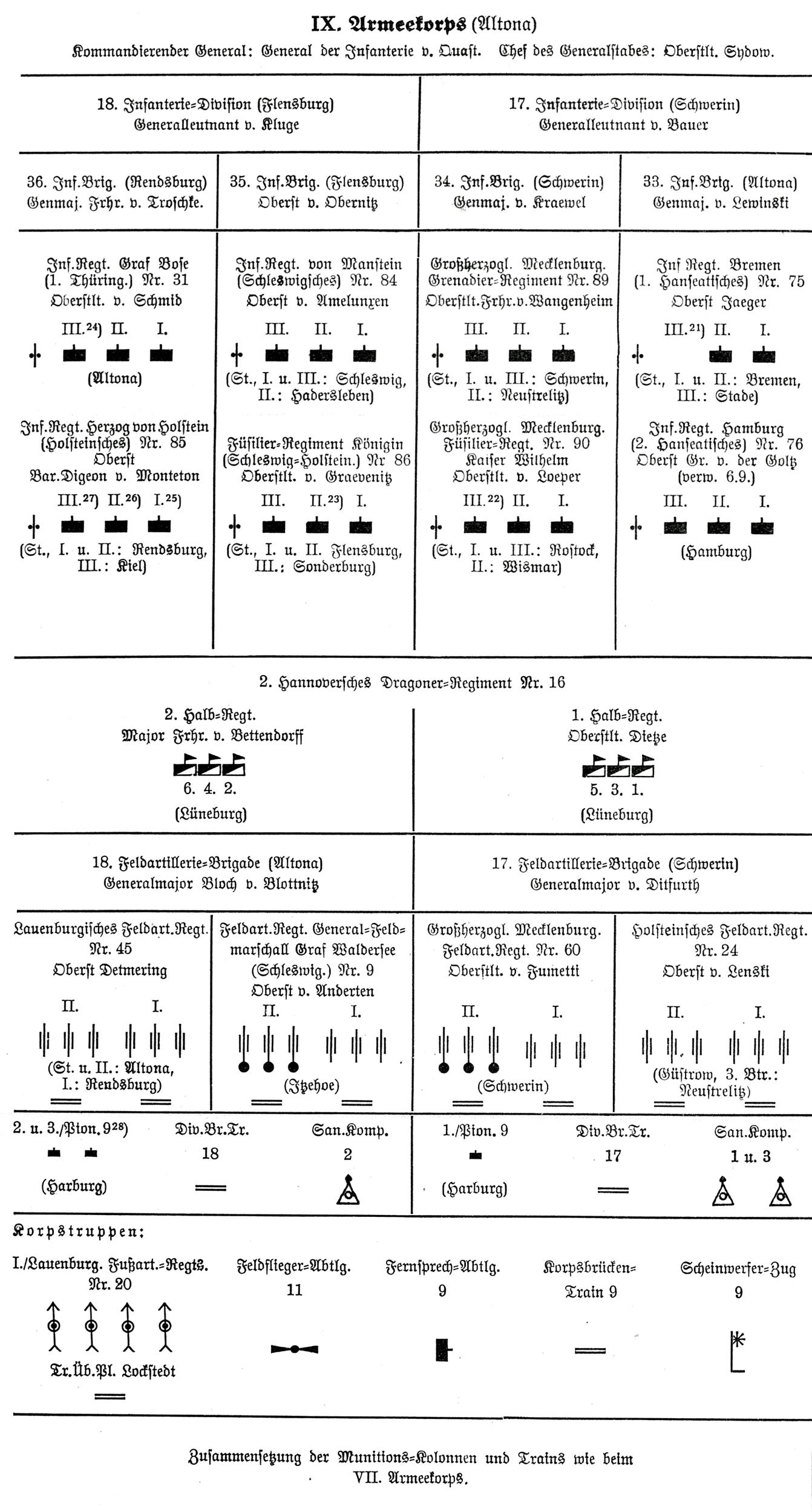
Unterstellung und Kriegsgliederung des IX. Armeekorps 1914

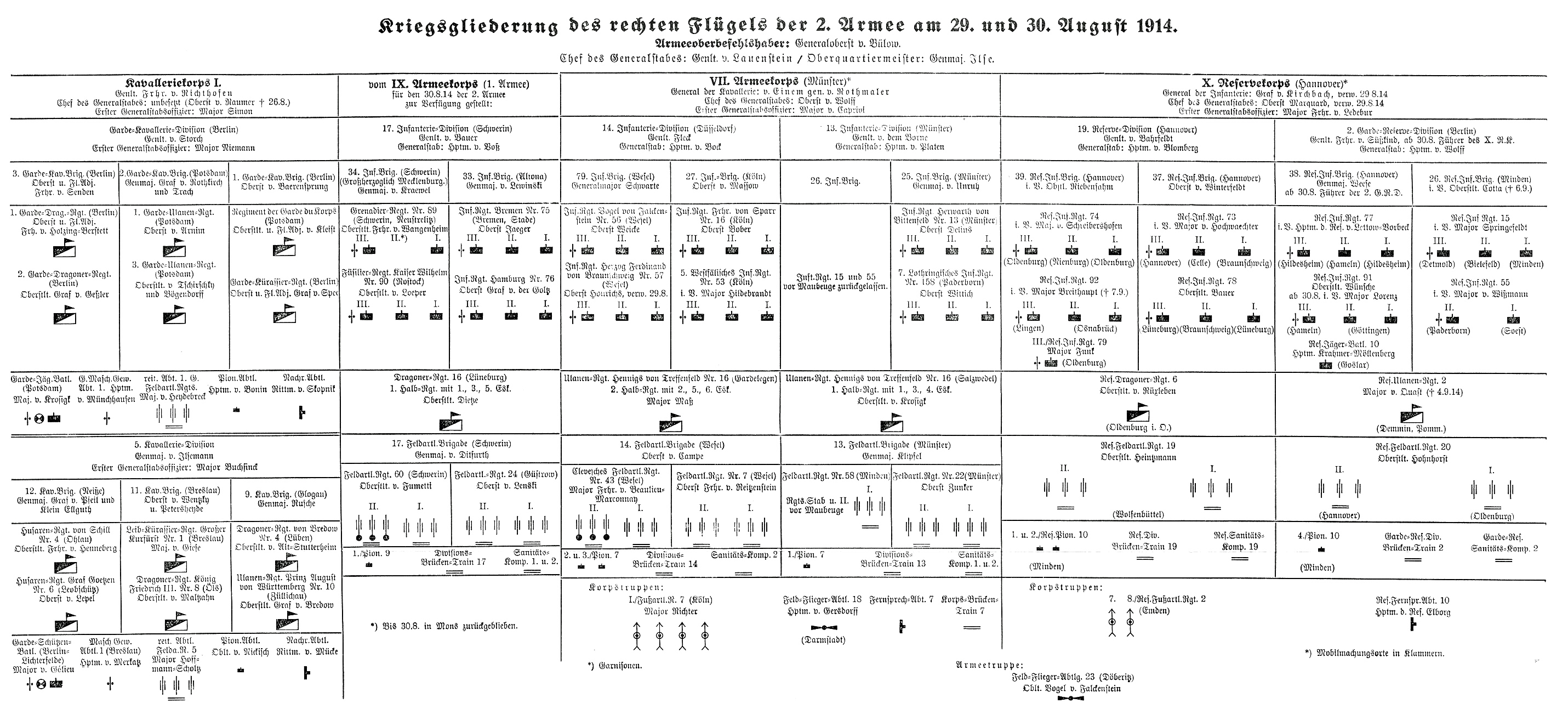
Armeekorps IX. mit dem Grenadier-Regiment Nr. 89 für den 30. August der 2. Armee unterstellt. Der rechte Flügel der deutschen 2. Armee am 29. und 30. August.

#### Niederlande 1788
- Subsidienkorps (Generalmajor Dietrich v. Gluer)
  - Infanterie-Regiment „von Gluer“
    - I. Musketier-Bataillon
    - II. Musketier-Bataillon

  - Grenadier-Bataillon „von Both“

#### Russland-Feldzug 1812

##### März
- I. Armeekorps
  - 4. französische Division (General Defaix)
    - Infanterie-Regiment (Truppenkontingent Mecklenburg-Schwerin)

##### Juli
- III. Armeekorps (Marschall Victor)
  - Infanterie-Regiment (Truppenkontingent Mecklenburg-Schwerin)

##### November
- Arrieregarde (Marschall Ney)
  - Infanterie-Regiment (Truppenkontingent Mecklenburg-Schwerin)

#### Schleswig-Holsteinische Erhebung 1848
- X. Bundes-Armeekorps
  - 2. Infanterie-Brigade (Oldenburg)
    - 1. Halbbrigade (Mecklenburg)
      - (I.) Grenadier Garde-Bataillon
      - II. Musketier-Bataillon
      - Meckl. (Halb)-Batterie

#### Deutscher Krieg 1866
- II. Reserve-Korps
  - 1. (mecklenburgische) Division
    - 1. Infanterie-Regiment
      - (I.) Grenadier Garde-Bataillon
      - II. Bataillon

    - 2. Infanterie-Regiment
      - III. Bataillon
      - IV. Bataillon

    - Dragoner-Regiment
    - Jäger-Bataillon
    - Füsilier-Bataillon des 4. Garde-Regiment

#### Deutsch-Französischer Krieg 1870/71
- Korps des Großherzogs von Mecklenburg (später XIII. Armeekorps)
  - 17. Division
    - 34. Infanterie-Brigade
      - Großherzoglich Mecklenburgisches Grenadier-Regiment Nr. 89
      - Großherzoglich Mecklenburgisches Füsilier-Regiment Nr. 90
      - Mecklenburgisches Jäger-Bataillon Nr. 14
- Feld-Telegraphenabteilung Nr. 7[70]

#### Erster Weltkrieg

##### 1914
(Stand: August 1914)
- 1. Armee
  - IX. Armeekorps
    - 17. Division
      - 34. Infanterie-Brigade
        - Großherzoglich Mecklenburgisches Grenadier-Regiment Nr. 89
        - Großherzoglich Mecklenburgisches Füsilier-Regiment „Kaiser Wilhelm“ Nr. 90
        - Hannoversches Dragoner-(Halb-)Regiment Nr. 16
          - 1., 3. und 5 Eskadron

##### Hartmannsweilerkopf 1915
(Stand: Januar 1915)
- Brigade „Dallmer“
  - Reserve-Infanterie-Regiment Nr. 75
  - Regiment „von Weber“
    - II./Infanterie-Regiment „Graf Bose“ (1. Thüringisches) Nr. 31
    - II./Infanterie-Regiment „von Manstein“ (Schleswigsches) Nr. 84
    - II./Großherzoglich Mecklenburgisches Grenadier-Regiment Nr. 89

##### 1918
(Stand: November 1918)
- 1. Armee
  - IX. Armeekorps
    - 17. Infanterie-Division
      - 34. Infanterie-Brigade
        - Infanterie-Regiment „Bremen“ (1. Hanseatisches) Nr. 75
        - Großherzoglich Mecklenburgisches Grenadier-Regiment Nr. 89
        - Großherzoglich Mecklenburgisches Füsilier-Regiment „Kaiser Wilhelm“ Nr. 90
        - Maschinengewehr Scharfschützen-Abteilung 75
        - 4. Eskadron Hannoversches Dragoner-Regiment Nr. 16

### Gliederung

#### Subsidiencorps 1792
- Subsidiencorps (Oberst v. Pressentin)
  - Grenadier-Bataillon (Oberstleutnant Winter)
    - 1. (Leib-)Kompanie (Kompanieführer: Stabskapitain v. Moltke)
    - 2. Kompanie (Kapitain v. Vieregg)
    - 3. Kompanie (Kapitain v. Bülow)
    - 4. Kompanie (Kapitain v. Lowtzow)

Die Grenadierkompanien hatten jeweils einen Mannschaftsbestand von 68 Grenadieren und drei Spielleuten. Unter den Grenadieren befanden sich in jeder Kompanie zwei Zimmerleute und Gefreite.

#### Russland-Feldzug 1812
- Kontingent-Regiment (Mecklenburg-Schwerin)
  - I. Bataillon (Major v. Moltke)
    - Grenadier-Kompanie (Hauptmann v. Hobe)
    - 1. Musketier-Kompanie (Stabskapitän v. Pogwisch)
    - 2. Musketier-Kompanie (Hauptmann v. Lützow)
    - 3. Musketier-Kompanie (Hauptmann v. Wickede)
    - 4. Musketier-Kompanie (Hauptmann v. Grävenitz)
    - Voltigeur-Kompanie (Hauptmann v. Schade)

- Kontingent-Regiment (Mecklenburg-Schwerin)
  - II. Bataillon (Major v. Pressentin)
    - Grenadier-Kompanie (Hauptmann v. Spitznaß)
    - 1. Musketier-Kompanie (Stabskapitän v. Bilguer)
    - 2. Musketier-Kompanie (Hauptmann v. Elderhorst)
    - 3. Musketier-Kompanie (Hauptmann v. Kamptz)
    - 4. Musketier-Kompanie (Hauptmann v. Berg)
    - Voltigeur-Kompanie (Stabskapitän v. Storch)

#### Befreiungskriege 1813/14
- Grenadier-Garde Bataillon
  - 1. Kompanie
  - 2. Kompanie
  - 3. Kompanie
  - 4. (Voltigeur-) Kompanie

#### Strelitzer Infanterie-Bataillon 1824
- Strelitzer Infanterie-Bataillon (Oberstleutnant Friedrich v. Wenkstern)
  - 1. Kompanie (Major v. Kamptz)
  - 2. Kompanie (Hauptmann v. Zülow)
  - 3. Kompanie (Hauptmann Krüger)
  - 4. Kompanie (Hauptmann v. Rantzow)

Der Mannschaftsstand umfasste 28 Spielleute, 52 Unteroffiziere und 620 Soldaten.

#### Gliederung 1900
- Großherzoglich Mecklenburgisches Grenadier-Regiment Nr. 89
  - I. Bataillon
    - 1.–4. Kompanie

  - II. Bataillon
    - 5.–8. Kompanie

  - III. Bataillon
    - 9.–12. Kompanie

#### Erster Weltkrieg
Die Kompanie hatte eine Kriegsstärke von jeweils 250 Mann. Bei Notwendigkeit erfolgte die Bildung einer 13. und 14. Kompanie, die dann als Bataillons-Reserve vorgehalten wurden. Die Führung der jeweiligen Kompanie erfolgte durch einen Hauptmann, weiter zugehörig ein Oberleutnant, zwei Leutnants, ein etatmäßiger Feldwebel, ein Vizefeldwebel und acht Unteroffiziere und Sergeanten. Aus den vier Kompanien bildete sich ein Bataillon, dieses mit einer Kriegsstärke von ca. 1000 Mann. Als Bataillons-Kommandeur mit der Führung beauftragt wurde jeweils ein Major. Aus den drei Bataillonen bildete sich wiederum das Regiment mit einer Kriegsstärke von ca. 3000 Mann. Mit der Führung beauftragt ein Oberst, als Stellvertreter ein Oberstleutnant.

##### Gliederung Ausmarsch 1914
- Struktur des Grenadier-Regimentes Nr. 89I. Bataillon (Hauptmann v. Köller)

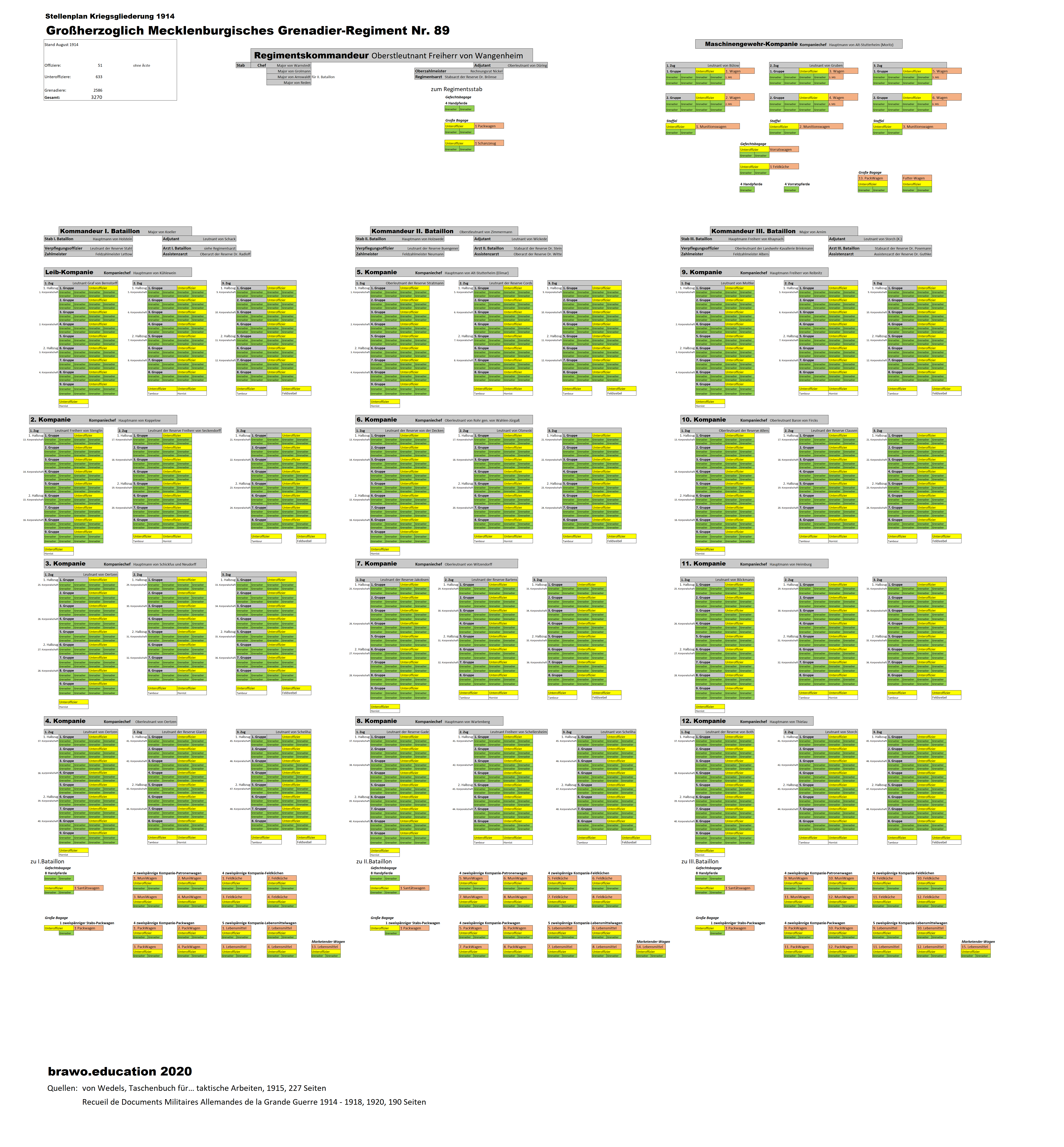
Struktur des Grenadier-Regimentes Nr. 89

  - 1. Kompanie (Hauptmann v. Kühlewein)
  - 2. Kompanie (Hauptmann v. Koppellow)
  - 3. Kompanie (Hauptmann v. Schickfuss u. Neudorff)
  - 4. Kompanie (Oberleutnant v. Oertzen)
- II. Bataillon (Oberstleutnant v. Zimmermann)
  - 5. Kompanie (Hauptmann v. Alt-Stutterheim [Elimar])
  - 6. Kompanie (Oberleutnant v. Rohr [gen. v. Wahlen-Jührgaß])
  - 7. Kompanie (Oberleutnant v. Witzendorf)
  - 8. Kompanie (Hauptmann v. Wartenberg)
- III. Bataillon (Hauptmann v. Arnim)
  - 9. Kompanie (Hauptmann Freiherr v. Reibnitz)
  - 10. Kompanie (Oberleutnant v. Fircks)
  - 11. Kompanie (Hauptmann v. Heimburg)
  - 12. Kompanie (Hauptmann v. Thielau)
- Maschinengewehrkompanie (Hauptmann v. Alt-Stutterheim [Moritz])

##### Maschinengewehr-Kompanien
Anfang des Krieges war dem Regiment eine Maschinengewehr-Kompanie zugewiesen. Im Verlauf des Krieges und aus der Notwendigkeit heraus bildeten sich weitere MG-Kompanien, die jeweils in die Bataillone I.–III. eingegliedert wurden.

##### Minenwerfer-Abteilungen
Mitte des Kriegsjahres 1917 wurden in den Regimentern Minenwerfer-Abteilungen aufgestellt, diese sind dann jeweils in die Bataillone I.–III. eingegliedert worden.

## Uniformen und Ausrüstung
Im Folgenden eine Übersicht die Uniformierungen des Regiments und seiner Stammeinheiten.

### Subsidienkorps 1788
- Waffenrock: Der blaue Uniformrock mit roten Rabatten und Schoßumschlägen, rote schwedische Ärmelaufschläge bei den Grenadieren und weiße Borten als Verzierung. Hinzu kamen weiße Bandeliere, Leibgurte und schwarze Halsbinden, nicht zu vergessen die weißen Knöpfe, das weiße Hemd und Kamisol. Offiziere trugen den Ringkragen und die golden-blau-rote Schärpe aus Seide.
- Beinkleid: Weiße Kniehose, schwarze Gamaschen, schwarzes Schuhwerk, die Grenadier-Offiziere trugen auch Stiefel.
- Kopfbedeckung: Der schwarze Dreispitz, aus Filz gefertigt, verziert mit weißen Knöpfen und Borten. Die Grenadiere nutzten im Einsatz ihre hohen Grenadiermützen,  die vorne mit einem Mützenschild aus Blech versehen waren. Auf diesem Schild eingestanzt die bekrönte Chiffre „FHM“, darunter das Landeswappen, flankierend die Granatflammen. An der Spitze der Mütze der rote Puschel. Ursprünglich sollte die hohe Mütze den Granatenwurf erleichtern. An den Kopfbedeckungen musste während des Einsatzes die oranische Kokarde angelegt werden. Aus den Erfahrungen des Einsatzes heraus wurden die hohen Grenadiermützen gegen die praktikablen Filzhüte ausgetauscht. Die Grenadiermützen wurden von da an nur noch bei militärischen Zeremoniellen getragen.

### Leibgarde zu Pferde 1800
Die Uniform der Leibgarde orientierte sich an denen der preußischen Kürassiere.
- Waffenrock: strohgelbes Kollett, dieses mit roten Abzeichen versehen, roter Passgürtel und weißes Lederzeug, Karabinerbandelier mit roten Vorstößen.
- Beinkleid: aus weißem Tuch gefertigt.
- Kopfbedeckung: schwarzer Hut mit weißen Puschel, verziert mit einer goldenen Agraffe.
- Schuhzeug: schwarze hohe Stiefel.

### Rheinbundzeit 1808–1812
- Waffenrock: Uniformen der Rheinbundzeit orientierten sich am Erscheinungsbild des französischen Militärs.[72] Der blaue Waffenrock mit seinen eckig angesetzten Schößen, Aufschläge und Kragen rot mit silbernen Litzen und roten Epaulettes. Für Offiziere, weißes Bandolier, goldene Schärpe und goldene Epaulettes.
- Beinkleid: Französische Pantalons, im Sommer aus weißen Leinen im Winter aus grauem Tuch, mit Unterknöpfgamaschen.
- Mantel: Einführung eines grauen Mantels für Mannschaften und Unteroffiziere.
- Kopfbedeckung: Einführung des Tschako, versehen mit roten Pompons und Fangschnüren, Schuppenketten aus Messing und einem goldgelben Blechschild in Rautenform mit eingestanzter Chiffre „FF“ und der stilisierten Granatflamme. Ein roter Stutz wurde nur bei entsprechenden Anlässen getragen. Die Tschakos der Offiziere hatten eine Silbertresse am oberen Rand, silberne Schuppenkette und Wappenstern mit eingesetzten silbernem Wappen, dazu goldene Cordons, je nach militärischem Rang goldene oder silberne Pompons, weißer oder schwarzer Stutz. Die 1. Kompanie des „Grenadier-Garde-Bataillons“ trug die Bärenfellmützen des ehemaligen „Leib-Grenadier-Regiments“ mit roten Behängen.

### Befreiungskriege 1813–1815
- Waffenrock: Blauer Waffenrock mit seinen eckig angesetzten Schößen, die roten Epauletten wurden nur noch bei Paraden getragen, die Abzeichenfarbe blieb rot. Weißes Lederzeug und je nach Witterung aus blauen Tuch gefertigte Handschuhe. Bei Offizieren Silberstickereien an Kragen und Aufschlägen, dazu die silbernen Epauletten, bei den Stabsoffizieren mit Fransen. Strelitzer Offiziere trugen am Tschako ein aus goldfarbigen Metall gefertigtes großes Wappenschild mit dem Strelitzer Landeswappen, am Uniformrock goldfarbene Uniformknöpfe und goldene Epauletten. Diese Farbunterscheidung zwischen den beiden Schweriner Bataillonen und dem Strelitzer Bataillon wird bis 1918 beibehalten.
- Beinkleid: Im Sommer wurde weißes und im Winter graues Beinkleid mit roten Biesen getragen, dazu weiße Gamaschen.
- Kopfbedeckung: Die Tschakos erhielten während des Einsatzes einen schwarzen Wachstuchüberzug.

Die Sappeure trugen hingegen Bärenfellmützen und gelbe Schurzfelle sowie Stulpenhandschuhe. Der vormals vorgeschriebene Vollbart wurde auch beibehalten.

### Tambourmajor und Janitschare
- Der Tambourmajor des „Grenadier-Garde-Bataillons“ der 1820er Jahre war in seiner prachtvoll gestalteten Uniform eine imposante Erscheinung. Die Uniform orientierte sich an der Offiziersuniform der Rheinbundzeit, das blaue Kollett und die silbernen Fransen-Epaulettes sind hierfür beispielhaft. Das blaue Kollet ist mit zwei Knopfreihen versehen, der rote Kragen mit weißen zickzackförmig gesetzten Litzen und Kragenvorstoß verziert, blaue brandenburgische Ärmelaufschläge, diese rot paspeliert und mit weißen Ärmelpatten versehen.[73] Auf den Ärmeln die Rangabzeichen, die im Winkel gesetzten weißen Tressen waren rot paspeliert.[73] Das weiße Beinkleid, an den Seitennähten und in Hüfthöhe beidseitig prachtvolle rote Stickereien.[73] Ein mit Silberfäden besticktes Bandelier gehörte ebenfalls zur Ausstattung, auf diesem waren zwei versilberte Miniatur-Trommelstöcke angebracht. Nicht zu vergessen die Bärenfellmütze mit rot-gelben Stutz und weißen Behängen.

- Ab 1810 dienten beim „Grenadier-Garde-Bataillon“ zwei aus Amerika stammende Brüder als Janitscharen. Die Silberstickereien an ihrer Kleidung wiesen sie als Pauken- und Beckenschläger aus.[74] Sie trugen die typisch orientalische Uniform, aus roten und blauen Tuch, das rote weite Beinkleid mit Leibbinde, in dieser wurde der Jambia getragen. Als Kopfdeckung der weiße Turban, vorne mit dem mecklenburgischen Wappenstern.

### Grenadier-Garde bis 1821
Das „Grenadier-Garde-Bataillon“ hatte hinsichtlich der Uniform und Ausstattung einige Besonderheiten aufzuweisen.
- Waffenrock: Jacke in weiß, mit blauen Kragen dieser rot eingefasst, rote Achselklappen bzw. Fransenepauletten und Ärmelaufschläge. Weißes Riemenzeug, über der Brust gekreuzt. Die Abzeichen der Offiziere, bestanden aus verschiedenartig gestalteten mit Litzen versehenen Kragen und Aufschlägen. Die 4. Garde Voltigeur-Kompanie hatte blauen Achselklappen und grüne Epaulettes.
- Beinkleid: Aus weißem Tuch, weiße Gamaschen.
- Kopfbedeckung: Die 1. Kompanie war ausgestattet mit Bärenfellmützen, diese mit seitlich angebrachten rotem Stutz und roten Fangschnüren versehen. Die 2., 3. und 4. Kompanie trugen Tschakos, die 2. und 3. Kompanie mit rotem Stutz und roten Fangschnüren. Die Tschakos der 4. Garde-Voltigeur-Kompanie waren mit grünem Stutz und grünen Fangschnüren versehen. Die Tschakos der Offiziere waren mit goldenen Behängen ausgestattet, linksseitig ein roter Stutz befestigt.[72]

Im Jahr 1821 wird im ganzen Bataillon die Bärenfellmütze eingeführt. In den späteren Jahren folgt die Abkehr von der alten Uniform hin zur preußischen Uniformierung.

### Grenadier-Garde ab 1840
- 1840 werden die Bärenfellmützen und die Fransenepauletten abgelegt, es folgt die Ausstattung mit Tschakos und Achselklappe. Nur die Leibkompanie trägt zukünftig Bärenfellmützen. Das weiße Beinkleid wird etappenweise gegen das graue Beinkleid getauscht. Die Galawache und Offiziere – bei festlichen Veranstaltungen – tragen weiterhin das weiße Beinkleid. Die alten Gefreiten- und Unteroffiziersabzeichen nach französischem Vorbild entfielen bereits im Jahr 1837. Sie werden durch Tressen an Kragen und Ärmelaufschlägen ersetzt. Die roten Epauletten werden durch weiße Achselklappen ersetzt, auf dieser die aus Messing gefertigte gekrönte Chiffre „P. F. G. v. M“.

### Waffenrock ab 1867
- 1864 erfolgt die Einführung des „Käppi“ nach österreichischem Muster in blauer Farbe mit rotem Bräm im Austausch für die Pickelhauben.[72] Ausgestattet mit schwarzem Haarbusch in russischer Form, das „Käppi“ des Strelitzschen-Bataillons war mit weißen Haarbusch versehen. Die Ausstattung mit dem „Käppi“ wurde 1868 wieder rückgängig gemacht, es folgte die Wiedereinführung der Feldmütze und der Pickelhaube nach preußischem Modell mit Landeswappen-Beschlag.

#### I. und III. Bataillon
- Waffenrock: Per Brigade Befehl vom 15. Dezember 1844 werden die Kolletts abgeschafft, zum 1. Mai 1845 folgte die Einführung des dunkelblauen Waffenrockes nach preußischem Muster. Dieser mit pouceauroten Kragen und Aufschlägen versehen, ausgestattet mit silbernen Knöpfen, weißen Litzen und Achselklappen, diese mit in Rot gestickter Krone und der Chiffre des Großherzogs Friedrich Franz IV.[75] Ärmelpatten grundfarbig dunkelblau mit rotem Vorstoß. Für Offiziere, Schärpe und Portepee in den mecklenburgischen Landesfarben. Der Waffenrock der Offiziere wurde durch russische Silberstickereien verziert. Einjährig-Freiwillige trugen eine in den Landesfarben (blau-gelb-rot) gedrehte Schnur um den Außenrand der Achselklappen.[76] Als weiteres Detail sind die traditionellen rot-weißen Schwalbennester der Militärmusiker des Regiments zu nennen.
- Beinkleid: Schwarz/grau meliertes Beinkleid, bei Paraden weißes Beinkleid.
- Feldmütze: Dunkelblaues Tuch, Besatz und Vorstoß pouceaurote Farbe, vorne auf dem Besatz die mecklenburgische Kokarde unten, ab 1897 die „schwarz-weiß-rot“ Kokarde oben.[77] Zu Beginn der Befreiungskriege am 26. März und am 3. April 1813 vereinigten sich Mecklenburg-Schwerin und Mecklenburg-Strelitz zu einer gemeinsamen Kokarde.[78]
- Helm: 1845 werden die Tschakos durch Helme nach preußischem Muster abgelöst, zu dieser Zeit noch in hoher schwerer Ausführung mit dem eckigen Vorderschirm. Spätere Modelle bestehend aus schwarz lackiertem Leder mit Vorder- und Hinterschirm, Aufsatzspitze, Beschlag aus Messing, flache Schuppenkette aus Messing. Ab 1887 entfällt bei Helmen für Mannschaften die Schuppenkette, diese wird durch einen Lederriemen mit Hakenhalterung ersetzt. 1895 werden zur Gewichtsminderung die Beschläge aus Aluminiumbronze statt aus Messing gefertigt. Der Beschlag zeigt eine Sonne mit dem Landeswappen, umschlossen vom Lorbeerkranz, rechts am Helm die Landeskokarde (blau-rot-gelb), ab 1897 links angebracht.[7] Zu Paraden wird ein Helmbusch getragen, dieser gefertigt aus schwarzem Büffelhaar.[7] Die Militärmusiker trugen bei militärischen Zeremoniellen den roten Helmbusch. Helme des „Grenadier-Garde-Bataillons“ trugen anfänglich noch unter dem mecklenburgischen Wappen ein silbernes Band, mit der Inschrift „Grenadier-Garde“.
- Handschuhe: Für Unteroffiziere aus weißem Wasch-Wildleder, für Mannschaften graumelierter Stoff weiß gefüttert.[77]
- Stiefel: Lederner Schaftstiefel mit 11 bis 12 Zoll hohen Schaft und Absatzeisen.[77]

#### II. Bataillon
Der Waffenrock des durch Mecklenburg-Strelitz gestellten Bataillons unterscheidet sich von dem des I. und III. Bataillons. Wie beim I. und III. Bataillon wurde 1845 der Waffenrock nach preußischem Vorbild eingeführt. Zur selben Zeit kam auch der hohe Helm nach preußischem Vorbild zur Einführung.
- Waffenrock: dunkelblauer Waffenrock, pouceauroter Kragen und Aufschläge, mit goldgelben Knöpfen und gelben Litzen, rote Achselklappen mit in gelb gestickter Krone und der Chiffre des Großherzogs Friedrich Wilhelm. Brandenburgische Ärmelaufschläge mit dunkelblauen Ärmelpatten und rotem Vorstoß; als Besonderheit bei den Offizieren französische Aufschläge mit dreispitzig geschweiften Ärmelpatten.[79] Der Waffenrock der Offiziere wurde durch goldene Stickereien verziert. Für Offiziere, Schärpe und Portepee in den mecklenburgischen Landesfarben. Einjährig-Freiwillige trugen eine in den Landesfarben „blau-gelb-rot“ gedrehte Schnur um den Außenrand der roten Achselklappen.[80] Die Militärmusiker des Strelitzer Bataillons trugen gleichfalls die traditionellen Schwalbennester, diese unterschieden sich lediglich in der Farbe.
- Beinkleid: Schwarz/grau meliertes Beinkleid, bei Paraden weißes Beinkleid.
- Feldmütze: Wie I. und III. Bataillon.
- Helm: Schwarz lackiertes Leder mit Vorder- und Hinterschirm, gereifelte Aufsatzspitze, Beschlag aus Messing, flache Schuppenkette aus Messing. Ab 1887 entfällt bei Helmen für Mannschaften die Schuppenkette, diese wird durch einen Lederriemen mit Hakenhalterung ersetzt. 1895 werden zur Gewichtsminderung die Beschläge aus Aluminiumbronze statt aus Messing gefertigt. Der gelbe Beschlag zeigt das Landeswappen, rechts am Helm die Landeskokarde „blau-rot-gelb“, ab 1897 links angebracht. Zu Paraden wurde ein weißer Helmbusch getragen, gefertigt aus Rosshaar. Die Helme der Militärmusiker wurden zu militärischen Zeremoniellen mit dem roten Helmbusch ausgestattet.
- Handschuhe: Für Unteroffiziere aus weißem Wasch-Wildleder, für Mannschaften graumelierter Stoff weiß gefüttert.[77]
- Stiefel: Lederner Schaftstiefel mit 11 bis 12 Zoll hohen Schaft und Absatzeisen.[77]

### Schloßwache
- Waffenrock: Dunkelblauer Waffenrock, roter Kragen und Aufschläge, weiße Knöpfe, Litzen und weiße Achselklappen mit Namenszug, darüber die Krone, Ärmelpatten in weiß mit rotem Vorstoß.[81] Weißes ledernes Riemenzeug, Offiziere als Standeszeichen eine gelbe Feldbinde, in diese landesfarbene rot-blaue Fäden gestickt.
- Beinkleid: Schwarz/grau meliertes bzw. weißes Beinkleid, bei den Offizieren an den Seiten rot paspeliert.
- Kopfbedeckung: Bärenfellmütze mit weißen Fangschnüren und Schuppenkette aus Messing, roter Stutz bei Offizieren, Unteroffizieren und Grenadieren, bei den Unteroffizieren hatte dieser rote Stutz eine schwarze Spitze. Die Spielleute trugen einen gelben Stutz. Auf der Rückseite der Bärenfellmützen ein rotes Stoffemblem, mit der in weiß gestickten Darstellung einer platzenden Granate. Helm mit aufgesetzten Helmbusch, Gardestern als Beschlag.

### Waffenrock Feldgrau
Mit der Allerhöchsten Kabinettsorder vom 23. Februar 1910 erfolgte die stufenweise Einführung der feldgrauen Uniform, die nunmehr den bunten Uniformrock ersetzte.
Mit der Bestimmung vom 21. September 1915 folgten weitere Änderungen und Anpassungen. Die Einführung der Feldbluse M15 erfolgte ebenfalls im Zuge der Bestimmungen vom 21. September 1915. Epauletten und Epaulettenhalter fielen weg, es wurden grundsätzlich Achselstücke nach neuem Muster getragen. Auf Grundlage der Bestimmungen vom 21. September 1915 folgten am 18. Mai 1916 die Großherzoglich-Schweriner Bestimmungen für Änderungen an den Uniformen der Offiziere und Mannschaften, diese beinhalteten evtl. notwendige Anpassungen.
Das Regiment war bis zu seiner Auflösung 1919 der einzige Truppenteil der „alten Armee“, dessen Bataillonsangehörige verschiedenartig uniformiert waren.
- Waffenrock des I. und III. Bataillons: Feldgraue Achselklappe mit weißem Vorstoß und der bekrönten Chiffre „FF“. Am Kragen Doppellitze, Spiegel ponceaurot, Streifen weiß. Für Offiziere, weiße Achselklappen mit bekrönter Chiffre „FF“, diese mit ponceauroten Randstreifen, Kragen mit weißer Doppellitze. Feldgrauer Aufschlag mit rotem Vorstoß, Ärmelpatten mit weißen Litzen. Knöpfe am Waffenrock und am „kleinen Rock“ silber. Auszeichnungsknöpfe des I. und III. Bataillon waren mit dem bekrönten Landeswappen versehen. Lederkoppel aus naturbraunen oder schwarzem Leder mit Koppelschloss, aus Messing oder Nickel gefertigt und mit dem bekrönten Mecklenburger Wappen besetzt.

- Waffenrock des II. Bataillons: Feldgraue Achselklappe mit ponceaurotem Vorstoß und der bekrönten Chiffre „FF“. Am Kragen Doppellitze, Spiegel ponceaurot, Streifen gelb. Für Offiziere, weiße Achselklappen, mit ponceauroten Randstreifen, Kragen mit gelber Doppellitze. Feldgrauer Aufschlag mit rotem Vorstoß, Ärmelpatten mit gelben Litzen. Bei den Offizieren französische Aufschläge und entsprechend geschweifte Ärmelpatten.[85] Knöpfe am Waffenrock und am „kleinen Rock“ in gelb vergoldet. Auszeichnungsköpfe des II. Bataillons waren mit der herzoglichen Krone versehen. Lederkoppel aus naturbraunen oder schwarzem Leder mit Koppelschloss, aus Messing oder Nickel gefertigt und mit dem bekrönten Mecklenburger Wappen besetzt.

- Beinkleid: Für Mannschaften Hose feldgrau, Stiefelhose für Offiziere, Vorstoß an den Seitennähten.
- Kopfbedeckung: Feldmütze und Schirmmütze feldgrau, roter Besatzstreifen, mit Landeskokarde und Reichskokarde.
- Helm: 1915 Einführung des Modells M15, graue Beschläge (lackiertes Zinkblech) mit entfernbarer Spitze, welche mit Bajonettverschluss ausgestattet war. Am Helm mit feldgrauem Überzug wurden Kinnriemen getragen. Ab Februar 1916 Ausrüstung der Truppen vor Verdun mit dem Stahlschutzhelm Modell 1916. 1917 erfolgt die Einführung des Schneeüberzuges für den Stahlhelm. Ab 1918 Einführung eines Tarnanstriches in Ockerfarben aus Sichtschutzgründen.
- Schuhzeug: Die Stiefel, in naturfarbenem Zustand bei Mobilmachung im August 1914 ausgegeben. Nach den per Allerhöchster Kabinettsorder vom 21. September 1915 erlassenen Bestimmungen mussten diese geschwärzt werden.

Jedem Truppenteil wurde während des Weltkrieges ein Feldprediger zugewiesen. So auch dem „Grenadierregiment Nr. 89“ der Feldprediger Karsten. Dessen Uniformierung weist einige Besonderheiten auf: der Gehrock in feldgrau, als Kopfbedeckung ein feldgrauer Hut mit breiten Krempen, an diesem die Landeskokarde, darunter ein silbernes Kreuz. Über dem Gehrock trug der Feldprediger eine Halskette mit Kreuz und am linken Oberarm eine Armbinde mit Kreuz. Das Beinkleid glich denen der Offiziere. Feldprediger Karsten war zudem mit dem Eisernen Kreuz II. Klasse und dem mecklenburgischen Militärverdienstkreuz ausgezeichnet worden, welche er am Gehrock trägt.

### Bekleidungsvorschrift 1919
Am 19. Januar 1919 wurden vorläufige Bestimmungen über die Bekleidung des Heeres in Friedenszeit erlassen. Hintergrund war die gewollte und sichtbare Abkehr von den alten Dienstgradabzeichen.
- Kopfbedeckung: An den Mützen war nur noch eine landesfarbene Kokarde auf dem Besatzstreifen zu tragen. Ab Inkrafttreten der Bestimmung war es allen Angehörigen des Heeres erlaubt Schirmmützen zu tragen.
- Waffenrock: An den Uniformen waren keine Änderungen vorgesehen.
- Dienstgradabzeichen: Die bis zum Erlass getragenen Dienstgradabzeichen entfielen und wurden durch behelfsmäßige Abzeichen ersetzt. Diese waren aus dunkelblauem Tuch in Streifenform gefertigt und von unterschiedlicher Breite. Je nach Dienstgrad wurden die Streifen am Oberarm oder Unterarm des Waffenrockes, des Mantels oder der Feldbluse getragen. Bei den Offizieren war auf den breitesten Streifen die Nummer des Truppenteils aufgebracht.
- Seitenwaffe: Das kurze Infanterie-Seitengewehr Modell 98/05 wurde zur Standardseitenwaffe bestimmt. Offiziere, Unteroffiziere und Soldaten hatten das Seitengewehr übergeschnallt am Koppel zu tragen.

Die Bestimmungen behielten ihre Gültigkeit bis zum 5. Mai 1919. Für die „vorläufige Reichswehr“ folgten andere Bestimmungen.

### Galerie Uniformen

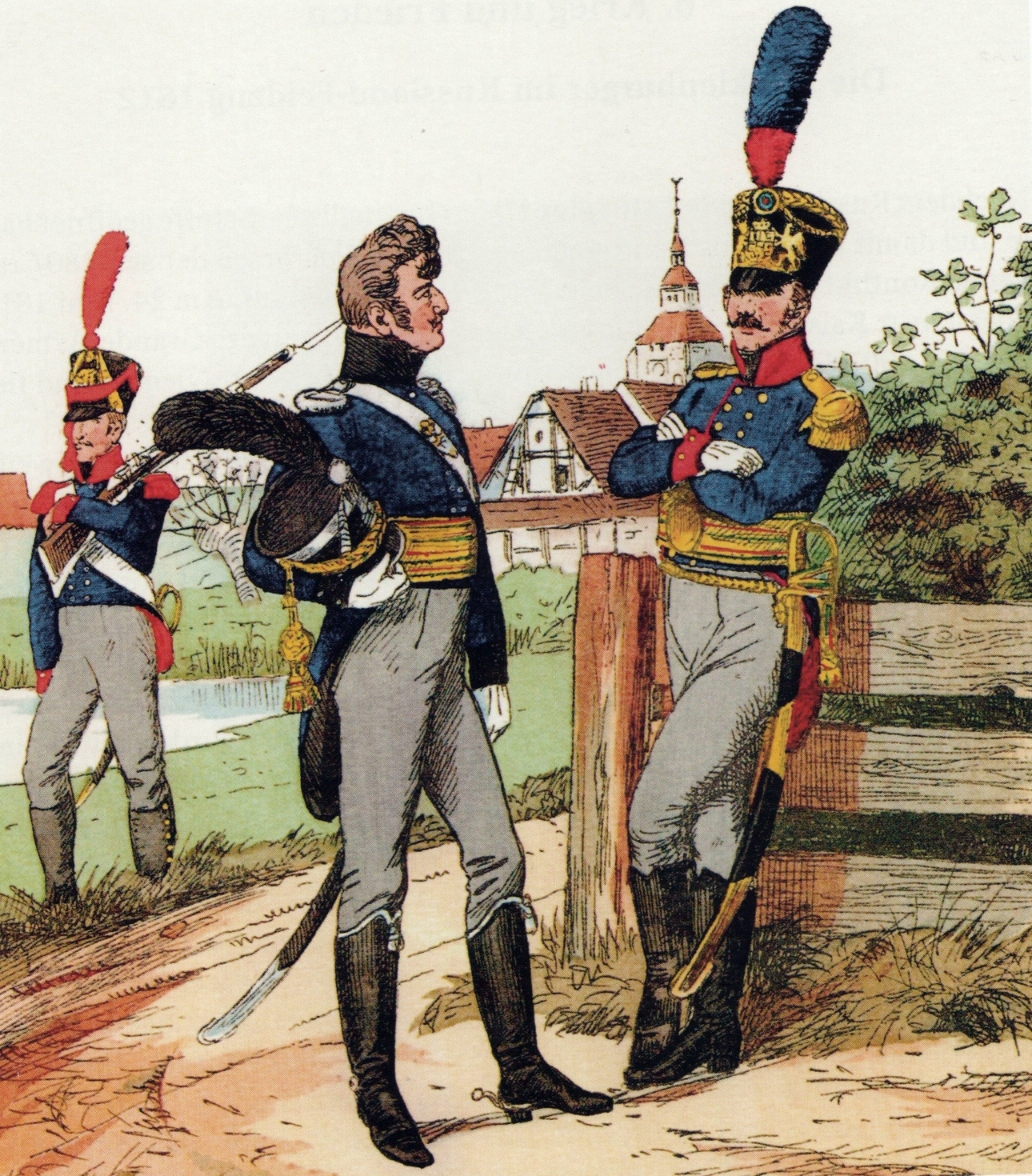
v. l. Mecklenburg-Schweriner Grenadier, Artillerie-Offizier und Strelitzer Infanterie-Offizier
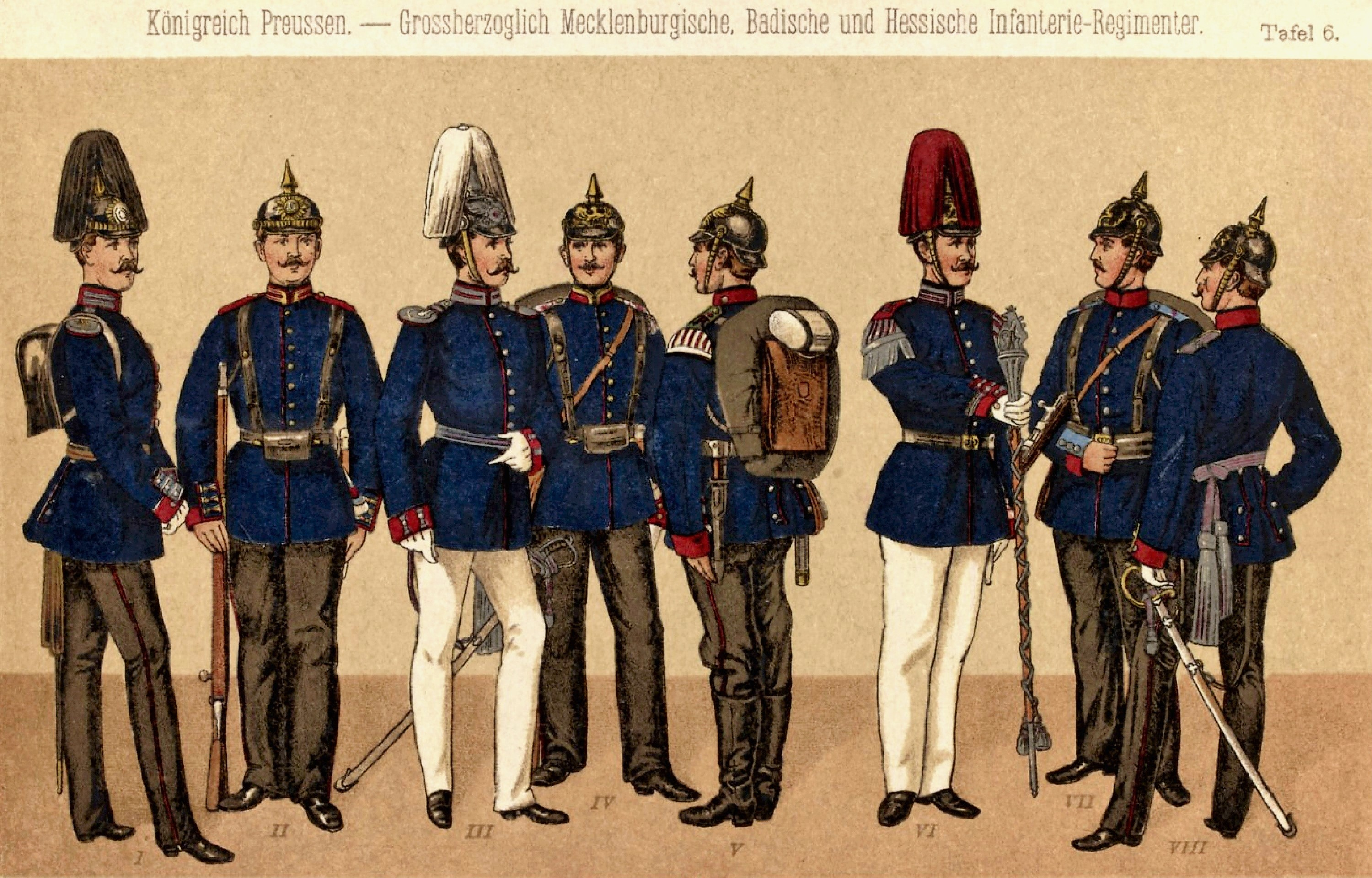
I.) Paradeuniform eines Leutnants des I. bzw. III. Bataillons. II.) Uniform für Mannschaften (Wachanzug) des II. Bataillons (Strelitzer).
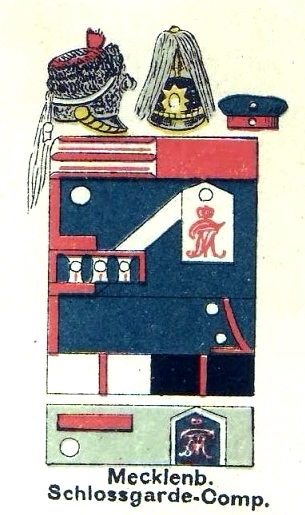
Uniform der Schweriner Schloß-Garde.
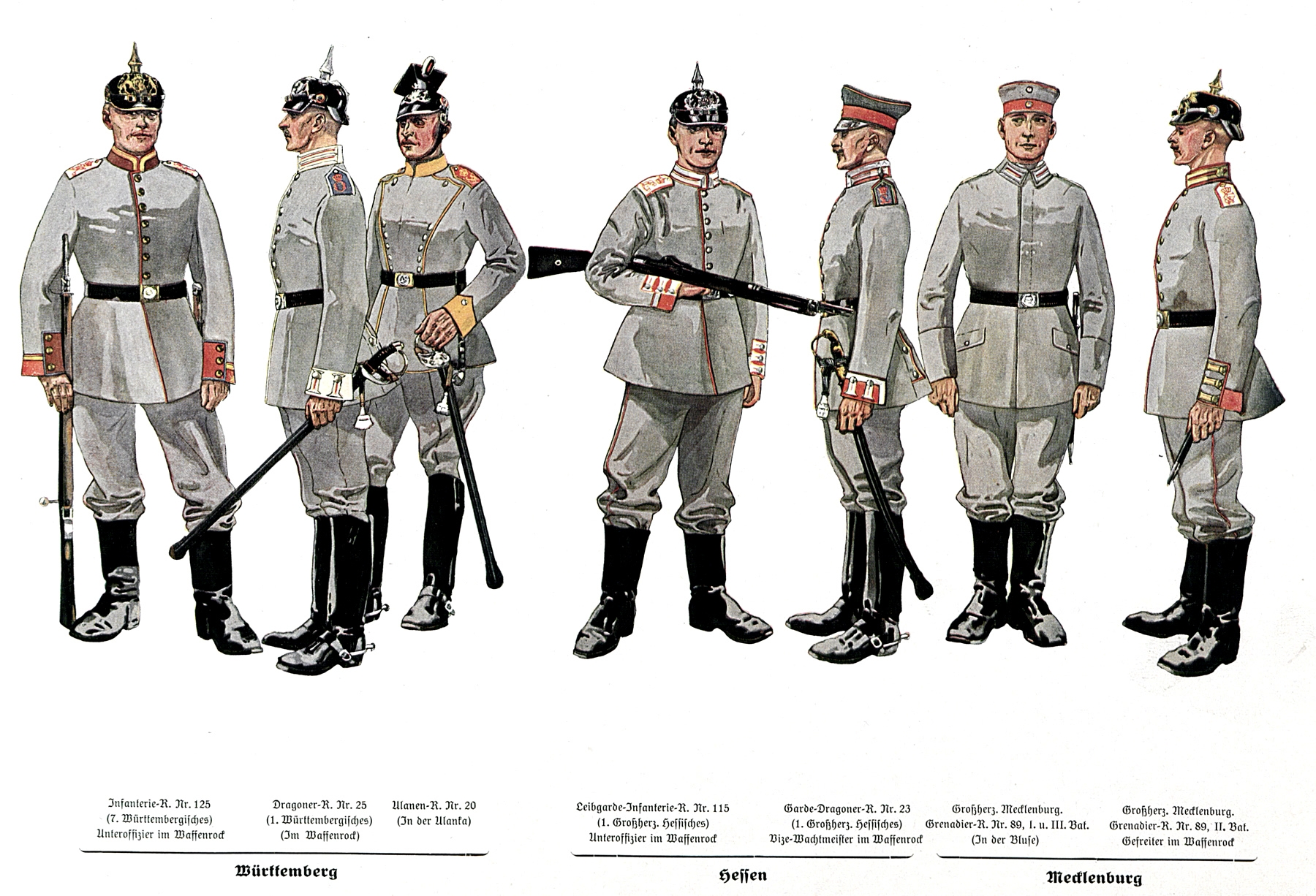
Uniformen des Grenadier-Regiments Nr. 89 im Jahr 1915/16.
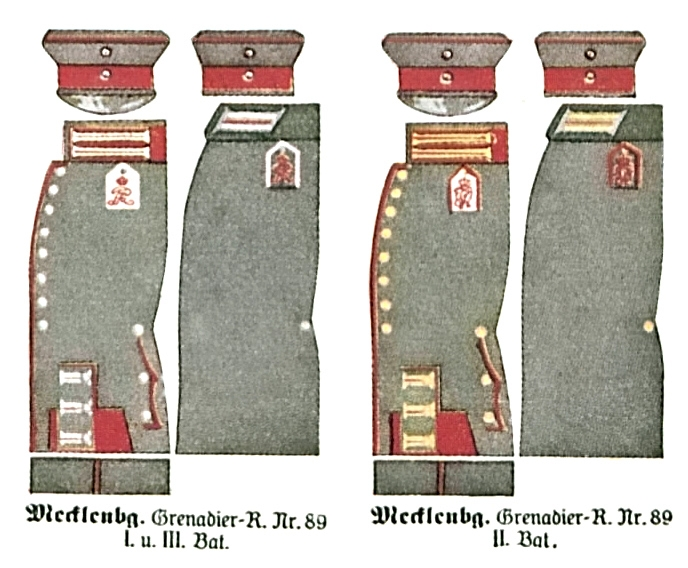
Uniformen des Grenadier-Regiments Nr. 89 im Jahr 1915/16.
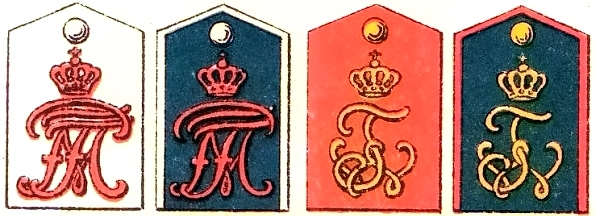
Achselklappen für Waffenrock und Mantel des I., II und III. Bataillons.

## Ausrüstung

### Subsidienkorps 1788
- Tornister aus Kalbsfell gearbeitet
- schwarze Patronentaschen
- Brotbeutel aus Leinen
- Feldflasche

### Befreiungskriege 1813–1815
- schwarze Patronentasche mit Wappenstern, aus Messing gefertigt
- Tornister aus Kalbsfell gefertigt, auf diesem wurde der aufgerollte Mantel befestigt

### Jahrhundertwende
- Tornister M/87 mit Tragegerüst und Tornisterbeutel oder Tornister M/95 mit Tragriemen und Zeltzubehörbeutel für Fusstruppen[88]
- tragbare Zeltausrüstung
- Patronentasche
- Brotbeutel mit geölter schwarzer Klappe
- Bandolier mit Kartusche für Revolermunition (Train)
- Kartusche für Karabinermunition
- Feldflasche M87 oder neues Modell aus Aluminium
- Schanzzeug
  - Spaten für Infanterie
  - Beilpicke für Infanterie
  - Feldbeil für Infanterie

### Gasschutz 1915–1918
Mit dem ersten deutschen Blasangriff am 22. April 1915 begann der Gaskrieg des Ersten Weltkrieges, so auch für die mecklenburgischen Soldaten. Es stellte sich nunmehr die Frage des Schutzes der deutschen Soldaten. So wurde als erster Gasschutz der sogenannte „Atem- und Mundschützer Etappe Gent“ entwickelt, um zumindest übergangsweise einen Grundschutz zu gewährleisten. Dieser Atem- und Mundschützer bestand aus Putzwolle, die wiederum in einen Müllbeutel eingenäht wurde, wobei die Putzwolle in einer Natriumthiosulfatlösung getränkt war.
Im August 1915 wurde die deutsche Heeresgasmaske – mit abschraubbaren Filter – eingeführt. Die Gesichtsmaske gewährleistete den Schutz der Augen, des Mundes und der Nase. Schließlich wurde 1917 die deutsche Ledergasmaske – aus imprägnierten Leder – eingeführt, mit einem verbesserten Filtereinsatz, der auch Schutz gegen Chlorpikrin und Blaukreuz Kampfstoffe bot.

## Fahnen und Auszeichnungen

### Fahnen
Die Bataillonsfahnen des Großherzoglich Mecklenburgischen Grenadier-Regiments Nr. 89 wurden zu Friedenszeiten im Waffensaal des Großherzoglichen Arsenals in Schwerin aufbewahrt und zur Schau gestellt.
Am 12. Juli 1915 veranlasste Kaiser Wilhelm II. die Rückführung der Fahnen und Standarten zu den stellvertretenden Generalkommandos. Bis zu diesem Zeitpunkt kam es bereits zu zahlreichen Schäden an den Fahnen bzw. zum temporären Verlust der Fahnentücher. Auch die mecklenburgischen Regimenter waren betroffen. In den Kampfhandlungen von Lüttich musste das Fahnentuch vom I. Bataillon des Füsilier-Regiments Nr. 90 von der Fahnenstange getrennt und vergraben werden. Die Bataillonsfahne des III. Bataillons und dessen Fahnenträger Möller gingen während der Kämpfe um Lüttich verloren. Das abgerissene Fahnentuch fand man erst am 15. August 1914 im eroberten Fort Loncin bei einem der toten Grenadiere.

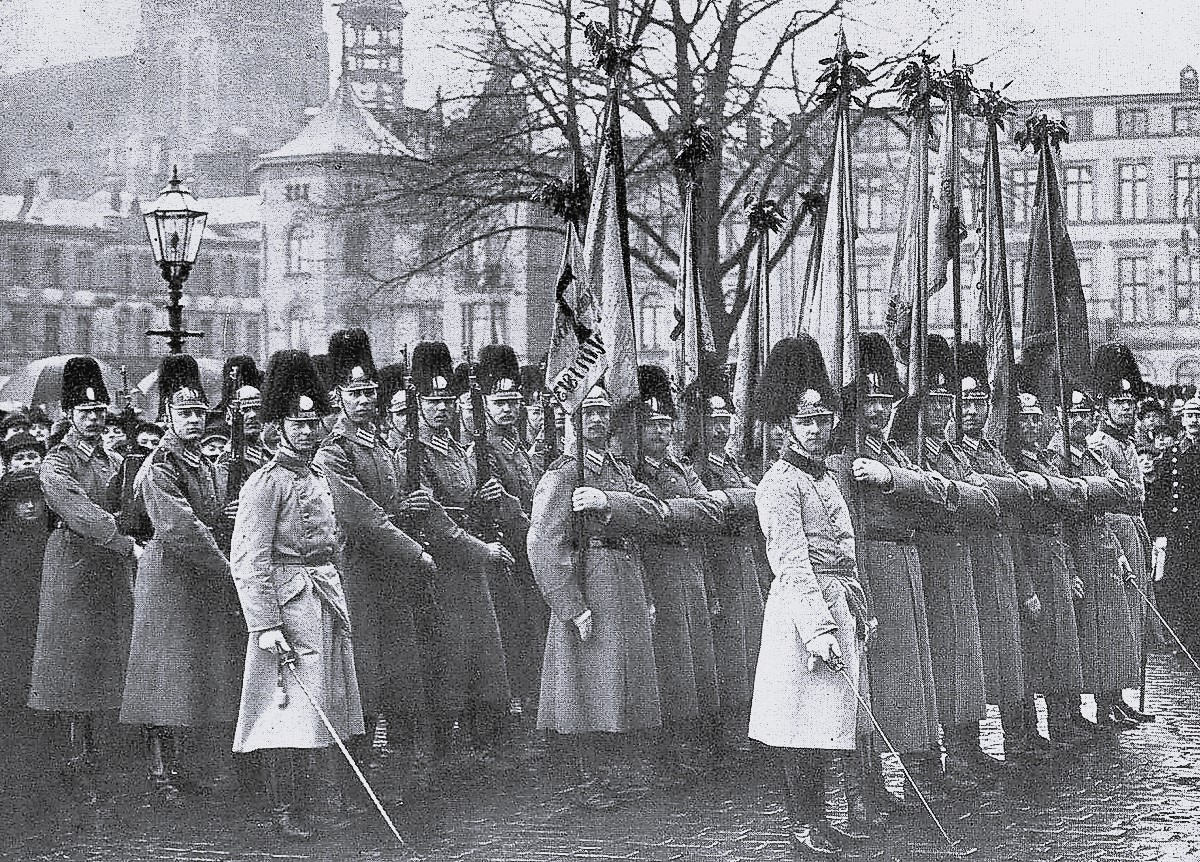
Fahnenkompanie (Leibkompanie) des Regiments, angetreten vor der Ruhmeshalle des Arsenals in Schwerin mit den Feldzeichen von 1813, anlässlich der 100-Jahr-Feier des Befreiungskrieges am 10. März 1913.

#### Fahnen von 1786
Im Jahr 1786 erhielt das Grenadier-Regiment von Both neuen Fahnen, eine Avancierfahne und eine Retrierfahne. Die Nagelung des Fahnentuches fand im „Alten Garten“ in Schwerin statt. An der Fahnenweihe nahmen Herzog Friedrich Franz I. von Mecklenburg-Schwerin und der Herzog Adolph Friedrich IV. zu Mecklenburg-Strelitz teil. Auditeur Reuß hielt die feierliche Ansprache.

#### I. Bataillon
Das Grenadier Garde-Bataillon erhielt am 18. Juli 1810 seine neue Fahne, deren Übergabe am „Alten Garten“ in Schwerin stattfand.
Am 22. August 1904 erhielt das I. Bataillon in Schwerin eine neue Fahne. Die Nagelung der Fahne wurde in der Waffenhalle des Schweriner Schlosses vorgenommen. Im Anschluss wurde die Weihung der Fahnen am Friedrich-Franz II. Denkmal vollzogen.
Die Fahne wurde aus weißer Seide gefertigt. In den Ecken findet sich das bekrönte herzogliche Monogramm, welches von Lorbeerzweig und Palmzweig eingefasst wird. In der Mitte das großherzogliche Wappen und der offene Visierhelm mit Krone und Helmzier. Im Wappen die Devise „per aspera ad astra“. Eingefasst wird das Wappen von der Ordenskette des Hausordens der Wendischen Krone, der 1864 gestiftet wurde.
Einer der Fahnenträger des I. Bataillons war der Sergeant Karl Becker aus Bad Kleinen. Er wurde im Ersten Weltkrieg auf den Schlachtfeldern Flanderns schwer verletzt und verlor sein Augenlicht.

#### II. Bataillon
Fahne mit Fahnenbändern des Strelitzschen-Bataillons, verliehen von der Großherzogin Marie von Mecklenburg-Strelitz am 10. Mai 1830.

#### III. Bataillon

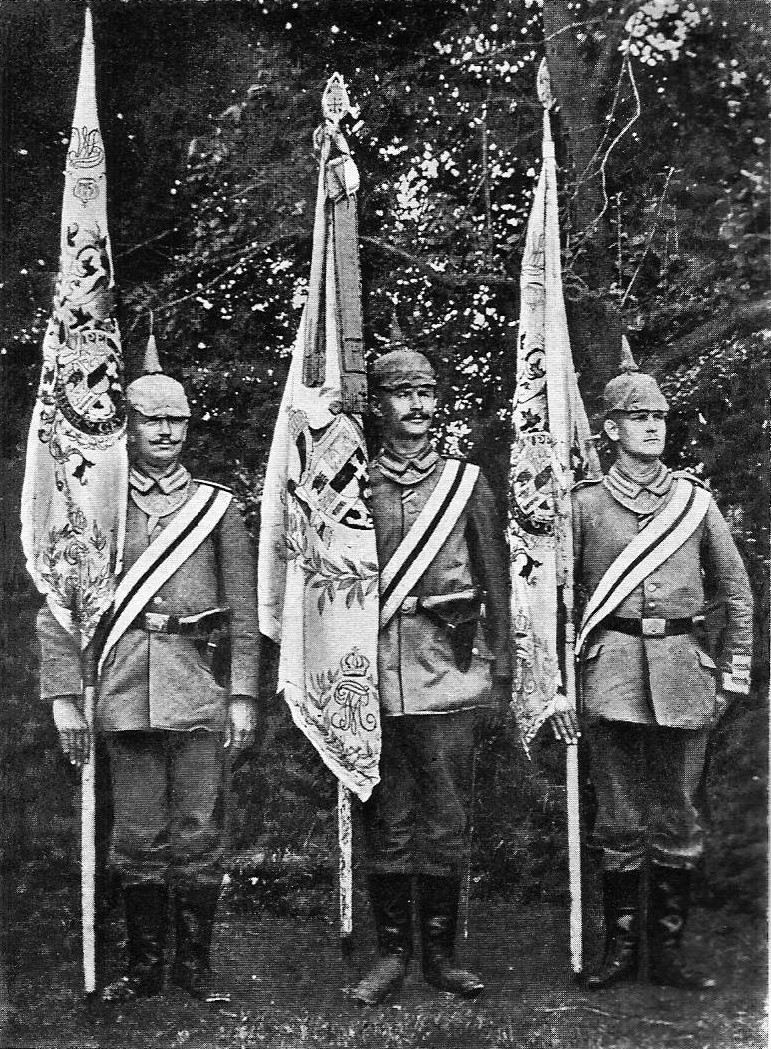
Bataillonsfahnen vor der Rückführung am 25. Juli 1915. Fahnenträger des Regiments: I. Bataillon Vzfw. Wehring, II. Bataillon Vzfw. Schwenn, III. Bataillon Vzfw. Bremer.

Die erste Regimentsfahne erhielt das Grenadier-Regiment Winter am 26. März 1796 von Herzog zu Mecklenburg Friedrich Franz I. verliehen. Der Fahne war bei Übersendung ein eigenhändiges Schreiben des Herzogs an den Obristen Winter beigefügt, der sich in dieser Zeit in Güstrow aufhielt. Die Fahne war 1,17 Meter breit und 1,44 Meter lang und aus doppelten seidenen weißen Längsstreifen zusammengesetzt, die auf jeder Seite mit 78 Pinnen befestigt waren. Den Rand umgab eine goldene Girlande, die aus Lorbeer- und Palmzweigen bestand. In den Ecken fand sich der Namenszug des Herzogs, welcher durch die herzogliche Krone bekrönt wurde, flankiert von je einem Lorbeer- und Palmzweig. Das mecklenburgische Wappen im Zentrum des Fahnentuches ruhte auf einem grünen mit Kriegs-Symbolik verzierten Erdboden. Umschlossen wurde das bekrönte goldene Wappen von Lorbeer- und Palmzweigen. Die mecklenburgischen Wappentiere Stier und Greif flankierten das Wappen. Zwischen den Emblemen fand sich zudem die Signatur J. H. Suhrland, Ludwigslust 1795. Der herzogliche Hofmaler Johann Heinrich Suhrlandt war für die Gestaltung der Regimentsfahne verantwortlich. Die Fahne war an einer 3,04 Meter langen weißen Fahnenstange befestigt, die mit einer Spitze aus Bronze versehen war. In der Fahnenspitze fand sich das Monogramm des Herzogs Friedrich Franz I.
Die Avancierfahne ist heute Bestandteil der Sammlung des Deutschen Historischen Museums.
Am 22. August 1904 erhielt das III. Bataillon in Schwerin eine neue Fahne. Die Nagelung der Fahne wurde in der Waffenhalle des Schweriner Schlosses vorgenommen. Ihre feierliche Weihung erhielt die Fahne hingegen am Schweriner Friedrich-Franz II. Denkmal.

#### IV. Bataillon
Dem 1893 aufgestellten IV. Bataillon, wird am 16. Juli 1894 eine neue Fahne verliehen. Das IV. Bataillon wird am 1. April 1897 abgegeben. Die Fahne wurde an das I. Bataillon übergeben. Im Ersten Weltkrieg wird diese Fahne vom I. Bataillon des Landwehr-Infanterie-Regiments Nr. 76 getragen.

### Auszeichnungen
- 0I. Bataillon: Am 11. Juli 1868 Verleihung eines Fahnenbandes in blau, mit in Gold gestickten Jahreszahlen der Feldzüge.[7] Bänder des von Preußen gestifteten Erinnerungskreuzes für 1866 ohne Schwerter. Eisernes Kreuz und mecklenburgisches Militärverdienstkreuz. Band der Kriegsdenkmünze 1870/71 mit den goldenen Gefechtsspangen und das 1900 Erinnerungszeichen, verliehen an alle Fahnen und Standarten der deutschen Armee.[96]

- II. Bataillon: Ein Fahnenband blau, mit Stiftungsdatum 1701 in Gold gestickt. Ein Fahnenband in den mecklenburgischen Landesfarben und eines in den hessischen Landesfarben. Band der Kriegsdenkmünze 1870/71 mit den goldenen Gefechtsspangen.[96] Das 1900 Erinnerungszeichen, verliehen an alle Fahnen und Standarten der deutschen Armee.[96]

- III. Bataillon: Verleihung eines Fahnenbandes in blau, mit in Gold gestickten Jahreszahlen der Feldzüge am 11. September 1858. Bänder des von Preußen gestifteten Erinnerungskreuzes für 1866 ohne Schwerter.[7] Band der Kriegsdenkmünze 1870/71 mit den goldenen Gefechtsspangen und ein Jubiläumsband.[96] Das 1900 Erinnerungszeichen, verliehen an alle Fahnen und Standarten der deutschen Armee. Eisernes Kreuz und Mecklenburgisches Militärverdienstkreuz.[96]

### Schellenbaum
In der preußischen Tradition ist der Schellenbaum nicht unbedingt als Instrument anzusehen, eher als eine Siegestrophäe. Das Grenadier-Garde-Bataillon hatte seinen ersten Schellenbaum am 25. Mai 1822 erhalten. Er war ein Geschenk des preußischen Königs Friedrich-Wilhelm III., das anlässlich der Vermählung seiner Tochter Alexandrine mit dem mecklenburgischen Erbgroßherzog Paul Friedrich überreicht wurde.
1870 erhielt das Regiment einen neuen Schellenbaum überreicht. Der Aufsatz des neuen Schellenbaumes wurde durch die figürliche Darstellung eines Greifes, der die Paradeflagge in seinen Fängen hielt, bekrönt.  Der Halbmond war mit sechs Glöckchen und sechs Sternchen versehen. An den Enden fanden sich hingegen die aufgesetzten Granatflammen, darunter hängend die Rosshaarschweife, einer von roter Farbe und der andere von blauer Farbe. Die große Glocke war ebenso mit Glöckchen und Sternchen verziert.
Einer der Schellenbaumträger war der Gefreite Hacker, der von 1908 bis 1910 in der 1. (Leib-)Kompanie des I. Bataillons diente.

## Regimentsmärsche
Dem I. und III. Bataillon des Regiments wurde als Präsentiermarsch der Marsch zum Fest der weißen Rose (AMS III, 29) verliehen. Den Alexander-Cesarewitsch-Marsch (AMS II, 161), der 1852 komponiert wurde, erhielten die beiden Bataillone als Parademarsch. Das II. Bataillon erhielt hingegen den Vandalia-Marsch als Präsentiermarsch und den Sedanmarsch (AMS II, 45 a) als Parademarsch zugewiesen.

## Galerie Regiment

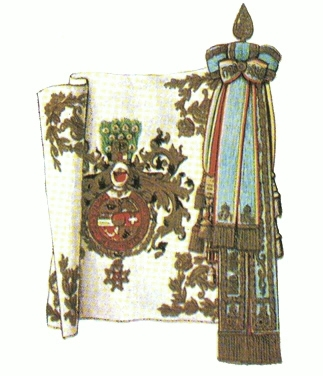
Fahne I. Bataillon
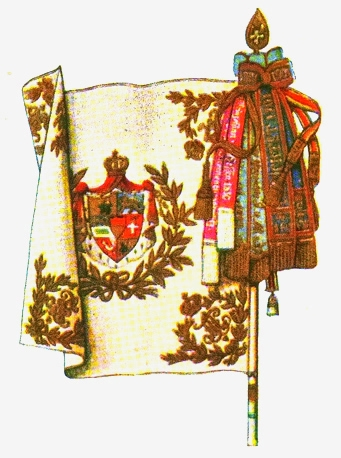
Fahne II. Bataillon
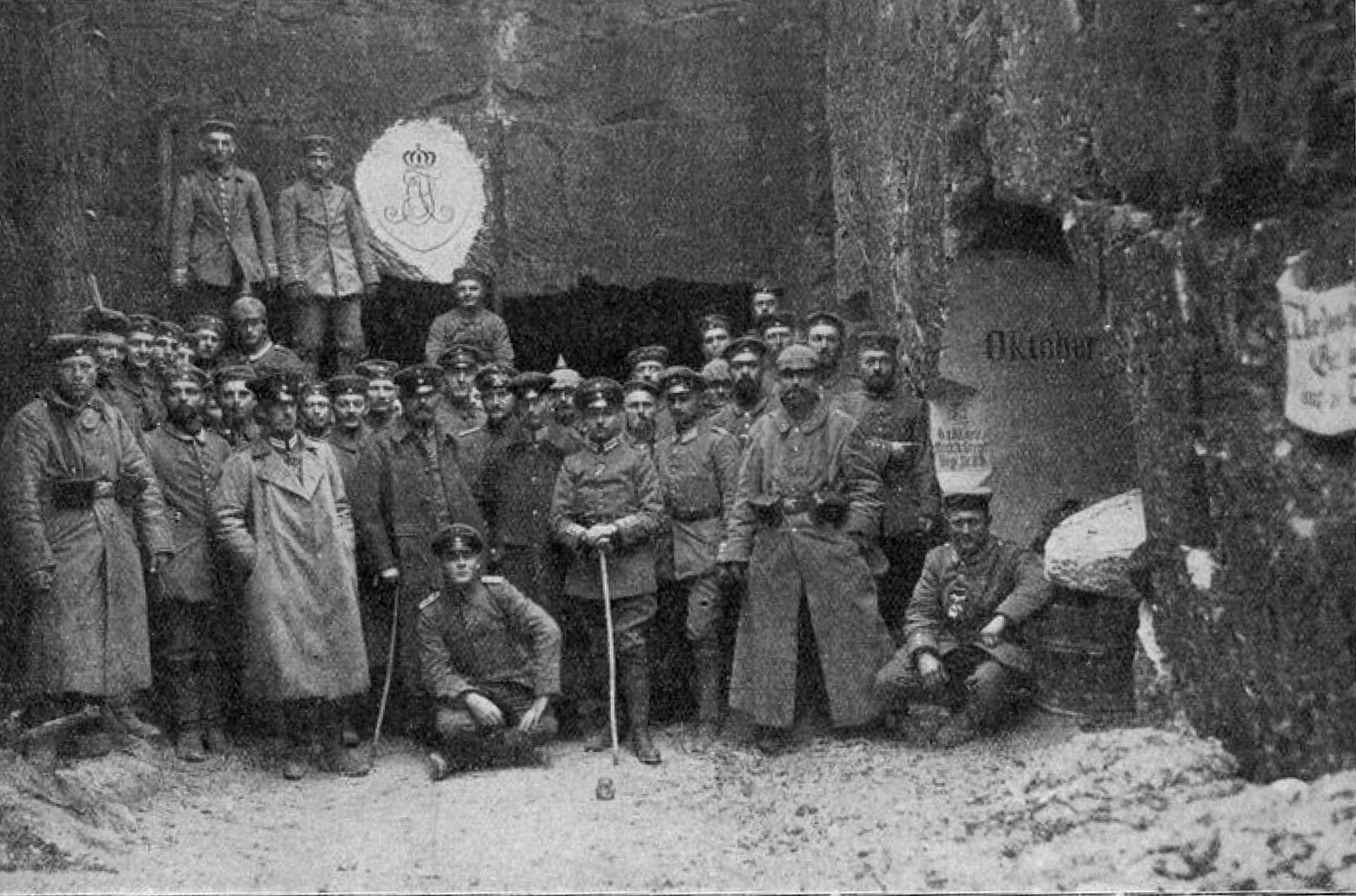
Strelitzer Grenadiere vor der Adolf-Friedrich Höhle im Elsaß
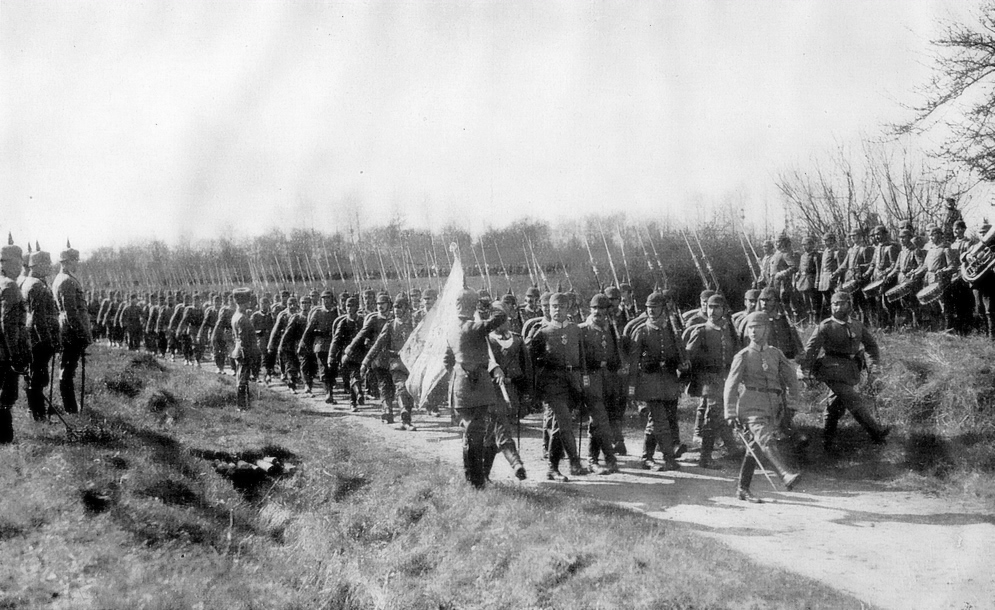
Geburtstagsparade bei Pontoise
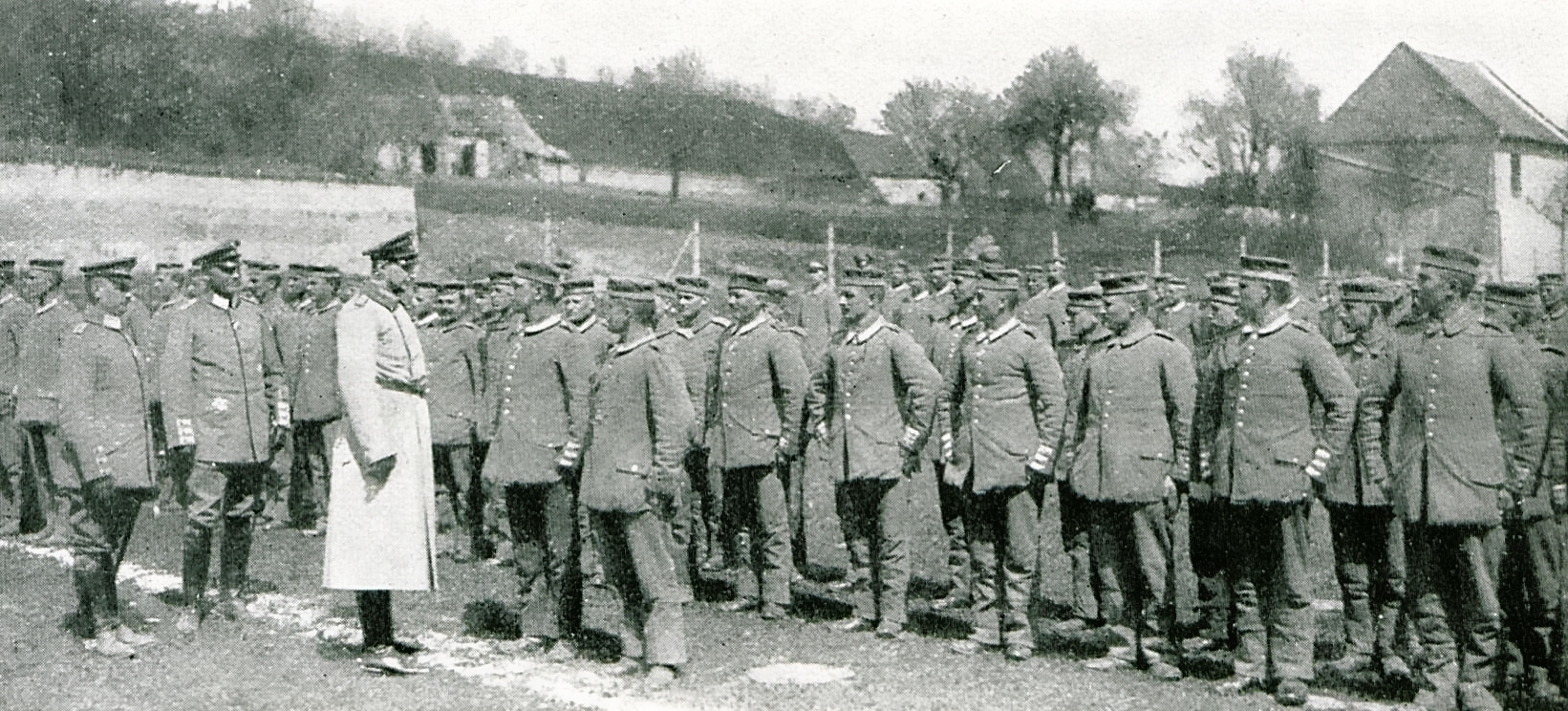
Besuch des Großherzogs Friedrich Franz IV.
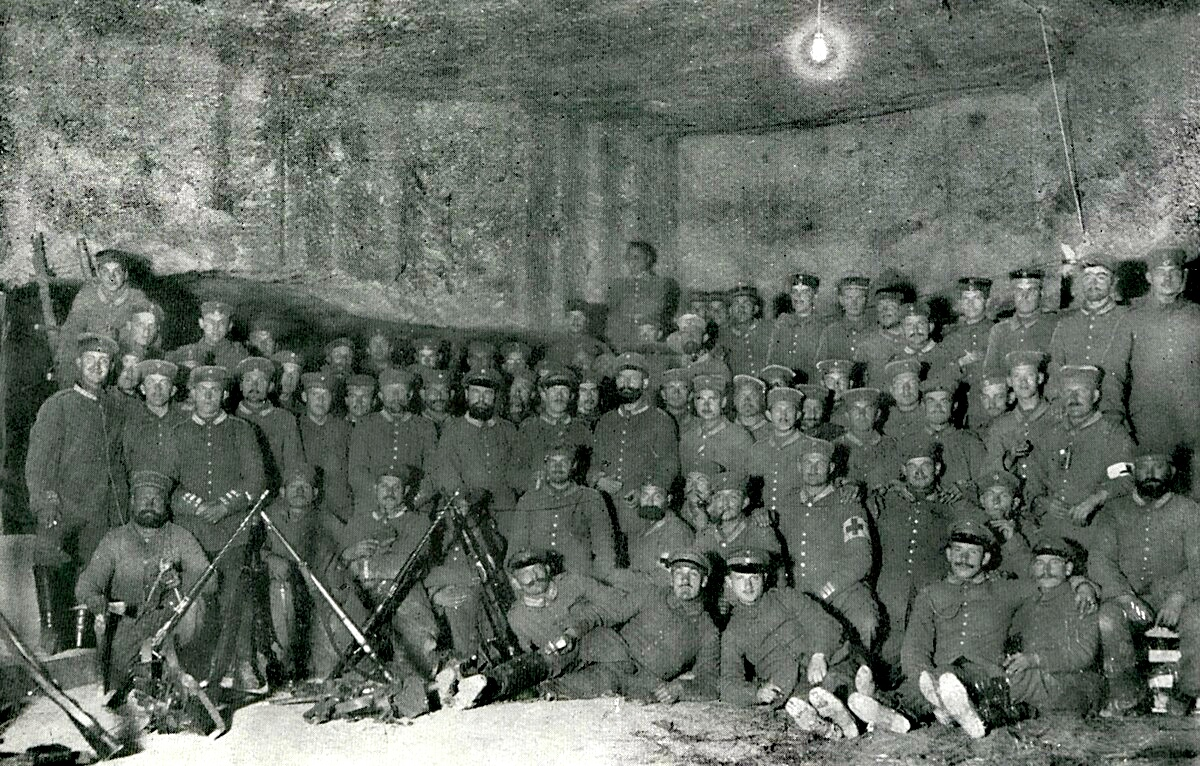
Strelitzer Grenadiere in ihrer Unterkunft

## Bewaffnung
Die 1813 beschafften englischen Gewehre wurden 1819 gegen zuverlässigere Gewehre aus französischer Produktion ausgetauscht. Ab 1837 wurden schrittweise das Steinschlossgewehr vom Perkussionsgewehr ersetzt bzw. die alten französischen Gewehre mit Perkussionsschlössern ausgestattet, was die Zuverlässigkeit der Gewehre im Einsatz deutlich erhöhte sollte. Das Dreyse-Zündnadelgewehr wurde 1860 in den mecklenburgischen Truppenverbänden eingeführt. 1862 folgte die Einführung des Standard-Seitengewehrs. Mit dem Eintritt in den Norddeutschen Bund übernahm das Mecklenburger Militär teilweise auch die preußische Waffenausrüstung. In den folgenden Jahren wurden die mecklenburgischen Regimenter mit den jeweiligen neuesten Weiterentwicklungen der Waffentechnik ausgerüstet. So wurde 1875 das Reichsgewehr M/71 eingeführt. 1887 folgte das M 71/84, welches 1890 vom Kommissionsgewehr M/88 ersetzt wurde.
Die Schießausbildung des 19. Jahrhunderts richtete sich nach den Vorschriften für die Schießausbildung, die in der Schieß-Instruktion aufgestellt wurde, welche aufgrund der technischen Fortentwicklung bis 1887 zahlreiche Abänderungen erfuhr. Die 1887 eingeführte „Schießvorschrift für die Infanterie“ stellte erstmals eine umfassende Grundlage für die kriegsnahe Ausbildung dar, welche sich positiv auf den Ausbildungsstand des Regiments auswirkte.
Im Herbst 1905 wurde in den mecklenburgischen Regiments- und Bataillonsverbänden die Umbewaffnung auf das Gewehr 98 vollzogen.
Schießübungen am Standort, wurden im Waldbereich von Schelfwerder auf dem dortigen Schießstand durchgeführt. Die weitere Schießausbildung und Gefechtsausbildung fand bei Bedarf auf dem Ausbildungsgelände des „IX. Armee-Korps“ Lockstedter Lager in Holstein statt.
Im Verlauf des Ersten Weltkrieges kam es zu grundlegenden Anpassungen der Waffenausrüstung des Infanterie-Regiments. 1917 waren die Schützen-Kompanien mit je fünf leichten Maschinen-Gewehren und zwei Granatwerfern ausgerüstet. Die Maschinengewehr-Kompanien wurden hingegen mit jeweils zwölf schweren Maschinengewehren ausgestattet. Hinzu kamen zudem ab 1917 die Minenwerfer. Die neu formierten Minenwerfer-Züge wurden mit je vier leichten Werfern ausgerüstet.

### Handwaffen und Blankwaffen

#### 1788–1796
- Steinschlossgewehr (Subsidienkorps: 1500 Stück Fabrikat „Jean Corbusier et files zu Lüttich“)
- Kurzgewehre für Unteroffiziere
- Infanteriesäbel für Mannschaften
- Degen für Grenadier-Offiziere

#### 1860–1895

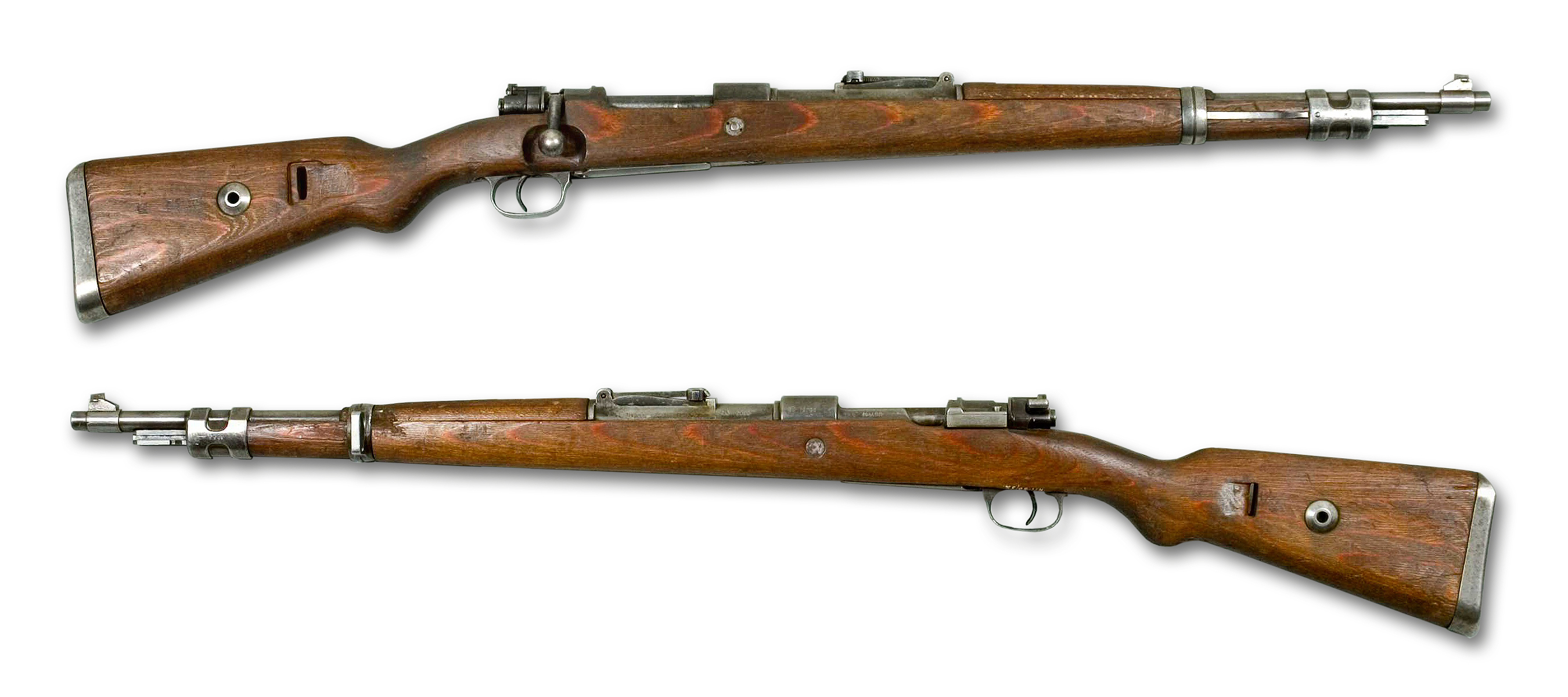
Modell Mauser 98

- Zündnadelgewehr Modell M/60 und M/62[101]
  - Dillenbajonett für Dreyse-Modell 1862
- Deutsches Reichsgewehr Modell 1871
  - Infanterie-Seitengewehr SG 1871
- Deutsches Infanteriegewehr Modell 1871/84[102]
  - Seitengewehr SG 71/84
- Kommissionsgewehr Modell 1888
  - Seitengewehr SG 71/84

#### 1895–1918
- „Kommissionsgewehr“ Modell 1888
  - Seitengewehr SG 71/84
- Mehrlade-Karabiner Modell Mauser 98
  - Infanterie-Seitengewehr SG 98, Seitengewehr SG 98/05, Dolchbajonett Demag 1916
- Selbstladepistole Modell 1896, Modell 1896/1912

### Explosionswaffen

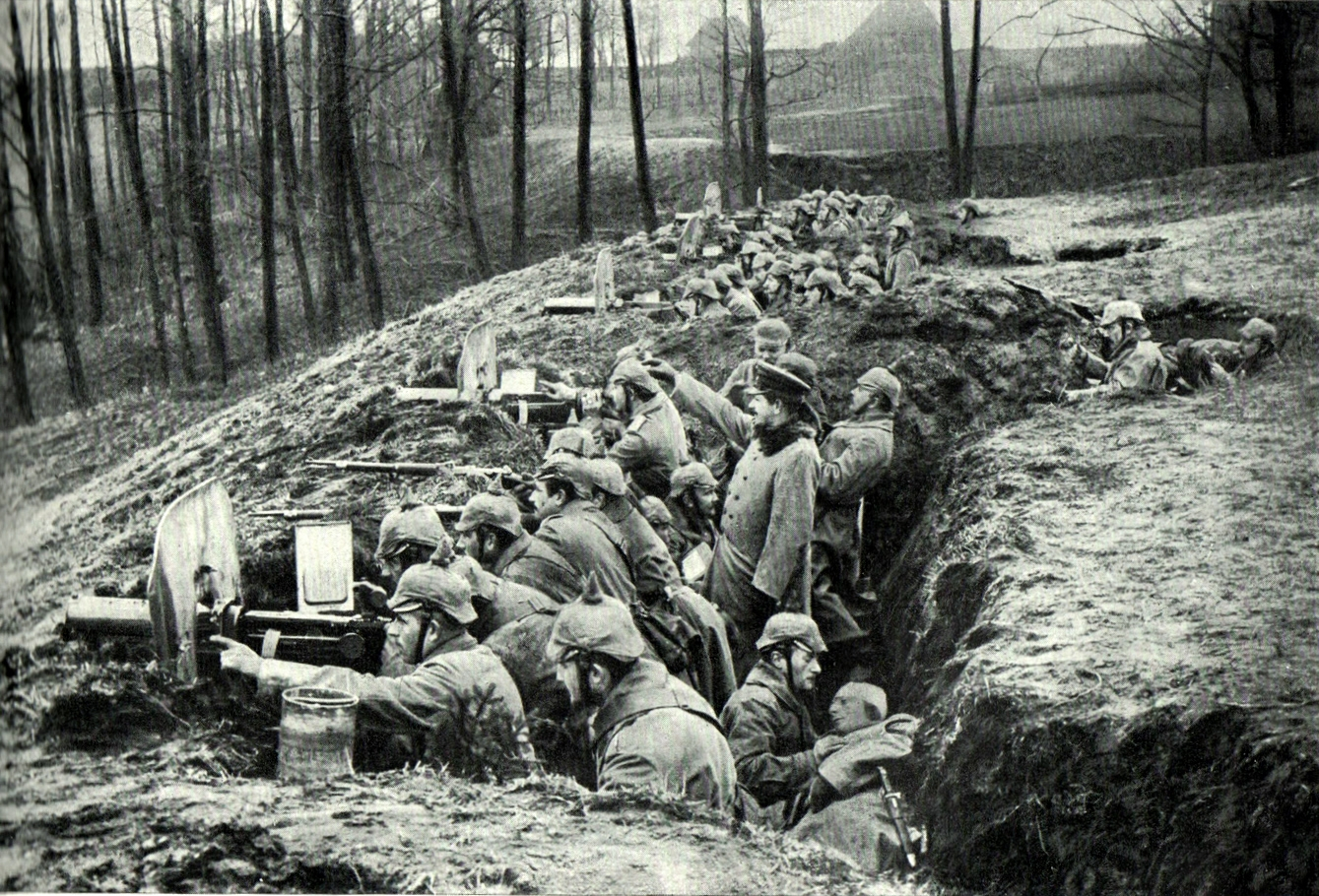
Maschinengewehr-Abteilung in Abwehrstellung

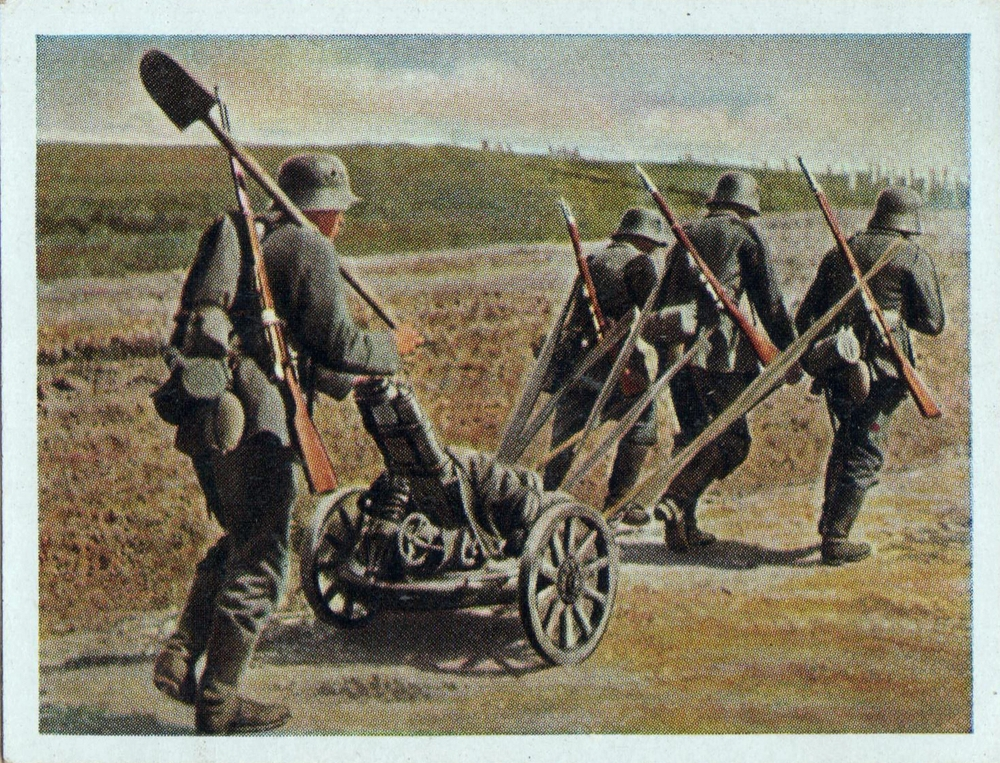
Leichter Minenwerfer 7,58 cm

- Kugelhandgranate Einführung 1913, Modifikation 1915
- Stielhandgranate mit Brennzünder 15 (Messingbrennzünder)
- Eihandgranate (ab 1917 mit Zinkbrennzünder)

### Maschinengewehr-Kompanien
1908 formierte sich die erste schwere Maschinengewehr-Kompanie im Regiment. Es handelte sich jedoch nicht um die erste Aufstellung einer derartig bewaffneten Einheit. Bereits 1902 wurde im Großherzoglich Mecklenburgisches Jäger-Bataillon Nr. 14 in Colmar die Maschinengewehr-Abteilung Nr. 9 aufgestellt.
- Maschinengewehr 08, Modifikation 08/15

### Minenwerfer-Abteilungen
In den Infanterieregimentern kam vorwiegend der leichte lafettierte 7,58-cm-Minenwerfer zum Einsatz. Der durch seine Beweglichkeit und den dadurch möglichen schnelle Stellungswechsel von besonderer Bedeutung war. Die leichten Minenwerfer wurden zur Übernahme von Sperrfeuerabschnitten, dem Abriegeln von Zugangsgräben und dem Niederhalten der Reserven des Feindes eingesetzt.
- Leichter Minenwerfer 7,58 cm
- Mittlerer Minenwerfer 17 cm
- Schwerer Minenwerfer 25 cm

## Regimentschefs und Kommandeure

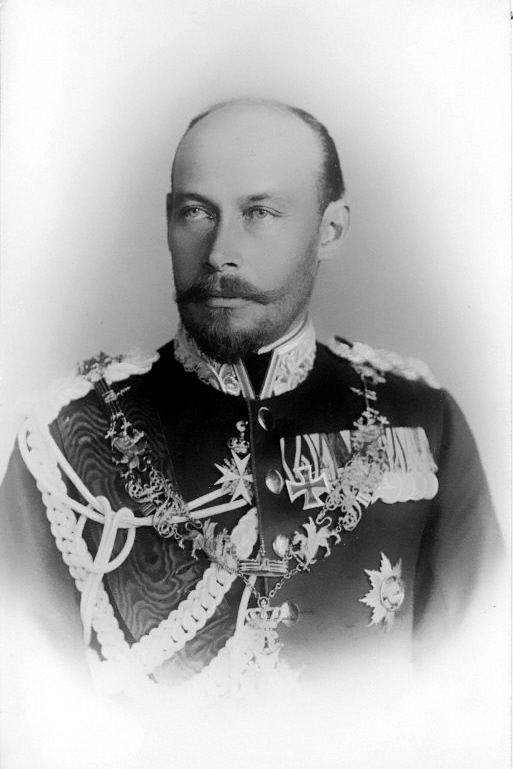
Regimentschef des I. u. III. Bataillons, Friedrich Franz III. zu Mecklenburg-Schwerin.

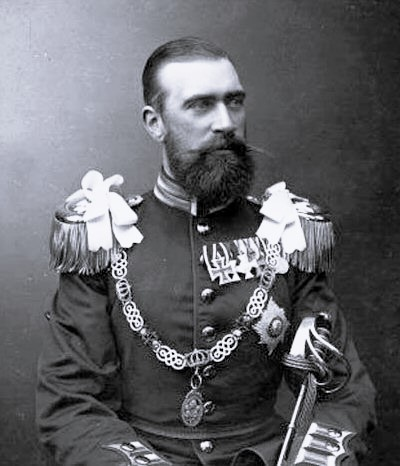
Regimentschef des II. Bataillons, Adolf Friedrich V. von Mecklenburg-Strelitz.

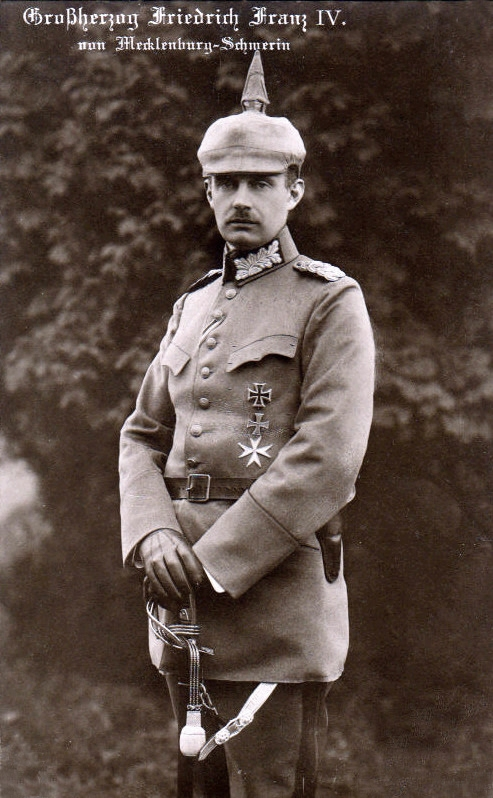
Regimentschef des I. u. III. Bataillons, Friedrich Franz IV. zu Mecklenburg-Schwerin.

### Regimentschefs

#### Grenadier-Garde-Bataillon
| Dienstgrad      | Name                                        | Datum                               |
| --------------- | ------------------------------------------- | ----------------------------------- |
| Generalmajor    | Carl Wilhelm von Both                       | 21. April 1818 bis 23. Oktober 1837 |
| Generalleutnant | Paul Friedrich zu Mecklenburg-Schwerin      | 23. Oktober 1837 bis 7. März 1842   |
| Generaloberst   | Friedrich Franz II. zu Mecklenburg-Schwerin | 08. März 1842 bis 1. Oktober 1867   |

#### I., III. und IV. Bataillon
| Dienstgrad             | Name                                         | Datum                               |
| ---------------------- | -------------------------------------------- | ----------------------------------- |
| General der Kavallerie | Friedrich Franz II. zu Mecklenburg-Schwerin  | 01. Oktober 1867 bis 15. April 1883 |
| General der Kavallerie | Friedrich Franz III. zu Mecklenburg-Schwerin | 15. April 1883 bis 10. April 1897   |
| General der Kavallerie | Friedrich Franz IV. zu Mecklenburg-Schwerin  | 10. April 1897 bis Auflösung        |

#### II. Bataillon (Strelitz)
| Dienstgrad             | Name                                           | Datum                                  |
| ---------------------- | ---------------------------------------------- | -------------------------------------- |
| General der Kavallerie | Friedrich Wilhelm II. von Mecklenburg-Strelitz | 01. Oktober 1867 bis 30. Mai 1904      |
| General der Kavallerie | Adolf Friedrich V. von Mecklenburg-Strelitz    | 30. Mai 1904 bis 14. November 1914     |
| Oberst/Generalmajor    | Adolf Friedrich VI. von Mecklenburg-Strelitz   | 14. November 1914 bis 23. Februar 1918 |

### Kommandeure
| Dienstgrad            | Name                                 | Datum                                                           |
| --------------------- | ------------------------------------ | --------------------------------------------------------------- |
| Oberstleutnant        | Otto von Lützow                      | 01. Oktober 1867 bis 22. Dezember 1867                          |
| Oberstleutnant/Oberst | Ewald Christian Leopold von Kleist   | 22. Januar 1868 bis 1. September 1873                           |
| Oberst                | Wilhelm von der Osten                | 02. September 1873 bis 31. Mai 1875                             |
| Oberst                | Walther Bronsart von Schellendorff   | 01. Juni 1875 bis 12. Mai 1879                                  |
| Oberstleutnant/Oberst | Hermann von Giese                    | 13. Mai 1879 bis 10. Dezember 1879 (mit der Führung beauftragt) |
| Oberst                | Hermann von Giese                    | 11. Dezember 1879 bis 15. September 1885                        |
| Oberstleutnant/Oberst | Alfred von Collas                    | 16. September 1885 bis 5. September 1887                        |
| Oberst                | Fedor von Byern                      | 06. September 1887 bis 14. Oktober 1888                         |
| Oberstleutnant        | Otto von Grone                       | 15. Oktober 1888 bis 21. März 1889 (mit der Führung beauftragt) |
| Oberst                | Otto von Grone                       | 22. März 1889 bis 26. Januar 1892                               |
| Oberst                | Ernst von Scholten                   | 27. Januar 1892 bis 6. Februar 1894                             |
| Oberst                | Oskar von der Marwitz                | 07. Februar 1894 bis 14. Februar 1896                           |
| Oberst                | Friedrich von Bock und Polach        | 15. Februar 1896 bis 27. April 1897                             |
| Oberst                | Georg von Reibnitz                   | 28. April 1897 bis 30. Mai 1901                                 |
| Oberst                | Rudolf von Bünau                     | 31. Mai 1901 bis 13. Februar 1905                               |
| Oberst                | Karl Ludwig von Oertzen              | 14. Februar 1905 bis 13. April 1907                             |
| Oberst                | Heinrich von Vietinghoff gen. Scheel | 14. April 1907 bis 21. März 1911                                |
| Oberst                | Alfred von Böckmann                  | 22. März 1911 bis 18. November 1912                             |
| Oberst                | Johannes von Busse                   | 19. November 1912 bis 1. August 1914                            |
| Oberstleutnant/Oberst | Curt von Wangenheim                  | 02. August 1914 bis 25. April 1917                              |
| Major                 | Maximilian Roeder von Diersburg      | 26. April bis 25. Juli 1917                                     |
| Oberstleutnant        | Kurt von Quednow                     | 26. Juli 1917 bis 2. März 1918                                  |
| Major                 | Franz de Rainville                   | 02. März 1918 bis 17. Januar 1919                               |
| Major                 | von Brockhusen                       | 17. Januar bis 20. Februar 1919 (mit der Führung beauftragt)    |
| Oberst                | Hans von Werder                      | 21. Februar bis 22. November 1919                               |

## À la suite
| Dienstgrad             | Name                                                   | Datum              |
| ---------------------- | ------------------------------------------------------ | ------------------ |
| Hauptmann              | Erbgroßherzog Friedrich Franz von Mecklenburg          | 09. Oktober 1867   |
| General der Infanterie | Walther Bronsart von Schellendorff                     | 22. Januar 1893    |
| Leutnant               | Erbgroßherzog Adolf Friedrich von Mecklenburg-Strelitz | 24. August 1893    |
| General der Infanterie | Friedrich von Bock und Polach                          | 13. September 1911 |

## Gedenkkultur

### Denkmale

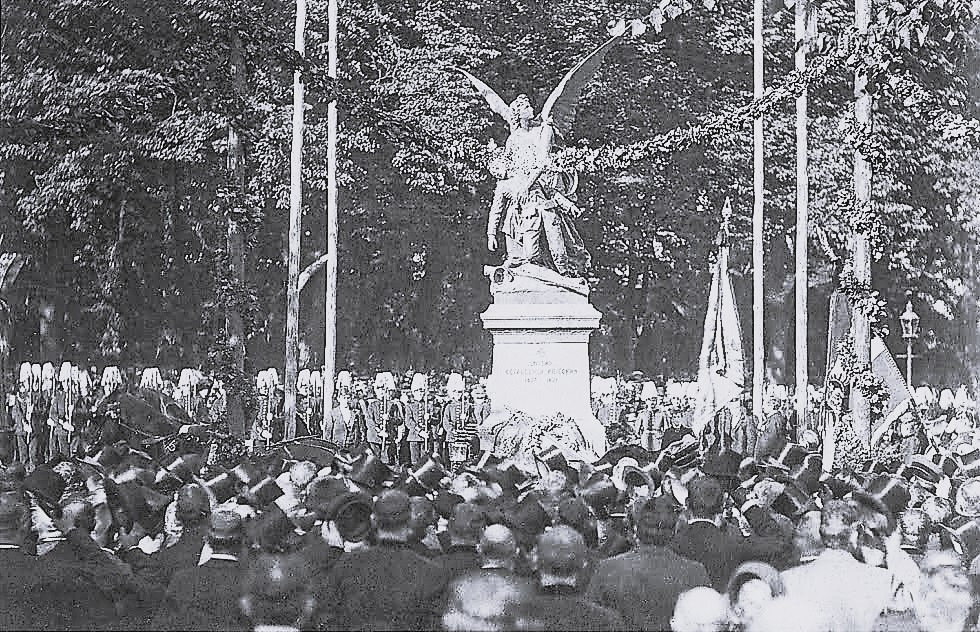
1899, Einweihung des Neustrelitzer Landes-Krieger-Denkmals für die Gefallenen des Krieges 1870–1871. Ehrenformation des II. Bataillons präsentiert das Gewehr.

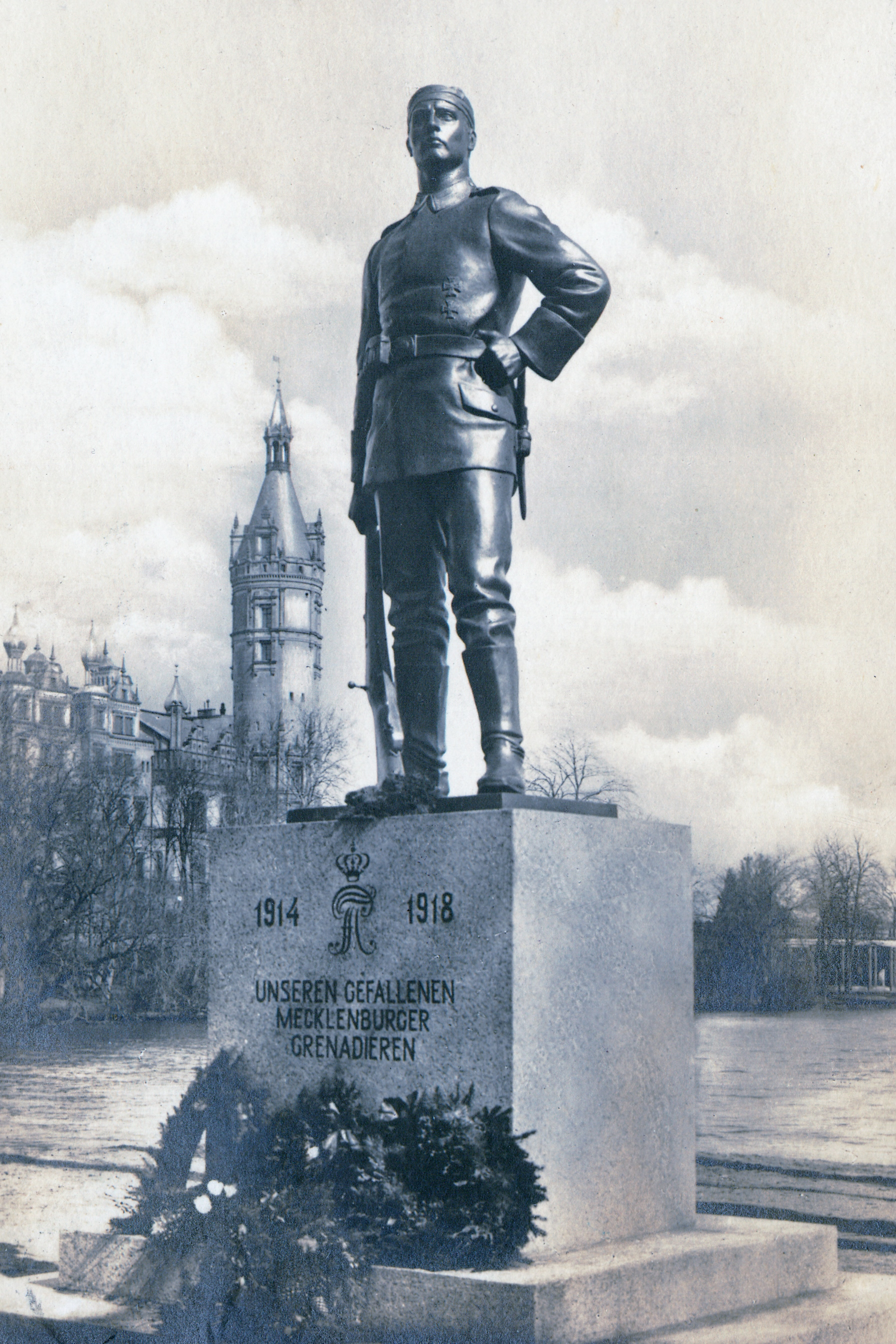
Grenadierdenkmal Schwerin

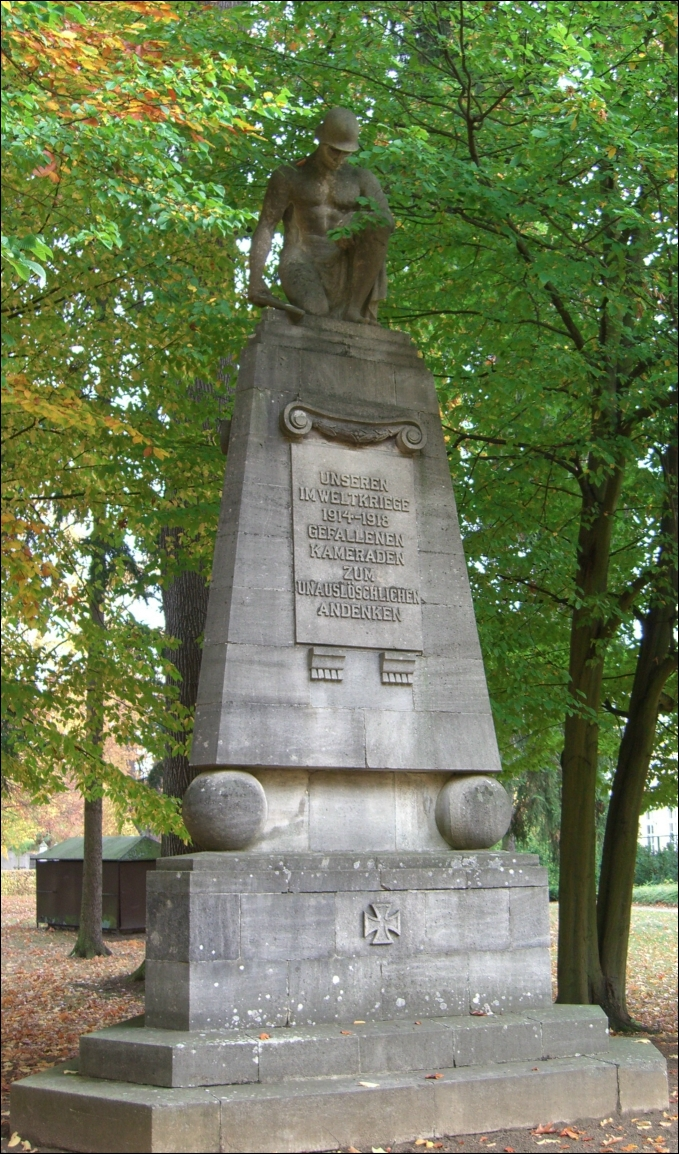
Kriegerdenkmal Schlosspark Neustrelitz

#### Ehrenmal der Feldzüge 1848/1849
Am 5. Juni 1853 fand in Anwesenheit der großherzoglichen Familie die feierliche Enthüllung und Einweihung des Ehrenmals für die Gefallenen der Feldzüge 1848 und 1849 auf der Anhöhe – als Monumentenberg bekannt – am Exerzierplatz Haselholze statt. Das Denkmal bestand aus einem drei Meter hohen Granitwürfel und dem überlebensgroßen behelmten Kopf des Kriegsgottes Mars. Der Granitsockel war von großen Feldsteinen umgeben und wurde von einem hüfthohen schmiedeeisernen Zaun gerahmt.
An den Sichtflächen befanden sich Gedenktafeln. Die erste Tafel war mit der Inschrift Den in Schleswig und Baden während der Feldzüge 1848 und 1849 gefallenen mecklenburgischen Kriegern ihre Kameraden versehen. Die zweite Tafel zeigte hingegen die Inschrift Es starben den Heldentod und die Namen der 47 Toten.
Das Ehrenmal ist nicht erhalten. Die noch vorhandenen Reste wurden in den Jahren 1971–1973 im Zuge der Baumaßnahmen für das Wohngebiet Großer Dreesch zerstört.

#### Landes-Krieger-Denkmal 1870–1871
Das Landes-Krieger-Denkmal für die Gefallenen des Regiments im Deutsch-Französischen Krieg 1870/71 wurde in Neustrelitz, wo das II. Bataillon kaserniert war, errichtet und am 15. Oktober 1899 feierlich enthüllt. Die Enthüllung findet in Anwesenheit einer Ehrenformation des II. Bataillons vom „Großherzoglich Mecklenburgisches Grenadier-Regiment Nr. 89“ statt. Die in Bronze gegossene überlebensgroße Figurengruppe zeigte einen gefallenen Grenadier, den die Siegesgöttin Viktoria emporhebt, in der linken Hand einen Palmwedel haltend, diesen über den Oberkörper des Grenadiers ablegend, die Siegesgöttin den Blick auffordernd gen Himmel gerichtet. Das Symbol des Palmwedels steht für das ewige Leben und die Auferstehung. Das Denkmal wurde vom Berliner Bildhauer Martin Wolff geschaffen, sein eingereichter Entwurf wird im Oktober 1895 nach vorhergehender Ausschreibung ausgewählt. Die Bronzegruppe wird 1943 demontiert und für die Rüstung eingeschmolzen, der Sockel des Denkmals wurde 1946/47 entfernt.

#### Gedächtnistafeln in den Garnisonskirchen
Auf Erlass des Großherzoges Friedrich Franz II. vom 18. Juni 1871 werden in den Garnisonkirchen des Großherzogtums Mecklenburg-Schwerin Gedächtnistafeln angebracht, in Erinnerung und Gedenken an die Toten des Feldzuges 1870/71.

#### Kriegstrophäen im Stadtbild
Ausgehend vom Deutsch-Französischen Krieg entwickelte sich die Sitte in den Garnisonsstädten erbeutete Feldkanonen aus dem Krieg vor öffentlichen Gebäuden aufzustellen. Dem Zeitgeist entsprechend sollten sie als Zeichen des Sieges gelten. In Schwerin waren um 1900 insgesamt 12 Geschütze aufgestellt, darunter auf der Marstallhalbinsel französische Zwölfpfünder Feldgeschütze. Zwei Geschütze waren vor dem Kriegerdenkmal am Alten Garten aufgestellt. Vor dem Quartierhaus des „Jäger-Bataillons Nr. 14“ war ein Feldgeschütz und eine Mitralleuse aufgestellt, weitere im Umfeld des Schweriner Arsenals.

#### Grenadierdenkmal 1914–1918
Ein Grenadierdenkmal für die Gefallenen des Ersten Weltkrieges wurde am 6. Mai 1923 nach einem Entwurf von Wilhelm Wandschneider am Rande des Schlossparks in Schwerin enthüllt. Es galt als eines der künstlerisch wertvollsten Denkmäler der Stadt. Repliken der figürlichen Darstellung des heimkehrenden Grenadiers wurden ab 1926 in Bronze und Zink gegossen. Im Dritten Reich konnte das Denkmal dem Einschmelzen entgehen, dieses war dem Rostocker Professor Karl-Heinz Clasen zu verdanken. Seine Einstufung als „künstlerisch wertvoll“ sorgte für die vorläufige Rückstellung des Denkmals von den Einschmelzaktionen für die Kriegsindustrie. Die Kriegsjahre übersteht das Denkmal unbeschadet. 1946 überprüft eine Landeskommission zur Entmilitarisierung, welche militaristischen Denkmäler erhalten bleiben sollen. Diese Kommission kommt zu dem Schluss, dass das Denkmal „künstlerisch wertvoll“ ist und erhalten bleiben soll. Erst die persönliche Intervention des damaligen mecklenburgischen KPD Innenminister Johannes (Hans) Warnke im Jahr 1948 sorgt dafür, dass das Grenadier-Denkmal 1949 entfernt wird.

#### Kriegerdenkmal 1914–1918
Für das Neustrelitzer Bataillon wurde ebendort am 6. Juni 1923 im dortigen Schlosspark ein Denkmal enthüllt. Die Figur zeigt die idealisierte Darstellung eines knienden Kriegers, den Blick gesenkt, der Kopf bedeckt mit dem Stahlhelm, in der rechten Hand das gesenkte Schwert haltend. Diese figürliche Darstellung ruht auf einem aus Sandsteinquadern gefertigten pyramidalen Sockel. Der Sockel ist auf der Vorderseite mit einer Inschriftentafel versehen, mit der Inschrift „Unseren gefallenen Kameraden im Weltkriege 1914–1918 zum unauslöschlichen Andenken“. Das Denkmal entstand nach einem Entwurf des Bildhauers Hans Dammann, der zahlreiche derartige Denkmäler schuf. Dieses Denkmal im Schlosspark Neustrelitz ist bis heute erhalten.

#### Gefallenendenkmal Herstal
Für die bei der Eroberung von Lüttich getöteten Mecklenburger wurde auf dem Friedhof Herstal in Belgien ein Denkmal errichtet, die Gefallenen sind an dieser Stelle bestattet. Der auf einem Sockel ruhende Sandsteinquader ist mit profilierten Flächen versehen, auf der vorderen und hinteren Sichtfläche mittig ein Kranz aus Eichenlaub, in diesem das eiserne Kreuz. Darunter die Devise „Per aspera ad astra“ hierunter die Widmung „Dem Andenken der beim Sturm auf Lüttich 6-8-1914 gefallenen Mecklenburger“. Auf den beiden flankierenden Seiten, die namentliche Aufstellung der 95 Gefallenen, rechtsseitig die Namen der toten Füsiliere des „Großherzoglich Mecklenburgisches Füsilier-Regiment ‚Kaiser Wilhelm‘ Nr. 90“, linksseitig die Namen der toten Grenadiere des „Großherzoglich Mecklenburgisches Grenadier-Regiment Nr. 89“. Das Denkmal ist bis heute erhalten, der Soldatenfriedhof Herstal wird vom Volksbund Deutsche Kriegsgräberfürsorge betreut.

### Tradition

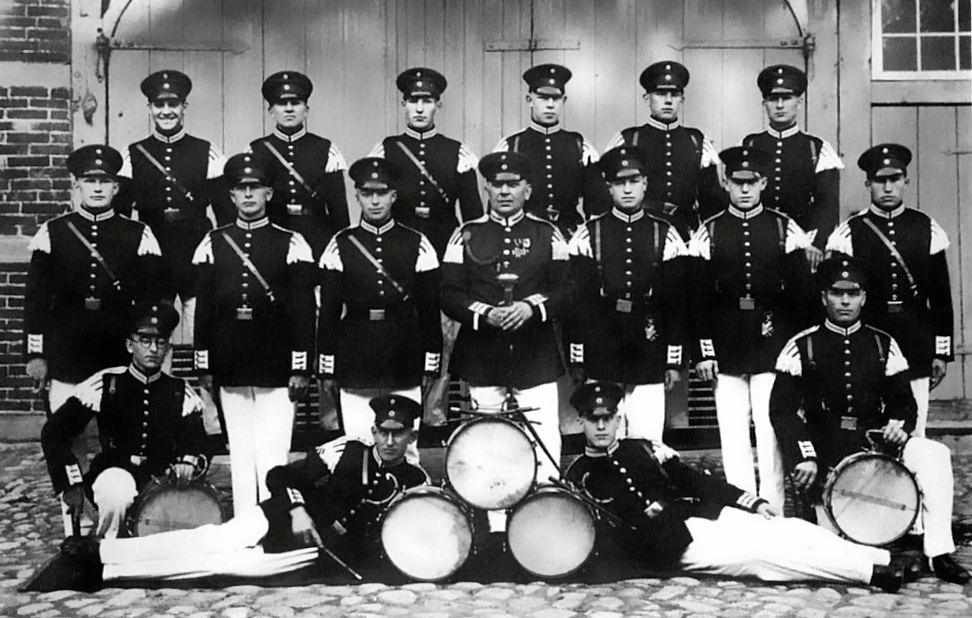
Boizenburger Traditions-Musikzug

Seit 1871 wurden in Mecklenburg zahlreiche Kriegervereine gegründet. Sie sollten die Tradition bewahren, die Kameradschaft aufrechterhalten und den Kontakt zu aktiven Truppenverbänden pflegen. In Waren wurde der erste Kriegerverein am 1. September 1871 gegründet; es folgten 1872 Teterow, Neubrandenburg, Schwaan, Boizenburg, Gnoien und Grevesmühlen. 1884 waren im Mecklenburgischen Kriegerverband 150 Kriegervereine organisiert.
Auch die Schweriner und Strelitzer Grenadiere organisierten sich nach ihrem aktiven Dienst in derartigen Vereinen. Diese Vereine organisierten zahlreiche Zusammenkünfte, wie das im Jahr 1925 in Hagenow stattfindende Bundestreffen der Mecklenburger Grenadiere. An diesem Treffen nahm auch der abgedankte Großherzog Friedrich Franz IV., der in den 1920er Jahren die Schirmherrschaft über den Mecklenburgischen Landeskrieger-Verband innehatte, teil. Historische Aufnahmen zeigen ihn in Hagenow bei der Verleihung eines Fahnennagels.
In Boizenburg gründete zudem der Sägewerksbesitzer Dührkopp in den 1920er Jahren den Traditions-Musikzug des Grenadier-Regiments Nr. 89. Dieser Verein bestand bis 1933 und wurde anschließend in die SA als Musikzug eingegliedert.
Die Tradition des Großherzoglich Mecklenburgischen Grenadier-Regiments Nr. 89 wurde in der Reichswehr der 1. (Grenadier-)Kompanie des 6. Infanterie-Regiments in Schwerin zugewiesen. In der Wehrmacht führte das II. Bataillon des Infanterieregiments 48 in Neustrelitz die Tradition des Regiments fort.